# Olympische Sommerspiele 2012/Leichtathletik
| Logo der Olympischen Spiele 2008                                   | Logo der Olympischen Spiele 2008                                   | Logo der Olympischen Spiele 2008                                   | Logo der Olympischen Spiele 2008                                   | Logo der Olympischen Spiele 2008                                   | Logo der Olympischen Spiele 2008                                   |
| Olympische Spiele 2012 Bereinigter Medaillenspiegel Leichtathletik | Olympische Spiele 2012 Bereinigter Medaillenspiegel Leichtathletik | Olympische Spiele 2012 Bereinigter Medaillenspiegel Leichtathletik | Olympische Spiele 2012 Bereinigter Medaillenspiegel Leichtathletik | Olympische Spiele 2012 Bereinigter Medaillenspiegel Leichtathletik | Olympische Spiele 2012 Bereinigter Medaillenspiegel Leichtathletik |
| Platz                                                              | Mannschaft                                                         | Gold                                                               | Silber                                                             | Bronze                                                             | Gesamt                                                             |
| ------------------------------------------------------------------ | ------------------------------------------------------------------ | ------------------------------------------------------------------ | ------------------------------------------------------------------ | ------------------------------------------------------------------ | ------------------------------------------------------------------ |
| 1                                                                  | USA                                                                | 11                                                                 | 10                                                                 | 7                                                                  | 28                                                                 |
| 2                                                                  | Jamaika                                                            | 4                                                                  | 5                                                                  | 4                                                                  | 12                                                                 |
| 3                                                                  | Großbritannien                                                     | 4                                                                  | 2                                                                  | –                                                                  | 6                                                                  |
| 4                                                                  | Äthiopien                                                          | 3                                                                  | 2                                                                  | 3                                                                  | 8                                                                  |
| 5                                                                  | Kenia                                                              | 2                                                                  | 4                                                                  | 7                                                                  | 13                                                                 |
| 7                                                                  | Australien                                                         | 2                                                                  | 1                                                                  | –                                                                  | 3                                                                  |
| 8                                                                  | Polen                                                              | 2                                                                  | –                                                                  | –                                                                  | 2                                                                  |
| 9                                                                  | Deutschland                                                        | 1                                                                  | 5                                                                  | 2                                                                  | 8                                                                  |
| 10                                                                 | Volksrepublik China                                                | 1                                                                  | 4                                                                  | 4                                                                  | 9                                                                  |
| 6                                                                  | Russland                                                           | 1                                                                  | 3                                                                  | 2                                                                  | 8                                                                  |
| 11                                                                 | Trinidad und Tobago                                                | 1                                                                  | 1                                                                  | 2                                                                  | 4                                                                  |
| 12                                                                 | Frankreich                                                         | 1                                                                  | 1                                                                  | 1                                                                  | 3                                                                  |
| 14                                                                 | Tschechien                                                         | 1                                                                  | 1                                                                  | 1                                                                  | 3                                                                  |
| 13                                                                 | Dominikanische Republik                                            | 1                                                                  | 1                                                                  | –                                                                  | 2                                                                  |
| 15                                                                 | Algerien                                                           | 1                                                                  | –                                                                  | –                                                                  | 1                                                                  |
| 15                                                                 | Bahamas                                                            | 1                                                                  | –                                                                  | –                                                                  | 1                                                                  |
| 15                                                                 | Bahrain                                                            | 1                                                                  | –                                                                  | –                                                                  | 1                                                                  |
| 15                                                                 | Grenada                                                            | 1                                                                  | –                                                                  | –                                                                  | 1                                                                  |
| 15                                                                 | Kasachstan                                                         | 1                                                                  | –                                                                  | –                                                                  | 1                                                                  |
| 15                                                                 | Kroatien                                                           | 1                                                                  | –                                                                  | –                                                                  | 1                                                                  |
| 15                                                                 | Neuseeland                                                         | 1                                                                  | –                                                                  | –                                                                  | 1                                                                  |
| 15                                                                 | Südafrika                                                          | 1                                                                  | –                                                                  | –                                                                  | 1                                                                  |
| 15                                                                 | Tunesien                                                           | 1                                                                  | –                                                                  | –                                                                  | 1                                                                  |
| 15                                                                 | Uganda                                                             | 1                                                                  | –                                                                  | –                                                                  | 1                                                                  |
| 15                                                                 | Ungarn                                                             | 1                                                                  | –                                                                  | –                                                                  | 1                                                                  |
| 26                                                                 | Kuba                                                               | –                                                                  | 1                                                                  | 2                                                                  | 3                                                                  |
| 27                                                                 | Botswana                                                           | –                                                                  | 1                                                                  | –                                                                  | 1                                                                  |
| 27                                                                 | Finnland                                                           | –                                                                  | 1                                                                  | –                                                                  | 1                                                                  |
| 27                                                                 | Guatemala                                                          | –                                                                  | 1                                                                  | –                                                                  | 1                                                                  |
| 27                                                                 | Iran                                                               | –                                                                  | 1                                                                  | –                                                                  | 1                                                                  |
| 27                                                                 | Kanada                                                             | –                                                                  | 1                                                                  | –                                                                  | 1                                                                  |
| 27                                                                 | Katar                                                              | –                                                                  | 1                                                                  | –                                                                  | 1                                                                  |
| 27                                                                 | Kolumbien                                                          | –                                                                  | 1                                                                  | –                                                                  | 1                                                                  |
| 27                                                                 | Slowenien                                                          | –                                                                  | 1                                                                  | –                                                                  | 1                                                                  |
| 33                                                                 | Ukraine                                                            | –                                                                  | –                                                                  | 3                                                                  | 3                                                                  |
| 32                                                                 | Estland                                                            | –                                                                  | –                                                                  | 1                                                                  | 1                                                                  |
| 32                                                                 | Irland                                                             | –                                                                  | –                                                                  | 1                                                                  | 1                                                                  |
| 32                                                                 | Italien                                                            | –                                                                  | –                                                                  | 1                                                                  | 1                                                                  |
| 32                                                                 | Japan                                                              | –                                                                  | –                                                                  | 1                                                                  | 1                                                                  |
| 32                                                                 | Litauen                                                            | –                                                                  | –                                                                  | 1                                                                  | 1                                                                  |
| 32                                                                 | Marokko                                                            | –                                                                  | –                                                                  | 1                                                                  | 1                                                                  |
| 32                                                                 | Puerto Rico                                                        | –                                                                  | –                                                                  | 1                                                                  | 1                                                                  |
| 32                                                                 | Spanien                                                            | –                                                                  | –                                                                  | 1                                                                  | 1                                                                  |
| Im Hochsprung der Männer wurden drei Silbermedaillen vergeben.     |                                                                    |                                                                    |                                                                    |                                                                    |                                                                    |

Bei den XXX. Olympischen Spielen 2012 in der britischen Hauptstadt London wurden vom 3. bis 12. August im Olympiastadion 47 Wettbewerbe in der Leichtathletik ausgetragen, 23 davon für Frauen und 24 für Männer. Alle fünf Straßenwettbewerbe, drei im Gehen und zwei im Marathonlauf, begannen und endeten auf der Prachtstraße The Mall im Zentrum Londons.

## Wettbewerbe
Das Wettkampfprogramm war identisch mit dem der Olympischen Spiele 2008 in Peking. Die Wettbewerbe für Frauen und Männer waren weitestgehend angeglichen. Es gab und gibt im Frauenbereich nur noch eine im Vergleich zum Männerangebot fehlende Disziplin: im Gehen wird nur eine Distanz im Gegensatz zu zwei Strecken bei den Männern ausgetragen. Weitere Unterschiede finden sich in der Hürdenhöhe auf den beiden Hürdendistanzen sowie der Länge der kürzeren Hürdenstrecke, die bei den Männern 110 Meter und bei den Frauen 100 Meter beträgt, um den unterschiedlichen Schrittlängen der Geschlechter Rechnung zu tragen. Außerdem wurde und wird bei den Frauen als Mehrkampf ein Siebenkampf, bei den Männern ein Zehnkampf ausgetragen. Darüber hinaus waren und sind die Geräte in den Wurf- und Stoßdisziplinen bei den Frauen etwas leichter als bei den Männern.

## Olympiastadion

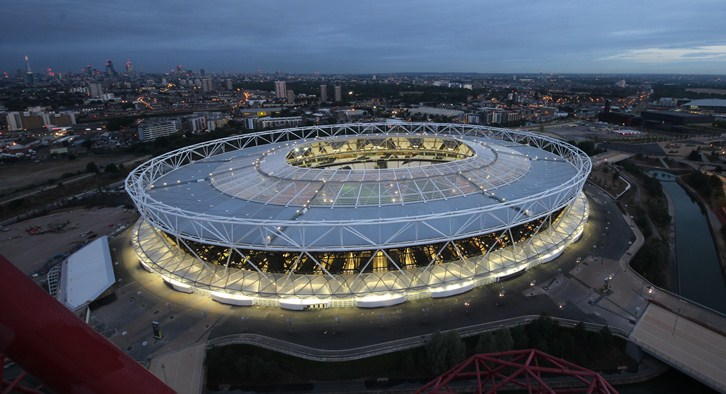
Das Olympiastadion von London im Jahr 2015

Das Olympiastadion von London wurde im Gegensatz zu vielen bei früheren Spielen neu gebauten Stadien deutlich schneller fertiggestellt als ursprünglich geplant. Das hatte auch Einfluss auf die Kosten, die ebenfalls niedriger waren als zunächst veranschlagt – ein Novum in der olympischen Geschichte. Auch den Ansprüchen Umweltverträglichkeit und Nachhaltigkeit wurde durch eine Leichtbauweise unter Verwendung von weniger Stahl als üblich und durch langfristige Überlegungen zur Einbindung des Stadions in ein naturverträgliches Freizeit-Gesamtkonzept in besonderem Maße Rechnung getragen.

## Teilnehmer
Bezüglich der teilnehmenden Nationen gab es diesmal im Vergleich zu früheren Spielen wenige Einschränkungen. Das IOC hatte dem Nationalen Olympischen Komitee – NOK – der Niederländischen Antillen die Anerkennung entzogen, aber deren Sportler durften als sogenannte unabhängige Olympiateilnehmer teilnehmen, insofern sie die Qualifikationsbedingungen erfüllt hatten. Darüber hinaus gab es lediglich noch eine weitere Einschränkung. Diese betraf den Südsudan, der noch nicht über ein eigenes NOK verfügte. Aber auch deren Athleten konnten unter denselben Bedingungen in London dabei sein wie die Sportler aus den Niederländischen Antillen. Davon machte der in den USA lebende Marathonläufer Guor Marial auch Gebrauch.
Auch bei diesen Spielen war das Thema Süd- und Nordkorea zumindest am Rande wieder einmal aktuell. Bei einem Fußballspiel der Frauen zwischen Kolumbien und Nordkorea in Glasgow wurde versehentlich die südkoreanische Flagge gezeigt anstelle der nordkoreanischen und es dauerte eine geraume Zeit, bis das Malheur korrigiert werden konnte.

## Medaillengewinner

### Männer
| Disziplin         | Gold                                                                                   | Silber                                                                              | Bronze                                                                              |
| ----------------- | -------------------------------------------------------------------------------------- | ----------------------------------------------------------------------------------- | ----------------------------------------------------------------------------------- |
| 100 m             | Usain Bolt                                                                             | Yohan Blake                                                                         | Justin Gatlin                                                                       |
| 200 m             | Usain Bolt                                                                             | Yohan Blake                                                                         | Warren Weir                                                                         |
| 400 m             | Kirani James                                                                           | Luguelín Santos                                                                     | Lalonde Gordon                                                                      |
| 800 m             | David Rudisha                                                                          | Nijel Amos                                                                          | Timothy Kitum                                                                       |
| 1500 m            | Taoufik Makhloufi                                                                      | Leonel Manzano                                                                      | Abdalaati Iguider                                                                   |
| 5000 m            | Mo Farah                                                                               | Dejen Gebremeskel                                                                   | Thomas Pkemei Longosiwa                                                             |
| 10.000 m          | Mo Farah                                                                               | Galen Rupp                                                                          | Tariku Bekele                                                                       |
| 110 m Hürden      | Aries Merritt                                                                          | Jason Richardson                                                                    | Hansle Parchment                                                                    |
| 400 m Hürden      | Félix Sánchez                                                                          | Michael Tinsley                                                                     | Javier Culson                                                                       |
| 3000 m Hindernis  | Ezekiel Kemboi                                                                         | Mahiedine Mekhissi                                                                  | Abel Kiprop Mutai                                                                   |
| 4 × 100 m Staffel | Jamaika Nesta Carter Michael Frater Yohan Blake Usain Bolt Kemar Bailey-Cole (Vorlauf) | Trinidad und Tobago Keston Bledman Marc Burns Emmanuel Callender Richard Thompson   | Frankreich Jimmy Vicaut Christophe Lemaitre Pierre-Alexis Pessonneaux Ronald Pognon |
| 4 × 400 m Staffel | Bahamas Chris Brown Demetrius Pinder Michael Mathieu Ramon Miller                      | USA Bryshon Nellum Joshua Mance Tony McQuay Angelo Taylor (Vorlauf) Manteo Mitchell | Trinidad und Tobago Lalonde Gordon Jarrin Solomon Ade Alleyne-Forte Deon Lendore    |
| 20 km Gehen       | Chen Ding                                                                              | Erick Barrondo                                                                      | Wang Zhen                                                                           |
| 50 km Gehen       | Jared Tallent                                                                          | Si Tianfeng                                                                         | Robert Heffernan                                                                    |
| Marathon          | Stephen Kiprotich                                                                      | Abel Kirui                                                                          | Wilson Kipsang                                                                      |
| Weitsprung        | Greg Rutherford                                                                        | Mitchell Watt                                                                       | Will Claye                                                                          |
| Dreisprung        | Christian Taylor                                                                       | Will Claye                                                                          | Fabrizio Donato                                                                     |
| Hochsprung        | Erik Kynard                                                                            | Robert Grabarz Mutaz Essa Barshim Derek Drouin                                      | nicht vergeben                                                                      |
| Stabhochsprung    | Renaud Lavillenie                                                                      | Björn Otto                                                                          | Raphael Holzdeppe                                                                   |
| Kugelstoßen       | Tomasz Majewski                                                                        | David Storl                                                                         | Reese Hoffa                                                                         |
| Diskuswurf        | Robert Harting                                                                         | Ehsan Hadadi                                                                        | Gerd Kanter                                                                         |
| Speerwurf         | Keshorn Walcott                                                                        | Antti Ruuskanen                                                                     | Vítězslav Veselý                                                                    |
| Hammerwurf        | Krisztián Pars                                                                         | Primož Kozmus                                                                       | Kōji Murofushi                                                                      |
| Zehnkampf         | Ashton Eaton                                                                           | Trey Hardee                                                                         | Leonel Suárez                                                                       |

### Frauen
| Disziplin         | Gold | Silber | Bronze                                                                    |
| ----------------- | --- | --- | ------------------------------------------------------------------------- |
| 100 m             | Shelly-Ann Fraser-Pryce                                                                                               | Carmelita Jeter | Veronica Campbell-Brown                                                   |
| 200 m             | Allyson Felix | Shelly-Ann Fraser-Pryce | Carmelita Jeter                                                           |
| 400 m             | Sanya Richards-Ross                                                                                                   | Christine Ohuruogu | DeeDee Trotter                                                            |
| 800 m             | Caster Semenya | Jekaterina Poistogowa | Pamela Jelimo                                                             |
| 1500 m            | Maryam Yusuf Jamal | Tatjana Tomaschowa | Abeba Aregawi                                                             |
| 5000 m            | Meseret Defar | Vivian Cheruiyot | Tirunesh Dibaba                                                           |
| 10.000 m          | Tirunesh Dibaba | Sally Kipyego | Vivian Cheruiyot                                                          |
| 100 m Hürden      | Sally Pearson | Dawn Harper | Kellie Wells                                                              |
| 400 m Hürden      | Lashinda Demus | Zuzana Hejnová | Kaliese Spencer                                                           |
| 3000 m Hindernis  | Habiba Ghribi | Sofia Assefa | Milcah Cheywa                                                             |
| 4 × 100 m Staffel | USA Tianna Madison Allyson Felix Bianca Knight Carmelita Jeter Jeneba Tarmoh (Vorlauf) Lauryn Williams (Vorlauf)      | Jamaika Shelly-Ann Fraser-Pryce Sherone Simpson Veronica Campbell-Brown Kerron Stewart Samantha Henry-Robinson (Vorlauf) Schillonie Calvert (Vorlauf) | Ukraine Olessja Powch Chrystyna Stuj Marija Rjemjen Jelysaweta Bryshina   |
| 4 × 400 m Staffel | USA DeeDee Trotter Allyson Felix Francena McCorory Sanya Richards-Ross Keshia Baker (Vorlauf) Diamond Dixon (Vorlauf) | Jamaika Christine Day Rosemarie Whyte Shericka Williams Novlene Williams-Mills Shereefa Lloyd (Vorlauf)                                               | Ukraine Alina Lohwynenko Olha Semljak Hanna Jaroschtschuk Natalija Pyhyda |
| 20 km Gehen       | Qoijing Gyi | Liu Hong | Lü Xiuzhi                                                                 |
| Marathon          | Tiki Gelana | Priscah Jeptoo | Tatjana Petrowa                                                           |
| Weitsprung        | Brittney Reese | Jelena Sokolowa | Janay DeLoach                                                             |
| Dreisprung        | Olga Rypakowa | Caterine Ibargüen | Olha Saladucha                                                            |
| Hochsprung        | Anna Tschitscherowa                                                                                                   | Brigetta Barrett | Ruth Beitia                                                               |
| Stabhochsprung    | Jennifer Suhr | Yarisley Silva | Jelena Issinbajewa                                                        |
| Kugelstoßen       | Valerie Adams | Gong Lijiao | Li Ling                                                                   |
| Diskuswurf        | Sandra Perković | Li Yanfeng | Yarelys Barrios                                                           |
| Speerwurf         | Barbora Špotáková | Christina Obergföll | Linda Stahl                                                               |
| Hammerwurf        | Anita Włodarczyk | Betty Heidler | Zhang Wenxiu                                                              |
| Siebenkampf       | Jessica Ennis | Lilli Schwarzkopf | Austra Skujytė                                                            |

## Zeitplan der einzelnen Disziplinen

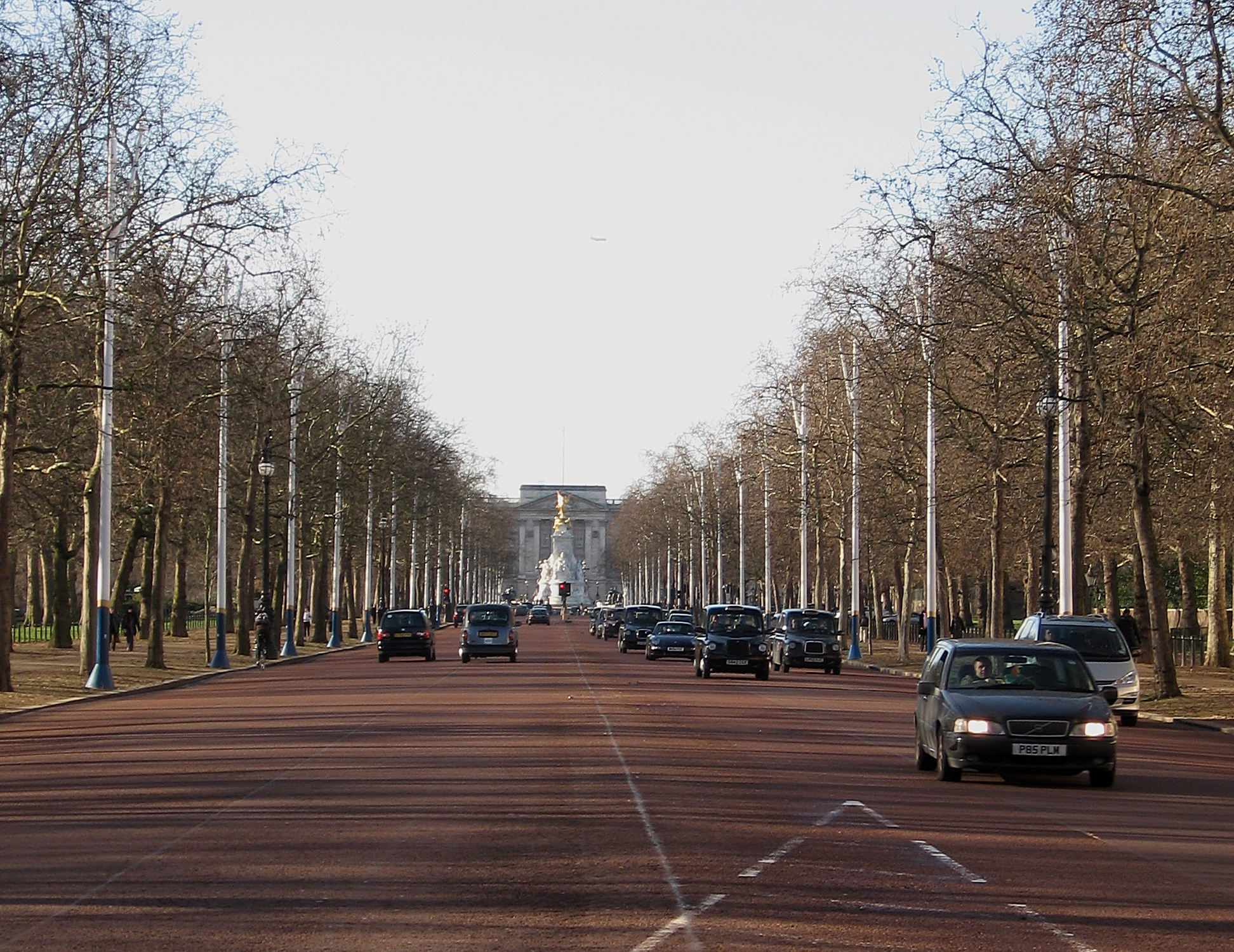
Prachtstraße The Mall – Start und Ziel der Straßenwettbewerbe im Gehen und Marathon

| Wettbewerbe und Zeitplan Leichtathletik | Wettbewerbe und Zeitplan Leichtathletik | Wettbewerbe und Zeitplan Leichtathletik |
| Tag                                     | Morgenprogramm 11:00 Uhr bis 14:45 Uhr MESZ | Abendprogramm 19:30 Uhr bis 23:10 Uhr MESZ |
| --------------------------------------- | --- | --- |
| Freitag 3. August 2012                  | Vorläufe 400 m Hürden Männer Vorläufe 3000 m Hindernis Männer Qualifikation Hammerwurf Männer Qualifikation Kugelstoßen Männer Vorläufe 400 m Frauen Qualifikation Dreisprung Frauen Siebenkampf der Frauen 100 m Hürden und Hochsprung | Vorläufe 1500 m Männer Qualifikation Weitsprung Männer Finale Kugelstoßen Männer Vorläufe 100 m Frauen Finale 10.000 m Frauen Qualifikation Diskuswurf Frauen Siebenkampf der Frauen Kugelstoßen und 200 m                                            |
| Samstag 4. August 2012                  | Vorläufe 100 m Männer Vorläufe 400 m Männer Vorläufe 3000 m Hindernis Frauen Qualifikation Stabhochsprung Frauen Siebenkampf der Frauen Weitsprung und Speerwurf                                                                        | 20 km Gehen Männer Halbfinale 400 m Hürden Männer Finale 10.000 m Männer Finale Weitsprung Männer Halbfinale und Finale 100 m Frauen Halbfinale 400 m Frauen Finale Diskuswurf Frauen Siebenkampf der Frauen 800 m                                    |
| Sonntag 5. August 2012                  | Marathon Frauen | Halbfinale und Finale 100 m Männer Halbfinale 400 m Männer Halbfinale 1500 m Männer Finale 3000 m Hindernis Männer Qualifikation Hochsprung Männer Finale Hammerwurf Männer Finale 400 m Frauen Vorläufe 400 m Hürden Frauen Finale Dreisprung Frauen |
| Montag 6. August 2012                   | Vorläufe 800 m Männer Qualifikation Diskuswurf Männer Vorläufe 100 m Hürden Frauen Vorläufe 1500 m Frauen Qualifikation Kugelstoßen Frauen                                                                                              | Finale 400 m Männer Finale 400 m Hürden Männer Vorläufe 200 m Frauen Halbfinale 400 m Hürden Frauen Finale 3000 m Hindernis Frauen Finale Stabhochsprung Frauen Finale Kugelstoßen Frauen                                                             |
| Dienstag 7. August 2012                 | Vorläufe 110 m Hürden Männer Vorläufe 200 m Männer Qualifikation Dreisprung Männer Vorläufe 5000 m Frauen Qualifikation Speerwurf Frauen                                                                                                | Halbfinale 800 m Männer Finale 1500 m Männer Finale Diskuswurf Männer Finale Hochsprung Männer Halbfinale und Finale 100 m Hürden Frauen Halbfinale 200 m Frauen Qualifikation Weitsprung Frauen                                                      |
| Mittwoch 8. August 2012                 | Vorläufe 5000 m Männer Qualifikation Stabhochsprung Männer Zehnkampf der Männer 100 Meter, Weitsprung und Kugelstoßen Vorläufe 800 m Frauen Qualifikation Hammerwurf Frauen                                                             | Halbfinale und Finale 110 m Hürden Männer Halbfinale 200 m Männer Qualifikation Speerwurf Männer Zehnkampf der Männer Hochsprung und 400 Meter Finale 200 m Frauen Finale 400 m Hürden Frauen Halbfinale 1500 m Frauen Finale Weitsprung Frauen       |
| Donnerstag 9. August 2012               | Vorläufe 4 × 400-m-Staffel Männer Zehnkampf der Männer 110 Meter Hürden, Diskuswurf und Stabhochsprung Qualifikation Hochsprung Frauen                                                                                                  | Finale 200 m Männer Finale 800 m Männer Finale Dreisprung Männer Zehnkampf der Männer Speerwurf und 1500 Meter Halbfinale 800 m Frauen Vorläufe 4 × 100-m-Staffel Frauen Finale Speerwurf Frauen                                                      |
| Freitag 10. August 2012                 | | Vorläufe 4 × 100-m-Staffel Männer Finale 4 × 400-m-Staffel Männer Finale Stabhochsprung Männer Finale 1500 m Frauen Finale 5000 m Frauen Vorläufe 4 × 400-m-Staffel Frauen Finale 4 × 100-m-Staffel Frauen Finale Hammerwurf Frauen                   |
| Samstag 11. August 2012                 | 50 km Gehen Männer | 20 km Gehen Frauen Finale 5000 m Männer Finale 4 × 100-m-Staffel Männer Finale Speerwurf Männer Finale 800 m Frauen Finale 4 × 400-m-Staffel Frauen Finale Hochsprung Frauen                                                                          |
| Sonntag 12. August 2012                 | Marathon Männer | |

## Qualifikation

### Qualifikationskriterien
Es nahmen insgesamt etwa 2000 Athleten an den Wettbewerben teil. Jedes NOK durfte pro Disziplin drei Athleten einsetzen, wenn diese im Qualifikationszeitraum den A-Standard erreicht hatten oder pro Disziplin einen Athleten, wenn er den B-Standard erreicht hatte. In beiden Fällen durfte jeweils noch ein Reserveathlet nominiert werden, wenn dieser ebenfalls den jeweiligen Standard erreicht hatte. Hatte sich aus einem Land keine Frau oder kein Mann qualifiziert, so durfte dieses unabhängig vom Standard jeweils einen Athleten in einer beliebigen Disziplin einsetzen, mit Ausnahme des 10.000-Meter-Laufs, des Hindernislaufs und der Mehrkämpfe.
Die Normen für die Disziplinen 10.000-Meter-Lauf, Marathonlauf, Gehen und Mehrkampf mussten zwischen dem 1. Januar 2011 und dem 8. Juli 2012 erreicht werden, für alle weiteren Wettbewerbe zwischen dem 1. Mai 2011 und dem 8. Juli 2012. Der Weltleichtathletikverband verkündete die Normen im April 2011. Qualifikationswettkämpfe waren alle vom Weltleichtathletikverband und den einzelnen Mitgliedsverbänden veranstalteten Wettbewerbe, wenn sie die Anforderungen des Weltleichtathletikverbands erfüllten. Dazu zählten unter anderem der Einsatz ausgebildeter Kampfrichter, elektronische Zeitmessung bei Laufentscheidungen, Windmessung bei den Sprints oder öffentliche Zugänglichkeit zum Wettkampf. Für das Gehen und den Marathonlauf waren nur vom Weltleichtathletikverband zum 1. Januar 2011 verkündete Qualifikationswettkämpfe zugelassen.
Zur Qualifikation der Staffeln wurden die zwei besten Zeiten, die eine Staffel eines NOKs zwischen dem 1. Januar 2011 und 2. Juli 2012 erreicht hatte, zusammengerechnet. Es qualifizierten sich für alle vier Staffelwettbewerbe die jeweils sechzehn zeitbesten Staffeln. Diese Form der Qualifikation diente der Durchführung der Staffelwettkämpfe während der Olympischen Spiele. So wurde die Zahl der teilnehmenden Teams so weit eingeschränkt, dass neben den Vorläufen und den Finalrennen nicht noch weitere Zwischenläufe angesetzt werden mussten, was zu einer Ausuferung der Wettbewerbs hätte führen können. Außerdem wurde so die eventuelle Überforderung von Athleten begrenzt, die neben den Staffeln auch in den entsprechenden Einzelwettbewerben zum Einsatz kamen
Athleten, die zum Stichtag 31. Dezember 2012 achtzehn oder neunzehn Jahre alt waren, durften nicht am Marathonlauf und am 50-km-Gehen teilnehmen. Waren Athleten zum Stichtag sechzehn oder siebzehn Jahre alt, durften sie nicht am Marathonlauf, dem 10.000-Meter-Lauf, Gehen, Zehnkampf und den Wurfdisziplinen der Männer teilnehmen. Athleten, die zum Stichtag keine sechzehn Jahre alt waren, durften generell nicht an den Wettbewerben teilnehmen.

### Wettbewerbe und Qualifikationsstandards
| Olympia-Qualifikationsstandards 2012 | Olympia-Qualifikationsstandards 2012                                    | Olympia-Qualifikationsstandards 2012                                    | Olympia-Qualifikationsstandards 2012                                    | Olympia-Qualifikationsstandards 2012                                    |
| Disziplin                            | Männer                                                                  | Männer                                                                  | Frauen                                                                  | Frauen                                                                  |
|                                      | A-Standard                                                              | B-Standard                                                              | A-Standard                                                              | B-Standard                                                              |
| ------------------------------------ | ----------------------------------------------------------------------- | ----------------------------------------------------------------------- | ----------------------------------------------------------------------- | ----------------------------------------------------------------------- |
| 100 m                                | 10,18 s                                                                 | 10,24 s                                                                 | 11,29 s                                                                 | 11,38 s                                                                 |
| 200 m                                | 20,55 s                                                                 | 20,65 s                                                                 | 23,10 s                                                                 | 23,30 s                                                                 |
| 400 m                                | 45,30 s                                                                 | 45,90 s                                                                 | 51,55 s                                                                 | 52,35 s                                                                 |
| 800 m                                | 1:45,60 min                                                             | 1:46,30 min                                                             | 1:59,90 min                                                             | 2:01,30 min                                                             |
| 1500 m                               | 3:35,50 min                                                             | 3:38,00 min                                                             | 4:06,00 min                                                             | 4:08,90 min                                                             |
| 5000 m                               | 13:20,00 min                                                            | 13:27,00 min                                                            | 15:20,00 min                                                            | 15:30,00 min                                                            |
| 10.000 m                             | 27:45,00 min                                                            | 28:05,00 min                                                            | 31:45,00 min                                                            | 32:10,00 min                                                            |
| Marathonlauf                         | 2:15,00 h00000                                                          | 2:18,00 h00000                                                          | 2:37,00 h00000                                                          | 2:43,00 h00000                                                          |
| 20 km Gehen                          | 1:22,30 h00000                                                          | 1:24,30 h00000                                                          | 1:33,30 h00000                                                          | 1:38,00 h00000                                                          |
| 50 km Gehen                          | 3:59,00 h00000                                                          | 4:09,00 h00000                                                          | –                                                                       | –                                                                       |
| 100 m Hürden                         | –                                                                       | –                                                                       | 12,96 s                                                                 | 13,15 s                                                                 |
| 110 m Hürden                         | 13,52 s                                                                 | 13,60 s                                                                 | –                                                                       | –                                                                       |
| 400 m Hürden                         | 49,50 s                                                                 | 49,80 s                                                                 | 55,50 s                                                                 | 56,65 s                                                                 |
| 3000 m Hindernis                     | 8:23,10 min                                                             | 8:32,00 min                                                             | 9:43,00 min                                                             | 9:48,00 min                                                             |
| 4 × 100 m                            | Platz 16 oder besser in der Weltbestenliste des Qualifikationszeitraums | Platz 16 oder besser in der Weltbestenliste des Qualifikationszeitraums | Platz 16 oder besser in der Weltbestenliste des Qualifikationszeitraums | Platz 16 oder besser in der Weltbestenliste des Qualifikationszeitraums |
| 4 × 400 m                            | Platz 16 oder besser in der Weltbestenliste des Qualifikationszeitraums | Platz 16 oder besser in der Weltbestenliste des Qualifikationszeitraums | Platz 16 oder besser in der Weltbestenliste des Qualifikationszeitraums | Platz 16 oder besser in der Weltbestenliste des Qualifikationszeitraums |
| Hochsprung                           | 02,31 m                                                                 | 02,28 m                                                                 | 01,95 m                                                                 | 01,92 m                                                                 |
| Stabhochsprung                       | 05,72 m                                                                 | 05,60 m                                                                 | 04,50 m                                                                 | 04,40 m                                                                 |
| Weitsprung                           | 08,20 m                                                                 | 08,10 m                                                                 | 06,75 m                                                                 | 06,65 m                                                                 |
| Dreisprung                           | 17,20 m                                                                 | 16,85 m                                                                 | 14,30 m                                                                 | 14,10 m                                                                 |
| Kugelstoßen                          | 20,50 m                                                                 | 20,00 m                                                                 | 18,30 m                                                                 | 17,20 m                                                                 |
| Diskuswurf                           | 65,00 m                                                                 | 63,00 m                                                                 | 62,00 m                                                                 | 59,50 m                                                                 |
| Hammerwurf                           | 78,00 m                                                                 | 74,00 m                                                                 | 71,50 m                                                                 | 69,00 m                                                                 |
| Speerwurf                            | 82,00 m                                                                 | 79,50 m                                                                 | 61,00 m                                                                 | 59,00 m                                                                 |
| Siebenkampf                          | –                                                                       | –                                                                       | 6150 Pkt.                                                               | 5950 Pkt.                                                               |
| Zehnkampf                            | 8200 Pkt.                                                               | 7950 Pkt.                                                               | –                                                                       | –                                                                       |

## Doping
Die Zahl der Dopingfälle steigerte sich bei diesen Spielen in ungeahnte Dimensionen. Davon war auch die Leichtathletik in nicht akzeptabler Weise betroffen. Einige betroffene Sportler wurden im Anschluss an ihren Wettkampf überführt, andere durften wegen positiver Dopingproben, deren Ergebnis vor Beginn der Spiele offiziell wurde, gar nicht erst antreten und zahlreiche weitere Sportler wurden erst viele Jahre später bei Nachkontrollen der konservierten Proben mittels neuer Überprüfungsmethoden entlarvt. Das hatte für die Betreffenden in der Regel die Aberkennung ihres Resultats, eine Rückgabeforderung eventuell erhaltener Medaillen und häufig auch unterschiedlich lange Sperren zur Folge. In dem oben aufgeführten Medaillenspiegel sind die entsprechend veränderten Ergebnisse in den einzelnen Disziplinen komplett berücksichtigt. Der Sumpf, in den die Leichtathletik geraten war, setzte sich in verstärkter Weise fort, ein Ende war immer noch nicht wirklich absehbar. Leidtragende waren und sind die ehrlichen Sportler, die erst Jahre später ihre Medaillen erhielten, denen die Teilnahme an Finalkämpfen durch die Dopingbetrüger verwehrt wurden und denen eigentlich zustehende Fördergelder entgingen, weil die wahren Platzierungen erst lange Zeit nach den Wettbewerben verifiziert wurden.
Die Liste der Dopingsünder ist noch deutlich länger als bei den vorangegangenen Spielen, betroffen waren 96 Athleten, 29 Männer und 67 Frauen.
Verteilt auf die Nationen ergibt sich das folgende Bild:
| Land                | Zahl der Dopingfälle |
| ------------------- | -------------------- |
| Russland            | 43                   |
| Türkei              | 12                   |
| Ukraine             | 12                   |
| Belarus             | 10                   |
| Marokko             | 03                   |
| Kolumbien           | 02                   |
| Saudi-Arabien       | 02                   |
| Frankreich          | 01                   |
| Katar               | 01                   |
| Kasachstan          | 01                   |
| Lettland            | 01                   |
| Republik Moldau     | 01                   |
| Slowenien           | 01                   |
| Spanien             | 01                   |
| St. Kitts und Nevis | 01                   |
| Syrien              | 01                   |
| Tadschikistan       | 01                   |
| Trinidad und Tobago | 01                   |
| USA                 | 01                   |
| Volksrepublik China | 01                   |
| Summe               | 96                   |

Das heißt mit Russland, der Türkei, der Ukraine und Belarus gab es vor allem vier Nationen, auf die sich die Dopingproblematik besonders konzentrierte, wobei Russland die weitaus meisten Fälle aufwies. Darüber hinaus war eine größere Zahl weiterer Länder von einzelnen Dopingfällen betroffen.
In der folgenden Übersicht sind die Dopingsünder im Einzelnen aufgelistet:
- Tyson Gay, USA – 100-Meter-Lauf (zunächst Vierter) und 4-mal-100-Meter-Staffel (zunächst Silber). Ihm wurden infolge eines positiven Dopingtests alle Wettkampfergebnisse seit dem 15. Juli 2012 aberkannt.[4] Auch die weiteren Läufer, die am Erfolg der US-amerikanischen 4-mal-100-Meter-Staffel beteiligt waren, mussten ihre Medaillen nach einer Entscheidung von Mai 2015 abgeben.[5]
- Maxim Dyldin, Russland – 400-Meter-Lauf (im Halbfinale ausgeschieden)/4-mal-400-Meter-Staffel (zunächst Rang fünf). Er wurde vom Internationalen Sportgerichtshofs CAS wegen eines verpassten Dopingtests vom 6. Januar 2017 an für vier Jahre gesperrt. Unter anderem seine hier in London erzielten Resultate wurden annulliert.[6][7]
- Diego Palomeque, Kolumbien – 400-Meter-Lauf (bereits vor dem Start von der Teilnahme ausgeschlossen). Er durfte nach positiver A- und B-Probe auf Testosteron nicht antreten.[8]
- Anis Ananenka, Belarus – 800-Meter-Lauf (im Vorlauf ausgeschieden). Er wurde bei nachträglichen Analysen der Dopingproben von diesen Spielen positiv auf die verbotene Substanz Dehydrochlormethyltestosteron getestet. Sein hier erzieltes Resultat wurde annulliert.[9]
- Amine Laalou, Marokko – 1500-Meter-Lauf (Einreise nach Großbritannien verweigert). Nach einem positiven Dopingbefund Anfang August im Zusammenhang mit der Diamond-League-Veranstaltung in Monaco wurde ihm die Einreise nach Großbritannien zu den Spielen verweigert.[10] Anschließend wurde er für zwei Jahre gesperrt.[11]
- Hamza Driouch, Katar – 1500-Meter-Lauf (im Halbfinale ausgeschieden). Ihm wurden für den 2. August 2012 Unregelmäßigkeiten in seinem Biologischen Pass nachgewiesen. Damit hatte er gegen die Antidopingbestimmungen verstoßen und sein hier in London erzieltes Resultat wurde ihm aberkannt. Darüber hinaus wurde er beginnend mit dem 31. Dezember 2014 für zwei Jahre gesperrt.[12]
- Mohammed Shaween, Saudi-Arabien – 1500-Meter-Lauf (im Halbfinale ausgeschieden). In seinem Biologischen Pass wurden Irregularitäten gefunden. Das Antidoping Komitee Saudi-Arabiens annullierte alle seit 2006 erzielten Resultate, darunter auch sein hier in London erzieltes Ergebnis. Außerdem erhielt er eine dreijährige Sperre.[13]
- Hassan Hirt, Frankreich – 5000-Meter-Lauf (im Vorlauf ausgeschieden). Er wurde positiv auf EPO getestet. Die Dopingprobe wurde bereits am 3. August in Rouen vor dem olympischen Wettkampf genommen. Erst nach dem 5000-Meter-Vorlauf lag das Ergebnis vor. Hirt wurde vom französischen Verband gesperrt und nachträglich disqualifiziert.[14]
- Hussain Jamaan Alhamdah, Saudi-Arabien – 5000-Meter-Lauf (im Vorlauf ausgeschieden). Er wurde nachträglich disqualifiziert, weil er seinen Biologischen Pass manipuliert hatte.[15]
- Abderrahime Bouramdane, Marokko – Marathonlauf (Ziel nicht erreicht). Er hatte gegen die Antidopingregeln verstoßen, was ihm durch Irregularitäten in seinem Biologischen Pass nachgewiesen wurde. Er erhielt eine zweijährige Sperre. die am 1. Oktober 2017 begann. Alle seine seit dem 14. April 2011 erzielten Resultate wurden annulliert.[16]
- Waleri Bortschin, Russland – 20-km-Gehen (Wettkampf aufgegeben). Er wurde wegen Dopingvergehens am 20. Januar 2015 rückwirkend vom 15. Oktober 2012 an für acht Jahre gesperrt. Seine Resultate wurden für drei Perioden annulliert: 14. Juli bis 15. September 2009, 16. Juni bis 27. September 2011 und 11. April bis 3. September 2012.[17]
- Wladimir Kanaikin Russland – 20-km-Gehen (zunächst Rang 37). Er wurde mittels seines Blutpasses des Dopingmissbrauchs überführt und wegen seiner Wiederholungstäterschaft lebenslang gesperrt.[18]
- Andrei Kriwow Russland – 20-km-Gehen (wegen Verstoßes gegen die Gehregeln nach drei Verwarnungen disqualifiziert). Seine Resultate zwischen dem 20. Mai 2011 und dem 6. Juli 2013 wurden annulliert.[19]
- Nasar Kowalenko Ukraine – 20-km-Gehen (zunächst Rang 26). Ihm wurden wegen Einsatzes einer unerlaubten Substanz seine zwischen 11. Mai 2012 und 17. Mai 2015 erzielten Resultate aberkannt.[20]
- Sergei Kirdjapkin, Russland – 50-km-Gehen (zunächst Erster). Ihm wurde wegen Dopingvergehens der erste Platz durch eine Entscheidung des Internationalen Sportgerichtshofs CAS nachträglich aberkannt.[21]
- Igor Jerochin Russland – 50-km-Gehen (zunächst Fünfter bzw. nachgerückter Vierter). Er wurde im August 2013 mittels seines Blutpasses des Dopingmissbrauchs überführt und disqualifiziert.[22]
- Sergei Bakulin Russland – 50-km-Gehen (zunächst Sechster bzw. nachgerückter Fünfter). Er wurde ebenfalls mittels seines Blutpasses des Dopingmissbrauchs überführt.[23]
- Iwan Uchow, Russland – Hochsprung (zunächst Erster). Er wurde im Februar 2019 nachträglich des Dopings überführt und für vier Jahre gesperrt. Seine Ergebnisse zwischen dem 16. Juli 2012 und dem 31. Dezember 2015 wurden annulliert.[24]
- Dmitri Starodubzew, Russland – Stabhochsprung (zunächst auf Rang vier). Er wurde im Oktober 2016 disqualifiziert, nachdem ihm bei einem Nachtest im Jahr 2012 der Einsatz von Dehydrochlormethyltestosteron (Turinabol) nachgewiesen worden war.[25]
- Maksym Masuryk, Ukraine – Stabhochsprung (in der Qualifikation ausgeschieden). Er wurde 2016 nachträglich disqualifiziert, nachdem bei der Überprüfung seiner Dopingprobe Dehydrochlormethyltestosteron festgestellt worden war.[26]
- Stanislau Ziwontschik, Belarus – Stabhochsprung (in der Qualifikation ausgeschieden). Im Februar 2019 wurde bekanntgegeben, dass ein Nachtest seiner Dopingprobe ebenfalls den Einsatz von Dehydrochlormethyltestosteron ergeben hatte. So wurde auch er nachträglich disqualifiziert.[27]
- Ljukman Adams, Russland – Dreisprung (zunächst Rang neun). Der Internationale Sportgerichtshof (CAS) entschied im Februar 2019, dass der Sportler wegen Verstoßes gegen die Antidopingbestimmungen für vier Jahre gesperrt wird. Außerdem wurden seine vom 16. Juli 2012 bis 14. September 2014 erzielten Resultate annulliert. Der Einspruch gegen diesen Entscheid wurde am 7. April 2021 zurückgewiesen.[28]
- Andrej Michnewitsch, Belarus – Kugelstoßen (in der Qualifikation ausgeschieden). Anfang März 2013 wurden bei einem nachträglichen Dopingtest in seiner Probe von den Weltmeisterschaften 2005 Spuren von verbotenen Substanzen gefunden. Die daraufhin von der Disziplinar-Kommission der belarussischen Anti-Doping-Agentur verhängte lebenslange Sperre wurde vom Weltleichtathletikverband im Juli 2013 bestätigt, seine Leistungen, die er in dem Zeitraum erzielte, für den er gesperrt war, wurden annulliert.[29]
- Iwan Zichan, Belarus – Hammerwurf (bereits vor dem Start von der Teilnahme ausgeschlossen). Nachdem bei ihm bereits vor den Spielen zum wiederholten Male positive Tests bekannt wurden, durfte er nicht an teilnehmen.[30]
- Kirill Ikonnikow, Russland – Hammerwurf (zunächst Fünfter). Er wurde ebenfalls vom IOC nachträglich wegen Dopingmissbrauchs disqualifiziert. Bei Nachuntersuchungen seiner Dopingprobe wurde die verbotene Substanz Dehydrochlormethyltestosteron, ein leistungssteigerndes anaboles Steroid, nachgewiesen.[31]
- Dilschod Nasarow, Tadschikistan – Hammerwurf (zunächst Zehnter). Auch bei ihm wurde die verbotene Substanz Dehydrochlormethyltestosteron gefunden. Er wurde für zwei Jahre gesperrt, beginnend mit dem 24. September 2019. Darüber hinaus wurden alle seine im Zeitraum vom 29. August 2011 bis zum 29. August 2013 erbrachten Leistungen annulliert.[32]
- Pavel Kryvitski, Belarus – Hammerwurf (in der Qualifikation ausgeschieden). Er wurde vom IOC nachträglich disqualifiziert. Bei Nachuntersuchungen seiner Dopingprobe wurden die verbotene Substanz Dehydrochlormethyltestosteron gefunden.[33]
- Oleksandr Dryhol, Ukraine – Hammerwurf (in der Qualifikation ausgeschieden). Auch er hatte Dehydrochlormethyltestosteron zu seiner Leistungssteigerung eingesetzt. Die Disziplinarkommission des IOC entschied im November 2016, dass ihm sein hier erzieltes Resultat aberkannt wird.[34]
- Oleksandr Pjatnyzja, Ukraine – Speerwurf (zunächst Zweiter). Er wurde 2016 als Dopingsünder entlarvt und nachträglich disqualifiziert. Bei Nachuntersuchungen seiner Dopingprobe wurde die verbotene Substanz Dehydrochlormethyltestosteron nachgewiesen.[35]
- Tameka Williams, St. Kitts und Nevis – Sprint (bereits vorher von der Teilnahme ausgeschlossen). Nach einem positiven Test gab die Einnahme verbotener Mittel zu und musste das olympische Dorf verlassen.[36]
- Semoy Hackett, Trinidad und Tobago – 100-Meter-Lauf (im Halbfinale ausgeschieden)/200-Meter-Lauf (zunächst Achte)/4-mal-100-Meter-Staffel (im Finale Ziel nicht erreicht). Sie wurde zusammen mit einer Landsfrau am 9. Juni 2012 positiv getestet. Ihr hier in London erzieltes Resultat wurde annulliert und sie erhielt eine Sperre über zwei Jahre und vier Monate vom 1. Januar 2013 bis 30. April 2015.[37]
- Antonina Kriwoschapka, Russland – 400-Meter-Lauf (zunächst Sechste) und 4-mal-400-Meter-Staffel (zunächst Silber). Sie wurde bei Nachtests von Dopingproben der Olympischen Spiele 2012 des Einsatzes von Turinabol, einem verbotenen Steroid überführt. Ihre Resultate im 400-Meter-Einzellauf und in der 4-mal-400-Meter-Staffel wurden allesamt annulliert.[38]
- Julija Guschtschina, Russland – 400-Meter-Lauf (im Halbfinale ausgeschieden) und 4-mal-400-Meter-Staffel (zunächst Silber). Ihr wurde bei Nachtests von Dopingproben der Olympischen Spiele 2012 der Gebrauch der verbotenen Mittel Dehydrochlormethyltestosteron und Stanozolol nachgewiesen. Alle bei diesen Spielen von ihr erzielten Resultate wurden ihr aberkannt.[39]
- Pınar Saka, Türkei – 400-Meter-Lauf und 4-mal-400-Meter-Staffel (jeweils im Vorlauf ausgeschieden). Ihr wurde aufgrund von Veränderungen der Blutwerte in ihrem biologischen Pass Dopingmissbrauch nachgewiesen und sie wurde ebenso wie die türkische Staffel disqualifiziert.[40]
- Marija Sawinowa, Russland – 800-Meter-Lauf (zunächst Erste). Sie wurde aufgrund von Dopingmissbrauch am 9. November 2015 disqualifiziert.[41]
- Jelena Arschakowa, Russland – 800-Meter-Lauf (zunächst Sechste). Sie wurde wegen anomaler Werte in ihrem Biologischen Pass gesperrt. Ihr Ergebnis nachträglich annulliert.[42]
- Mariem Alaoui Selsouli. Marokko – 1500-Meter-Lauf (bereits kurz vor Beginn der Spiele gesperrt). Bei einer Kontrolle im Juli 2012 wurde sie positiv auf das Diuretikum Furosemid getestet, das zur Verschleierung von anderen Dopingsubstanzen dienen kann. Die Folge war eine Sperre für acht Jahre bis zum 24. Juli 2012.[43]
- Aslı Çakır Alptekin, Türkei – 1500-Meter-Lauf (zunächst Erste). Im Mai 2013 wurde bekannt, dass bei ihr Blutwerte gefunden wurden, die auf Doping hinweisen.[44] Da der türkische Verband keine Sperre verhängte, klagte der Weltleichtathletikverband vor dem Internationalen Sportgerichtshof CAS. So wurde die Athletin im August 2015 für acht Jahre gesperrt, ihre Ergebnisse ab dem 29. Juli 2010 wurden annulliert.[45]
- Natallja Karejwa, Belarus – 1500-Meter-Lauf (zunächst Rang sieben). Sie geriet im Juli 2010 in den Verdacht der Manipulation ihres Biologischen Passes und wurde bis August 2016 gesperrt. Ihre Resultate seit 2010 wurden gestrichen.[46]
- Jekaterina Kostezkaja, Russland – 1500-Meter-Lauf (ursprünglich Rang neun). Sie geriet im August 2011 ebenfalls in den Verdacht der Manipulation ihres biologischen Passes und wurde bis Januar 2015 gesperrt. Ihre Resultate seit 2011 wurden annulliert.[46]
- Gamze Bulut, Türkei – 1500-Meter-Lauf (zunächst Zweite, dann nachgerückte Siegerin). Sie wurde Ende März 2017 wegen Blutunregelmäßigkeiten in ihrem Blutpass vom Weltleichtathletikverband gesperrt, die Goldmedaille wurde ihr aberkannt.[47]
- Anschelika Schewtschenko, Ukraine – 1500-Meter Lauf (im Vorlauf ausgeschieden). Sie wurde nach Entscheidung des Weltleichtathletikverbands wegen Verstoßes gegen die Antidopingbestimmungen vom 17. Februar 2015 an für zwei Jahre gesperrt. Ihre seit dem 2. Juli 2011 bis einschließlich 2013 erzielten Resultate wurden annulliert.[48]
- Hanna Mischtschenko, Ukraine – 1500-Meter-Lauf (im Vorlauf ausgeschieden). Sie hatte gegen die Antidopingbestimmungen verstoßen und ihre von Juni 2012 bis 2016 erzielten Resultate wurden wegen Irregularitäten in ihrem Biologischer Pass annulliert.[49]
- Ljudmyla Kowalenko, Ukraine – 5000-Meter-Lauf (im Vorlauf ausgeschieden). Sie wurde nach Entscheidung des Weltleichtathletikverbands wegen Verstoßes gegen die Antidopingbestimmungen vom 31. Oktober 2017 an für zwei Jahre gesperrt. Ihre seit dem 27. Juni 2012 bis einschließlich April 2016 erzielten Resultate wurden annulliert.[50]
- Jekaterina Myrnowa, Russland – 1500-Meter-Lauf (im Vorlauf ausgeschieden). Ihr wurden ebenfalls Irregularitäten in ihrem Biologischer Pass nachgewiesen. Alle ihre von 2011 bis 2015 erzielten Resultate wurden ihr aberkannt.[51]
- Jelisaweta Gretschischnikowa, Russland – 10.000-Meter-Lauf (zunächst Neunzehnte). Sie wurde 2013 des Dopings überführt und bis August 2015 gesperrt, alle ihre Ergebnisse seit August 2009 wurden annulliert.[52]
- Tetjana Hamera-Schmyrko, Ukraine – Marathonlauf (zunächst Rang fünf). Sie wurde vom ukrainischen Leichtathletikverband vom 30. September 2015 bis zum 29. September 2019 wegen Verstoßes gegen die Antidopingregeln gesperrt, ihre vom 26. August 2011 bis zum 30. September 2015 erzielten Resultate wurden ihr aberkannt. Der Weltleichtathletikverband bestätigte diese Sanktionen im Jahr 2015.[53]
- Wang Jiali, Volksrepublik China – Marathonlauf (zunächst Rang 58). Sie erhielt wegen Manipulationen ihres Biologischen Passes zwischen Mai 2012 und Januar 2013 eine zweijährige Sperre, unter anderem hier in London erzieltes Resultat wurde ihr aberkannt. Für das Jahr 2017 wurde ihr ein zweites Mal Dopingmissbrauch nachgewiesen und sie erhielt eine Sperre für die Dauer von acht Jahren.[54]
- Bahar Doğan, Türkei – Marathonlauf (zunächst Rang 63). Beginnend mit dem 3. Juni 2011 wurden bei ihr Unregelmäßigkeiten in ihrem Biologischen Pass nachgewiesen. Ihre seitdem bis 2013 erzielten Resultate wurden annulliert und sie erhielt eine Startsperre vom 31. März 2015 bis 30. September 2017.[55]
- Ümmü Kiraz, Türkei – Marathonlauf (zunächst Rang 89). Sie wurde für 2 Jahre und 6 Monate suspendiert, weil ihr der Einsatz einer verbotenen Substanz nachgewiesen wurde. Ihre zwischen 2011 und 2013 erzielten Resultate wurden gestrichen.[56]
- Yolanda Caballero, Kolumbien – Marathonlauf (Rennen nicht beendet). Wegen Irregularitäten in ihrem Biologischen Pass wurden ihre zwischen 2011 und 2015 erzielten Resultate annulliert.[57]
- Lilija Schobuchowa, Russland – Marathonlauf (Rennen nicht beendet). Wegen Verstoßes gegen die Antidopingbestimmungen wurde sie vom russischen Leichtathletikverband für zwei Jahre gesperrt. Alle ihr vom 9. Oktober 2009 bis 2013 erzielten Resultate wurden ihr aberkannt.[58]
- Nevin Yanıt, Türkei – 100-Meter-Hürdenlauf (zunächst Fünfte). Sie wurde im August 2013 des Dopings mit Stanozolol und Testosteron überführt und für drei Jahre gesperrt. Ihre Ergebnisse wurden rückwirkend vom 28. Juni 2012 an annulliert.[59]
- Jekaterina Galizkaja, Russland – 100-Meter-Hürdenlauf (im Halbfinale ausgeschieden). Sie wurde zusammen mit elf weiteren russischen Leichtathleten im Jahr 2018 wegen Verstoßes gegen die Antidopingbestimmungen von den Spielen in London disqualifiziert.[60]
- Julija Kondakowa, Russland – 100-Meter-Hürdenlauf (im Halbfinale ausgeschieden). Sie wurde zusammen mit elf weiteren russischen Leichtathleten im Jahr 2018 wegen Verstoßes gegen die Antidopingbestimmungen von den Spielen in London disqualifiziert.[60]
- Natalja Iwoninskaja, Kasachstan – 100-Meter-Hürdenlauf (im Vorlauf ausgeschieden). Sie erhielt beginnend mit Oktober 2018 eine zweijährige Sperre für den Einsatz die verbotenen Subastanzen Turinabol and Stanozolol, nachdem ihr der Verstoß bei Nachtests der Dopingproben von diesen Spielen nachgewiesen worden war. Ihr Resultat von diesen Spielen wurde gestrichen.[61]
- Ghofrane Mohamed (oft auch als Ghfran Almouhamad benannt), Syrien – 400-Meter-Hürdenlauf (Achte und Letzte ihres Vorlaufs). Sie wurde nach ihrem Rennen positiv auf Methylhexanamin getestet mit der Folge einer sechsmonatigen Sperre.[62]
- Hanna Titimez, Ukraine – 400-Meter-Hürdenlauf (im Halbfinale ausgeschieden). Ihr wurde der Einsatz verbotener Mittel nach Auswertung ihres Biologischen Passes nachgewiesen. Ihre vom 26. Juni 2012 bis 26. Juni 2014 erzielten Resultate wurden annulliert und sie erhielt ein zweijährige Sperre, die am 3. April 2017 begann.[63]
- Irina Dawydowa, Russland – 400-Meter-Hürdenlauf (im Halbfinale ausgeschieden). Bei neuen Auswertungen von Nachtests ihrer Dopingproben wurde auch ihr der Einsatz verbotener Mittel nachgewiesen. Ihre vom 20. Juni 2012 bis 30. Juni 2015 erzielten Resultate wurden annulliert und sie erhielt darüber hinaus ein zweijährige Sperre beginnend mit dem 17. Januar 2022.[64]
- Julija Saripowa, Russland – 3000-Meter-Hindernislauf (zunächst Erste). wurde 2016 rückwirkend die Goldmedaille wegen Dopingmissbrauchs aberkannt.[65]
- Marta Domínguez, Spanien – 3000-Meter-Hindernislauf (zunächst Zwölfte). Ihre Wertung wurde gestrichen, da sie des Dopingmissbrauchs überführt worden war.[66]
- Switlana Schmidt, Ukraine – 3000-Meter-Hindernislauf (im Vorlauf als Elfte ihres Rennens ausgeschieden). Im Mai 2015 wurde sie wegen Auffälligkeiten in ihrem biologischem Pass nachträglich disqualifiziert.[67]
- Binnaz Uslu, Türkei – 3000-Meter-Hindernislauf (im Vorlauf als Letzte ihres Rennens ausgeschieden). Sie erhielt 2014 eine lebenslange Sperre wegen wiederholten Dopingmissbrauchs, die rückwirkend vom 30. August 2011 an wirksam wurde.[68]
- Gülcan Mıngır, Türkei – 3000-Meter-Hindernislauf (im Vorlauf ausgeschieden). Sie wurde bei neuen Analysen der Dopingproben von den Spielen in London positiv auf die verbotene Substanz Dehydrochlormethyltestosteron getestet. Folgerichtig wurde sie disqualifiziert.[69]
- Natalja Nasarowa, Russland – 4-mal-400-Meter-Staffel (nur im Vorlauf eingesetzt, aber ebenfalls zunächst Silbermedaillengewinnerin). Am 30. November 2017 gab das IOC bekannt, dass auch Nasarowa bei Nachtests der Einnahme von Dehydrochlormethyltestosteron überführt wurde.[70]
- Anastassja Kapatschinskaja, Russland – 4-mal-400-Meter-Staffel Staffel (nur im Vorlauf eingesetzt, aber ebenfalls zunächst Silbermedaillengewinnerin). Sie wurde bei Nachtests früherer Dopingproben Dopingmissbrauchs überführt, auch sie hatte Dehydrochlormethyltestosteron und Stanozolol zur Leistungssteigerung eingesetzt. Alle ihre seit 2008 erzielten Resultate wurden gestrichen.[71]
- Tatjana Firowa, Russland – 4-mal-400-Meter-Staffel (zunächst Zweite mit der Staffel Russlands). Im Februar 2019 schließlich wurde sie durch Auswertung früherer Dopingproben des Verstoßes gegen die Antidopingbestimmungen überführt.[72]
- Meliz Redif Türkei – 4-mal-400-Meter-Staffel (im Vorlauf ausgeschieden). Ihr wurden ebenfalls aufgrund von Irregularitäten in ihrem Biologischen Pass, die am 26. Juni 2012 festgestellt wurden, ihre von 2011 bis 2013 erzielten Resultate aberkannt. Sie erhielt eine Sperre vom 31. März 2015 bis 30. März 2018.[73]
- Swjatlana Ussowitsch, Russland – 4-mal-400-Meter-Staffel (im Vorlauf ausgeschieden). Ihr wurde bei Nachtests früherer Dopingproben der Einsatz von Dehydrochlormethyltestosteron (Turinabol) nachgewiesen, was zur Disqualifikation der belarussischen Staffel führte.[74]
- Jelena Laschmanowa, Russland – 20-km-Gehen (zunächst Rang eins). Ihr wurden im März 2022 rückwirkend für den Zeitraum zwischen dem 18. Februar 2012 und dem 3. Januar 2014 sämtliche Ergebnisse aberkannt. Davon betroffen war auch ihr hier in London zunächst errungener Olympiasieg.[75]
- Olga Kaniskina, Russland – 20-km-Gehen (zunächst Rang zwei). Sie wurde im Januar 2015 rückwirkend zum Oktober 2012 für drei Jahre wegen Dopingmissbrauchs gesperrt. Ihr Biologischer Pass wies Auffälligkeiten auf. Am 24. März 2016 wurden ihr sämtliche Ergebnisse von August 2009 bis zum 15. Oktober 2012 aberkannt, somit auch die zunächst errungene Silbermedaille von London.[76]
- Anissja Kirdjapkina, Russland – 20-km-Gehen (zunächst Rang fünf). Ihr wurden im Februar 2019 rückwirkend für den Zeitraum vom 25. Februar 2011 bis 11. Oktober 2013 alle Ergebnisse gestrichen. Dies betrifft damit auch ihr Resultat bei den Olympischen Spielen 2012.[77]
- Semiha Mutlu, Türkei – 20-km-Gehen (zunächst Rang 45). Sie wurde im Oktober 2015 rückwirkend für den Zeitraum vom 3. März 2015 bis 2. September 2017 gesperrt, ihre Ergebnisse seit dem 20. August 2011 wurden gestrichen.[78]
- Olena Schumkina. Ukraine – 20-km-Gehen (zunächst auf Platz fünfzig). Sie wurde wegen der Werte in ihrem Biologischen Pass im Juni 2017 für dreieinhalb Jahre gesperrt. Sämtliche Resultate seit Mai 2011 wurden annulliert.[79]
- Swetlana Schkolina, Russland – Hochsprung (zunächst Dritte). Sie wurde im Februar 2019 nachträglich des Dopings überführt. Ihre Bronzemedaille musste sie entsprechend zurückgeben.[80]
- Anastassija Schwedawa, Russland – Hochsprung (in der Qualifikation ausgeschieden). Ihr wurde im November 2016 bei einem Nachtest der Dopingproben von den Londoner Spielen des Dopingmissbrauchs überführt. Eingesetzt hatte sie das verbotene Mittel Dehydroepiandrosteron (Turinabol), was zur Annullierung ihres Stabhochsprung-Resultats führte.[81][82]
- Ineta Radēviča Lettland – Weitsprung (zunächst Rang vier). Sie wurde im November 2016 bei einem Nachtest ihrer Dopingproben des Einsatzes von Oxandrolon, eines anabolen Steroids, überführt, was zu ihrer nachträglichen Disqualifikation und einer zweijährigen Sperre bis November 2020 führte.[83]
- Anna Nasarowa, Russland –Weitsprung (zunächst Fünfte). Ihr wurde Dopingmissbrauch mittels Dehydrochlormethyltestosterone (Oral-Turinabol) nachgewiesen, was ihre Disqualifikation zur Folge hatte.[84]
- Nastassja Mirontschyk-Iwanowa, Belarus – Weitsprung (zunächst Siebte). Sie wurde nach positiver Dopingprobe disqualifiziert.[85]
- Karin Melis Mey, Türkei – Weitsprung (zunächst für das Finale qualifiziert, dann jedoch von der Teilnahme daran ausgeschlossen). Sie wurde wegen einer Dopingprobe, die bei den Europameisterschaften 2012 in Helsinki positiv getestet worden war, vom Finale ausgeschlossen. Der Weltleichtathletikverband hatte zu spät vom Dopingverstoß der Athletin erfahren, um die Teilnahme an der Weitsprung-Qualifikation in London zu verhindern.[86]
- Marharyta Twerdochleb, Ukraine – Weitsprung (in der Qualifikation ausgeschieden). Sie wurde ebenfalls durch einen Nachtest ihrer Dopingproben des Dopingmissbrauchs überführt. Sie hatte verbotenerweise Dehydrochlormethyltestosteron (Turinabol) und Stanozolol verwendet.[87]
- Wiktorija Waljukewitsch, Russland – Dreisprung (zunächst Achte). Im März 2017 wurde sie nachträglich wegen Dopingmissbrauchs disqualifiziert.[88]
- Nadseja Astaptschuk, Belarus – Kugelstoßen (zunächst Erste). Schon am Tag nach dem Finale sie disqualifiziert. In ihren zwei Dopingproben wurde das anabole Steroid Methenolon nachgewiesen, was zu ihrer Disqualifikation führte.[89]
- Jewgenija Kolodko, Russland – Kugelstoßen (zunächst Dritte). 2016 wurden auch in ihrer Probe bei Nachuntersuchungen verbotene Substanzen nachgewiesen. Bei ihr wurden das Anabolikum Dehydrochlormethyltestosteron (Turinabol) und das Wachstumshormon Ipamorelin festgestellt. Kolodko wurde nachträglich disqualifiziert.[90]
- Darja Pischtschalnikowa, Russland – Diskuswurf (zunächst Zweite). Die Auswertung ihrer Nachtests von im Mai 2012 abgegebenen Dopingproben ergab ein positives Resultat auf verbotene Anabolika. Im Dezember 2012 hatte sich Darja Pischtschalnikowa als sogenannte Whistleblowerin vertraulich an die Welt-Anti-Doping-Agentur WADA gewandt, um zur Aufklärung des „Staatsdopings“ in Russland beizutragen. Die WADA benachrichtigte daraufhin die russische Anti-Doping-Agentur RUSADA, womit Pischtschalnikowas Whistleblower-Handeln auch in Russland offiziell wurde. Die Silbermedaille wurde ihr aberkannt, 2013 wurde sie als Wiederholungstäterin für zehn Jahre gesperrt.[91]
- Wera Karmischina-Ganejewa, Russland – Diskuswurf (in der Qualifikation ausgeschieden). Sie wurde mittels der Analyse ihrer Dopingproben von diesen Spielen bei einem Nachtest im Februar 2017 des Einsatzes von Dehydroepiandrosteron (Turinabol) überführt und nachträglich disqualifiziert. Außerdem erhielt sie eine zweijährige Wettkampfsperre.[92]
- Tatjana Lyssenko, Russland – Hammerwurf (zunächst Erste). Ihr wurde im Jahr 2016 ihre Goldmedaille wegen Dopingmissbrauchs aberkannt.[93]
- Aksana Mjankowa, Belarus – Hammerwurf (zunächst Sechste). Sie wurde wegen Verstoßes gegen die Dopingbestimmungen wie schon 2008 disqualifiziert.[85]
- Zalina Petrivskaia, Republik Moldau – Hammerwurf (zunächst Siebte). Ihr wurde ihr zunächst siebter Platz wegen Dopingmissbrauchs aberkannt.[94]
- Marija Bespalowa, Russland – Hammerwurf (zunächst Zehnte). Sie erhielt wegen Steroid-Dopings eine vierjährige Wettkampfsperre und ihr Resultat wurde annulliert.[95]
- Gulfija Chanafejewa, Russland – Hammerwurf (in der Qualifikation ausgeschieden). Ihr Ergebnis von den Spielen in London wurde nach einer positiven Dopingprobe annulliert.[96]
- Alena Matoschka, Belarus – Hammerwurf (in der Qualifikation ausgeschieden). Sie wurde im Dezember 2019 nach einem positiven Befund eines Nachtests disqualifiziert. Sie hatte mit Oxandrolon, einem anabolen Steroid gedopt.[97]
- Marina Marghieva, Republik Moldau – Hammerwurf (bereits vorher suspendiert), Zalina Petrivskaias Schwester. Sie war nach einer positiven Dopingprobe aus dem moldawischen Olympiateam gestrichen worden.[98]
- Martina Ratej Slowenien – Speerwurf (zunächst Siebte). Ihr wurde bei einem Nachtest früherer Dopingproben der Einsatz der verbotenen Substanz Clostebol, ein anaboles Steroid, nachgewiesen. Am 16. Juli 2020 wurde ihr unter anderem ihr Resultat von den Londoner Spielen aberkannt. Darüber hinaus erhielt sie eine zweijährige Wettkampfsperre.[99]
- Marija Abakumowa, Russland – Speerwurf (zunächst Zehnte). Sie wurde positiv auf das verbotene Mittel Turinabol getestet. Alle ihre Resultate, die sie von den Olympischen Spielen 2008 bis zu den Spielen 2012 erzielt hatte, wurden annulliert.[100]
- Tatjana Tschernowa, Russland – Siebenkampf (zunächst Dritte). Der Sportgerichtshof bestätigte die Annullierung sämtlicher Ergebnisse Tschernowas zwischen dem 15. August 2011 und 22. Juli 2013. Dadurch bleiben auch der WM-Titel 2011 und Olympiabronze 2012 aberkannt.[101]
- Ljudmyla Jossypenko, Russland – Siebenkampf (zunächst Vierte). Im September 2013 wurde sie durch ihren Blutpass des Dopings überführt und bis März 2017 von allen Wettkämpfen ausgeschlossen, zusätzlich wurden alle Ergebnisse von den Spielen 2012 an rückwirkend gestrichen.[102]

## Sportliche Erfolge
Das Leistungsniveau bei diesen Olympischen Spielen war sehr hoch. Die Qualität minderte sich zwar nach der großen Anzahl von Athleten, die im Laufe der Jahre nach den Spielen dopingbedingt disqualifiziert werden mussten, hatte jedoch auch danach ein hohes Level.
- In drei Disziplinen wurden drei Weltrekorde aufgestellt:
  - 800-Meter-Lauf Männer: 1:40,91 min – David Rudisha (Kenia), Finale
  - 4-mal-100-Meter-Staffel Männer: 36,84 s – Jamaika (Nesta Carter, Michael Frater, Yohan Blake, Usain Bolt), Finale
  - 4-mal-100-Meter-Staffel Frauen: 40,82 s – USA (Tianna Madison, Allyson Felix, Bianca Knight, Carmelita Jeter), Finale
- Der olympische Rekord wurde in sieben Disziplinen zehnmal verbessert, bei den Frauen sechsmal und bei den Männern viermal.
  - 100-Meter-Lauf Männer: 9,63 s – Usain Bolt (Jamaika), Finale bei einem Rückenwind von 1,5 m/s
  - 20-km-Gehen Männer: 1:18:46 h – Chen Ding (Volksrepublik China)
  - 50-km-Gehen Männer: 3:36:53 h – Jared Tallent (Australien)
  - Stabhochsprung Männer: 5,97 m – Renaud Lavillenie (Frankreich), Finale
  - 100-Meter-Hürdenlauf Frauen: 12,35 s – Sally Pearson (Australien), Finale
  - 20-km-Gehen Frauen: 1:25:16 h – Qoijing Gyi (Volksrepublik China)
  - Hammerwurf Frauen: 75,68 m – Anita Włodarczyk (Polen), Qualifikation
  - Hammerwurf Frauen: 76,34 m – Zhang Wenxiu (Volksrepublik China), Finale
  - Hammerwurf Frauen: 77,12 m – Betty Heidler (Deutschland), Finale
  - Hammerwurf Frauen: 77,60 m – Anita Włodarczyk (Polen), Finale

Darüber hinaus wurden in vier Disziplinen vier neue Kontinentalrekorde aufgestellt (Afrika: 1/Asien: 1/Ozeanien: 1/Südamerika: 1) und in 29 Disziplinen gab es achtzig neue oder egalisierte Landesrekorde.
Erfolgreichste Nation waren wieder einmal die Vereinigten Staaten mit zehn Olympiasiegen und insgesamt 28 Medaillen. Jamaika, und Großbritannien hatten jeweils vier Goldmedaillen auf ihrem Konto. Dahinter folgte Äthiopien mit drei Olympiasiegen. Je zwei Goldmedaillen gab es für Kenia, Russland, Australien und Polen. Alle anderen Nationen errangen in der Leichtathletik höchstens eine Goldmedaille.
Bei den einzelnen Sportlern sind besonders folgende Leistungen zu nennen.
- Zwei Athleten errangen jeweils drei Goldmedaillen bei diesen Spielen:
  - Usain Bolt (Jamaika) – 100 Meter, 200 Meter und 4-mal-100-Meter-Staffel, über 100 Meter mit Olympiarekord und in der Staffel mit Weltrekord
  - Allyson Felix (USA) – 200 Meter, 4-mal-100-Meter- und 4-mal-400-Meter-Staffel, in der Sprintstaffel mit Weltrekord
- Zwei weitere Sportler errangen jeweils zwei Goldmedaillen bei diesen Spielen:
  - Mo Farah (Großbritannien) – 5000 Meter und 10.000 Meter
  - Sanya Richards-Ross (USA) – 400 Meter und 4-mal-400-Meter-Staffel.
- Sechs Athleten gelang eine Wiederholung ihres jeweiligen Olympiasieges von 2004 in Athen:
  - Usain Bolt (Jamaika) – 100 - und 200 Meter
  - Tomasz Majewski (Polen) – Kugelstoßen
  - Shelly-Ann Fraser-Pryce (Jamaika) – 100 Meter
  - Tirunesh Dibaba (Äthiopien) – 10.000 Meter
  - Valerie Adams (Neuseeland) – Kugelstoßen
  - Barbora Špotáková (Tschechien) – Speerwurf
- Zwei Sportler wiederholten ihre Olympiasiege von 2000 in Sydney:
  - Félix Sánchez (Dominikanische Republik) – 400-Meter-Hürden
  - Ezekiel Kemboi (Kenia) – 3000-Meter-Hindernis

## Resultate Männer

### 100 m
| Platz | Athlet           | Land | Zeit (s) |
| ----- | ---------------- | ---- | -------- |
| 1     | Usain Bolt       | JAM  | 09,63 OR |
| 2     | Yohan Blake      | JAM  | 09,75000 |
| 3     | Justin Gatlin    | USA  | 09,79000 |
| 4     | Ryan Bailey      | USA  | 09,88000 |
| 5     | Churandy Martina | NED  | 09,94000 |
| 6     | Richard Thompson | TTO  | 09,98000 |
| 7     | Asafa Powell     | JAM  | 11,99000 |
| DSQ   | Tyson Gay        | USA  |          |

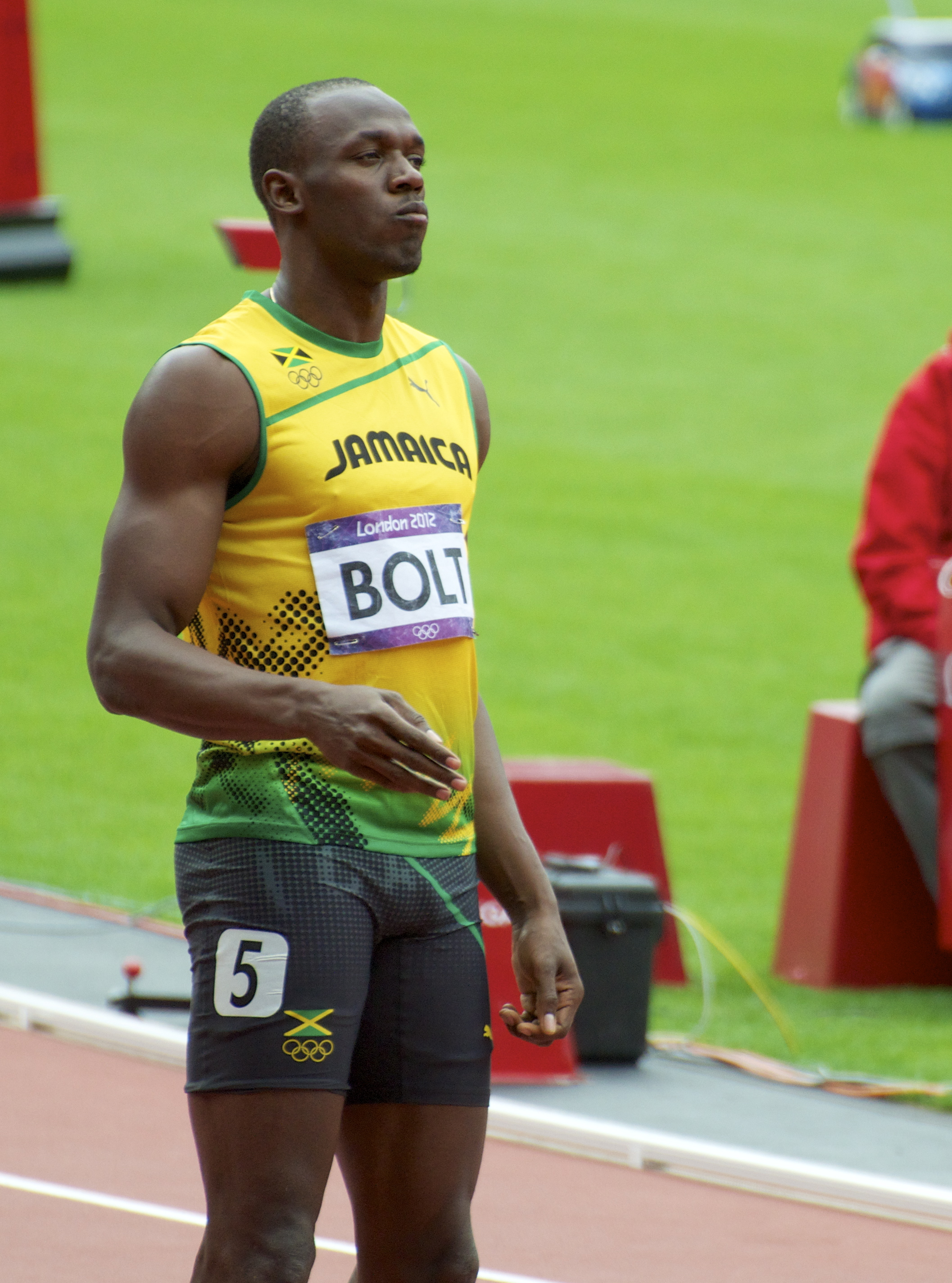
Usain Bolt gewann Gold auf beiden Sprintstrecken und mit der 4-mal-100-Meter-Staffel

Finale: 5. August 2012, 22:50 Uhr (MESZ)
Wind: +1,5 m/s
Erstmals blieben in einem olympischen Finale sechs Läufer unter zehn Sekunden. Asafa Powell zog sich beim Lauf eine Zerrung zu und humpelte ins Ziel.
Tyson Gay kam im Finale in 9,80 s als Vierter ins Ziel, infolge eines positiven Dopingtests jedoch wurden ihm 2015 rückwirkend alle Wettkampfergebnisse seit dem 15. Juli 2012 aberkannt.

### 200 m
| Platz | Athlet              | Land | Zeit (s) |
| ----- | ------------------- | ---- | -------- |
| 1     | Usain Bolt          | JAM  | 19,32    |
| 2     | Yohan Blake         | JAM  | 19,44    |
| 3     | Warren Weir         | JAM  | 19,84    |
| 4     | Wallace Spearmon    | USA  | 19,90    |
| 5     | Churandy Martina    | NED  | 20,00    |
| 6     | Christophe Lemaitre | FRA  | 20,19    |
| 7     | Álex Quiñónez       | ECU  | 20,52    |
| 8     | Anaso Jobodwana     | RSA  | 20,69    |

Finale: 9. August 2012, 21:55 Uhr (MESZ)
Wind: +0,4 m/s

### 400 m
| Platz | Athlet           | Land | Zeit (s) |
| ----- | ---------------- | ---- | -------- |
| 1     | Kirani James     | GRN  | 43,94 NR |
| 2     | Luguelín Santos  | DOM  | 44,46000 |
| 3     | Lalonde Gordon   | TTO  | 44,52000 |
| 4     | Chris Brown      | BAH  | 44,79000 |
| 5     | Kevin Borlée     | BEL  | 44,81000 |
| 6     | Jonathan Borlée  | BEL  | 44,83000 |
| 7     | Demetrius Pinder | BAH  | 44,98000 |
| 8     | Steven Solomon   | AUS  | 45,14000 |

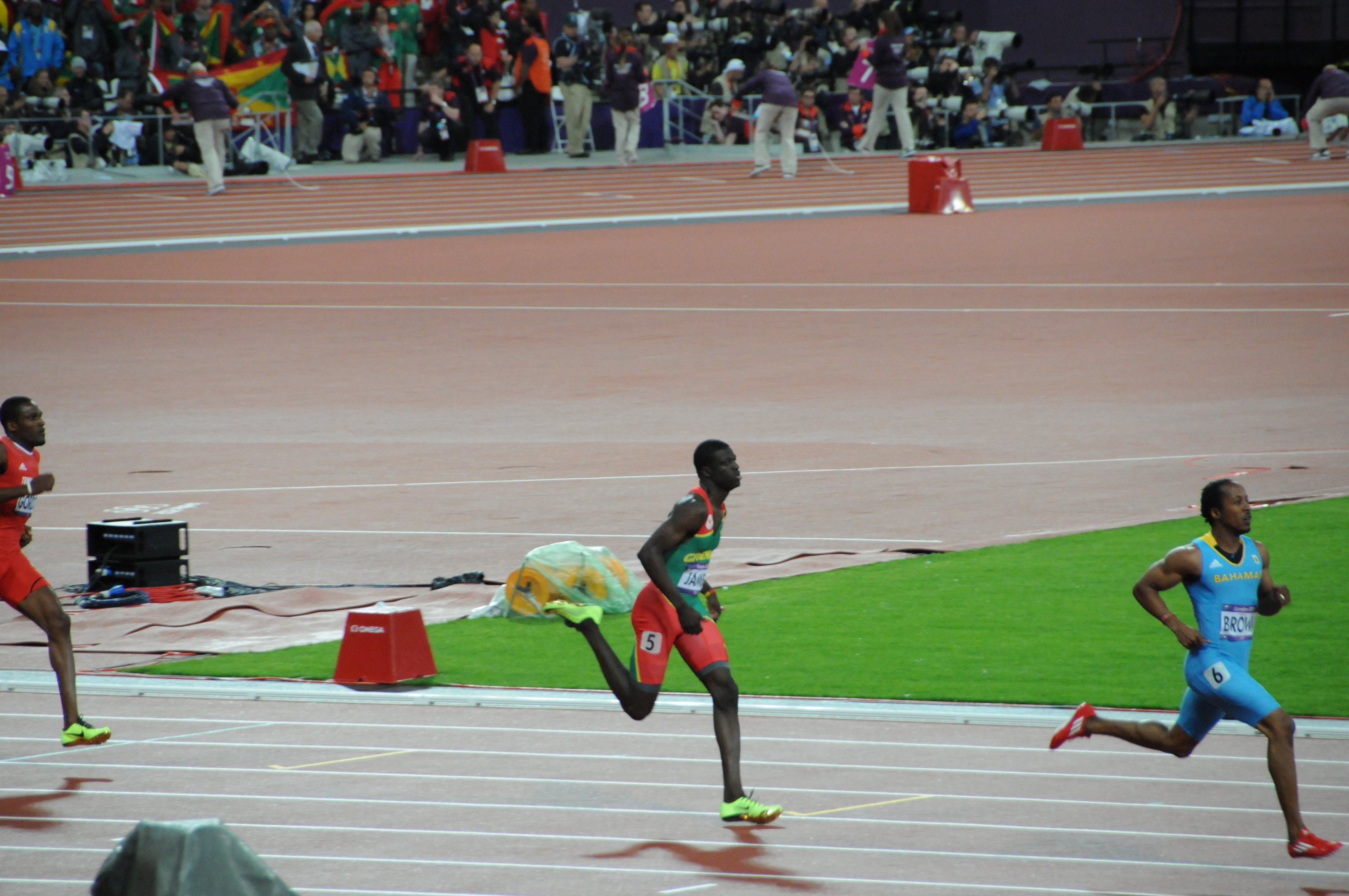
Kurz vor dem Ziel des 400-Meter-Finales: Kirani James vor Lugelin Santos und Lalonde Gordon

Finale: 6. August 2012, 22:30 Uhr (MESZ)
Doping:

In dieser Disziplin gab es zwei Dopingfälle.
- Der Kolumbianer Diego Palomeque durfte nach positiver A- und B-Probe auf Testosteron gar nicht erst antreten.[8]
- Maxim Dyldin, Russland (im Halbfinale ausgeschieden). Er wurde vom Internationalen Sportgerichtshofs CAS wegen eines verpassten Dopingtests vom 6. Januar 2017 an für vier Jahre gesperrt. Unter anderem seine hier in London erzielten Resultate wurden annulliert. Davon betroffen war auch sein mit der russischen 4-mal-400-Meter-Staffel erzielter fünfter Platz betroffen.[6][7]

### 800 m
| Platz | Athlet        | Land | Zeit (min)      |
| ----- | ------------- | ---- | --------------- |
| 1     | David Rudisha | KEN  | 1:40,91 WR0000  |
| 2     | Nijel Amos    | BOT  | 1:41,73 NR/JWR  |
| 3     | Timothy Kitum | KEN  | 1:42,5300000000 |
| 4     | Duane Solomon | USA  | 1:42,8200000000 |
| 5     | Nick Symmonds | USA  | 1:42,9500000000 |
| 6     | Mohammed Aman | ETH  | 1:43,20 NR00000 |
| 7     | Abubaker Kaki | SUD  | 1:43,3200000000 |
| 8     | Andrew Osagie | GBR  | 1:43,7700000000 |

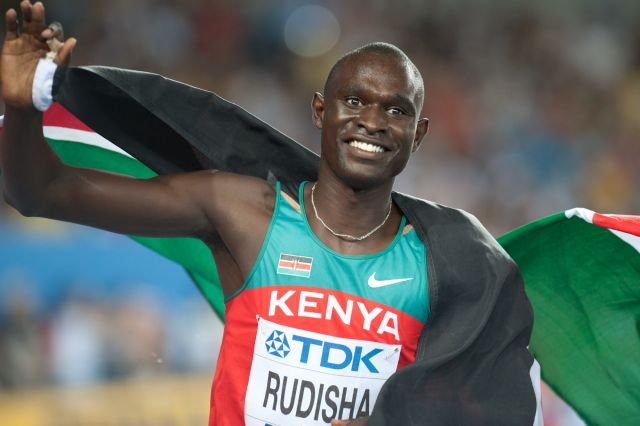
David Rudisha – Olympiasieger in Weltrekordzeit

Finale: 9. August 2012, 21:00 Uhr (MESZ)
Deutscher Teilnehmer:

Sören Ludolph  GER (1:48,57 min/als 7. seines Vorlaufs ausgeschieden)
Doping:

Der im Vorlauf ausgeschiedene Belarusse Anis Ananenka wurde bei nachträglichen Analysen der Dopingproben von diesen Spielen positiv auf die verbotene Substanz Dehydrochlormethyltestosteron getestet. Sein hier erzieltes Resultat wurde annulliert.

### 1500 m
| Platz | Athlet               | Land | Zeit (min) |
| ----- | -------------------- | ---- | ---------- |
| 1     | Taoufik Makhloufi    | ALG  | 3:34,08000 |
| 2     | Leonel Manzano       | USA  | 3:34,79000 |
| 3     | Abdalaati Iguider    | MAR  | 3:35,13000 |
| 4     | Matthew Centrowitz   | USA  | 3:35,17000 |
| 5     | Henrik Ingebrigtsen  | NOR  | 3:35,43 NR |
| 6     | Mekonnen Gebremedhin | ETH  | 3:35,44000 |
| 7     | Silas Kiplagat       | KEN  | 3:36,19000 |
| 8     | İlham Tanui Özbilen  | TUR  | 3:36,72000 |

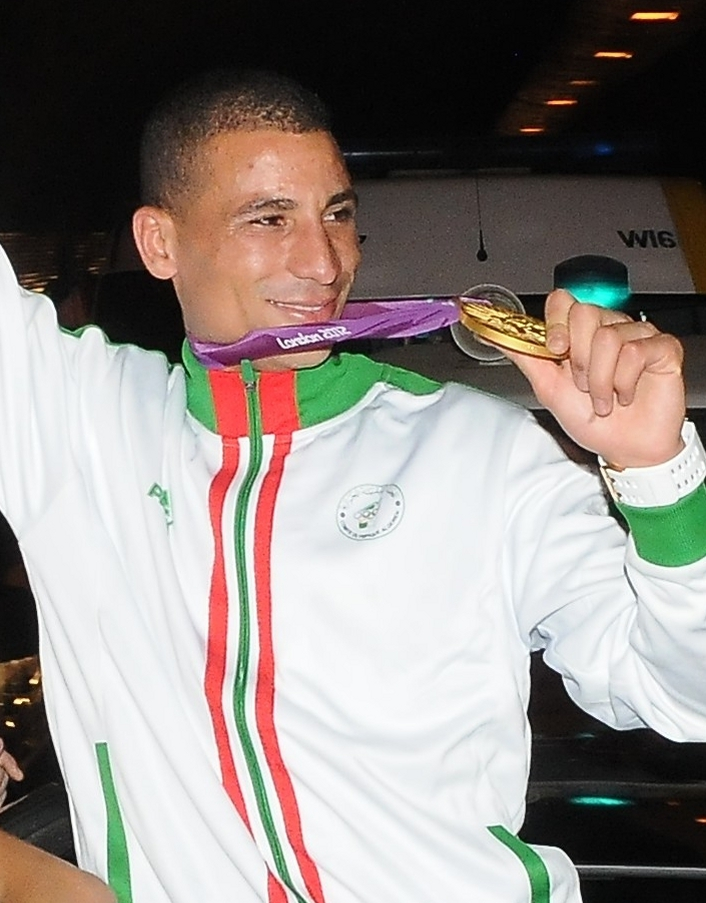
Taoufik Makhloufi durfte nach Rücknahme einer Suspendierung doch am Finale teilnehmen und wurde Olympiasieger

Finale: 7. August 2012, 22:15 Uhr (MESZ)
Deutscher Teilnehmer:

Carsten Schlangen  GER (3:38,23 min/als 11. seines Halbfinales ausgeschieden)
Österreichischer Teilnehmer:

Andreas Vojta  AUT (3:43,52 min/als 12. seines Vorlaufs ausgeschieden)
In diesem Wettbewerb gab es drei Dopingfälle:
- Dem Marokkaner Amine Laalou, der für den zweiten Vorlauf vorgesehen war, wurde wegen eines positiven Dopingbefundes Anfang August im Zusammenhang mit der Diamond-League-Veranstaltung in Monaco die Einreise nach Großbritannien verweigert.[103] Anschließend wurde er für zwei Jahre gesperrt.[104]
- Dem im Halbfinale ausgeschiedenen Hamza Driouch aus Katar wurden für den 2. August 2012 Unregelmäßigkeiten in seinem Biologischen Pass nachgewiesen. Damit hatte er gegen die Antidopingbestimmungen verstoßen und sein hier in London erzieltes Resultat wurde ihm aberkannt. Darüber hinaus wurde er beginnend mit dem 31. Dezember 2014 für zwei Jahre gesperrt.[12]
- Ebenfalls im Halbfinale ausgeschieden war Mohammed Shaween aus Saudi-Arabien. In seinem Biologischen Pass wurden Irregularitäten gefunden. Das Antidoping Komitee Saudi-Arabiens annullierte alle seit 2006 erzielten Resultate, darunter auch sein hier in London erzieltes Ergebnis. Außerdem erhielt er eine dreijährige Sperre.[13]

### 5000 m
| Platz | Athlet                  | Land | Zeit (min)  |
| ----- | ----------------------- | ---- | ----------- |
| 1     | Mo Farah                | GBR  | 13:41,66000 |
| 2     | Dejen Gebremeskel       | ETH  | 13:41,98000 |
| 3     | Thomas Pkemei Longosiwa | KEN  | 13:42,36000 |
| 4     | Bernard Lagat           | USA  | 13:42,99000 |
| 5     | Isiah Kiplangat Koech   | KEN  | 13:43,83000 |
| 6     | Abdalaati Iguider       | MAR  | 13:44,19000 |
| 7     | Galen Rupp              | USA  | 13:45,04000 |
| 8     | Juan Luis Barrios       | MEX  | 13:45,30000 |

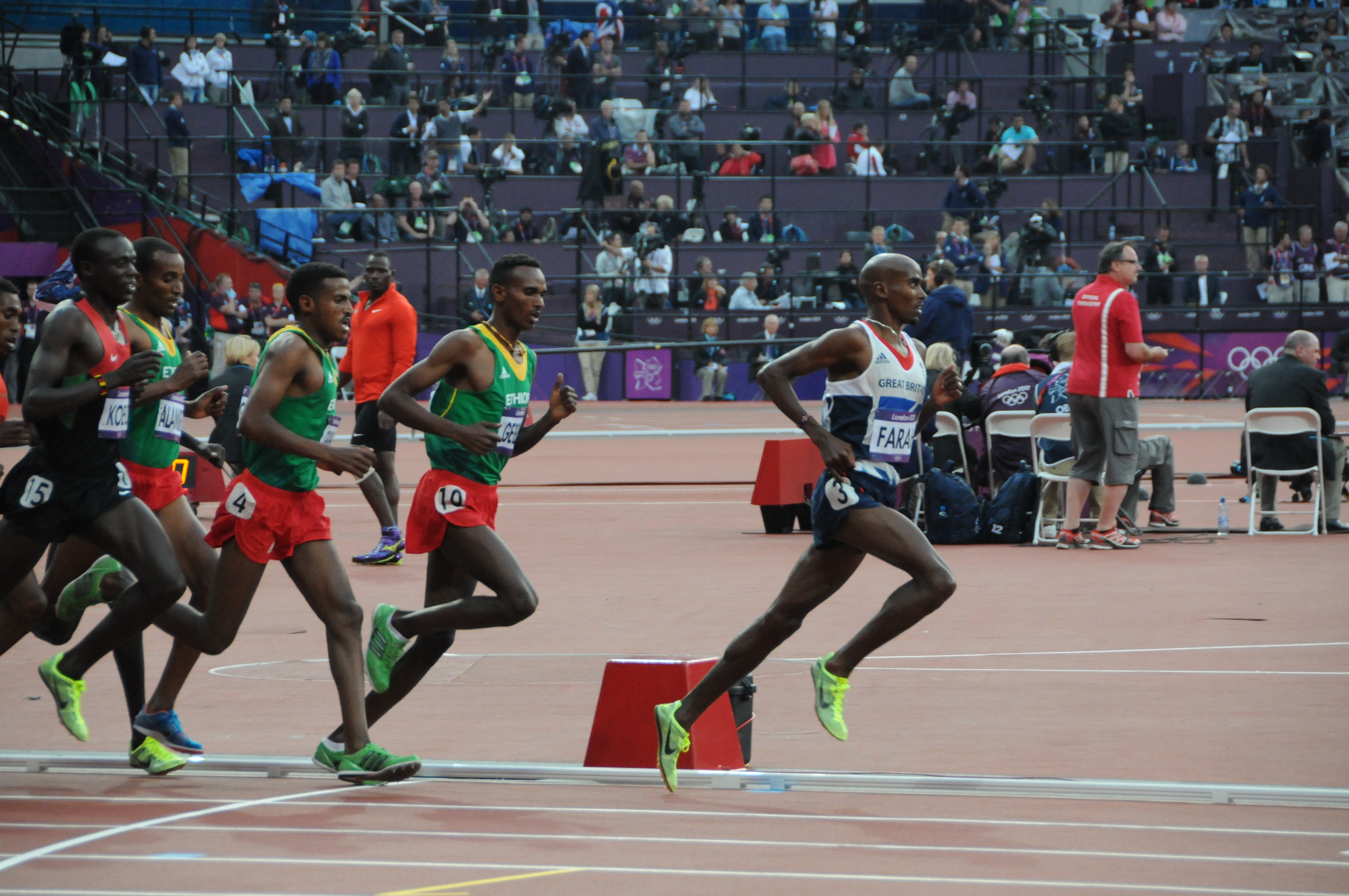
5000-Meter-Finale: Olympiasieger Mo Farah bereits ganz vorn

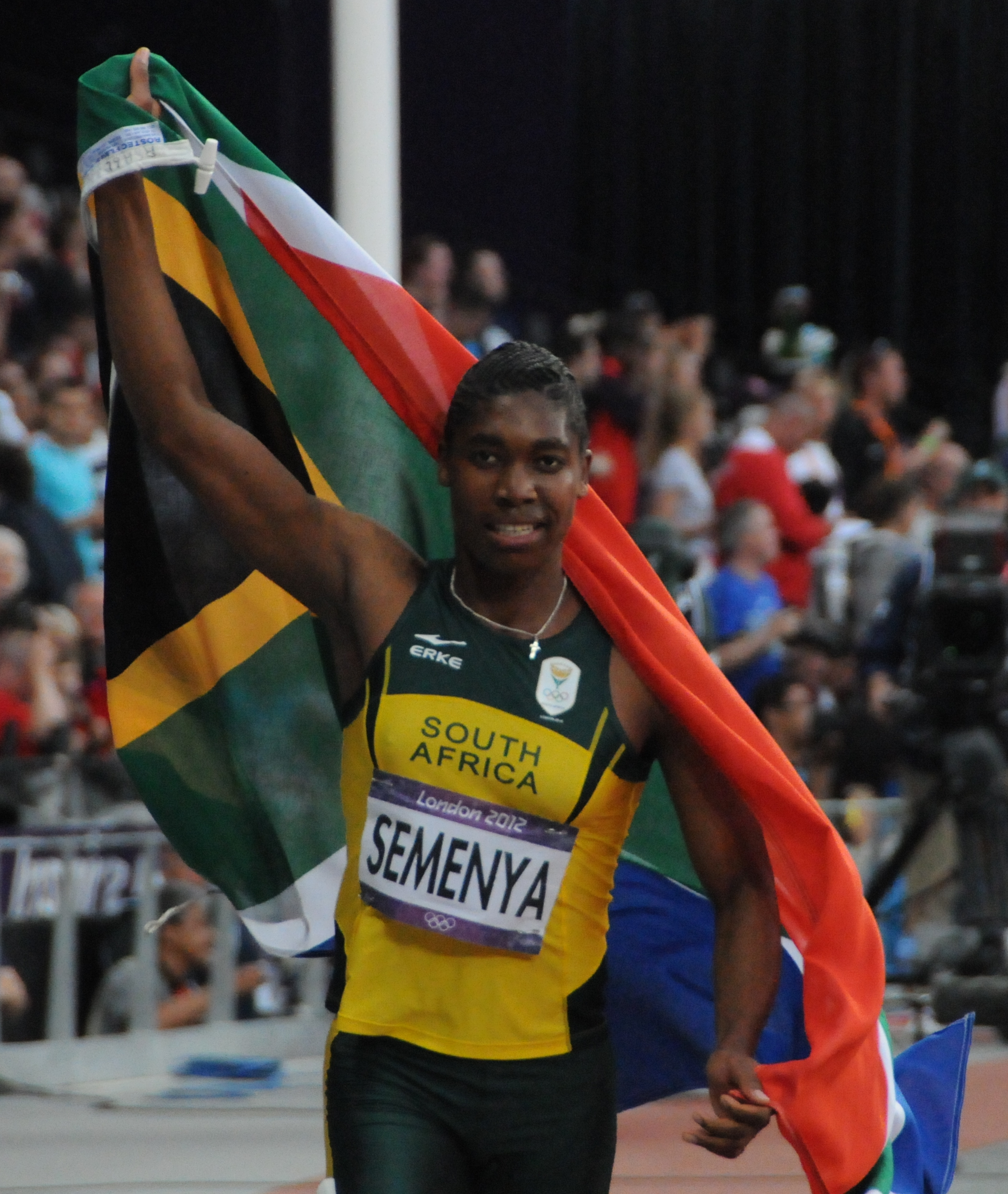
Olympiasiegerin Caster Semenya erhielt ihre Goldmedaille mit einer dreijährigen Verspätung

Finale: 11. August 2012, 20:30 Uhr (MESZ)
Deutscher Teilnehmer:

Arne Gabius  GER (13:28,01 min; als 7. seines Vorlaufs ausgeschieden)
Doping:

In diesem Wettbewerb waren zwei Athleten von einer Disqualifikation wegen Verstoßes gegen die Dopingbestimmungen betroffen:
- Der Franzose Hassan Hirt wurde positiv auf EPO getestet. Die Dopingprobe wurde schon am 3. August in Rouen vor dem olympischen Rennen genommen. Erst nach dem Wettkampf lag das Ergebnis vor. Hirt wurde vom französischen Verband gesperrt und nachträglich disqualifiziert.[14]
- Hussain Jamaan Alhamdah aus Saudi-Arabien wurde nachträglich disqualifiziert, weil er seinen biologischen Pass manipuliert hatte.[15]

### 10.000 m

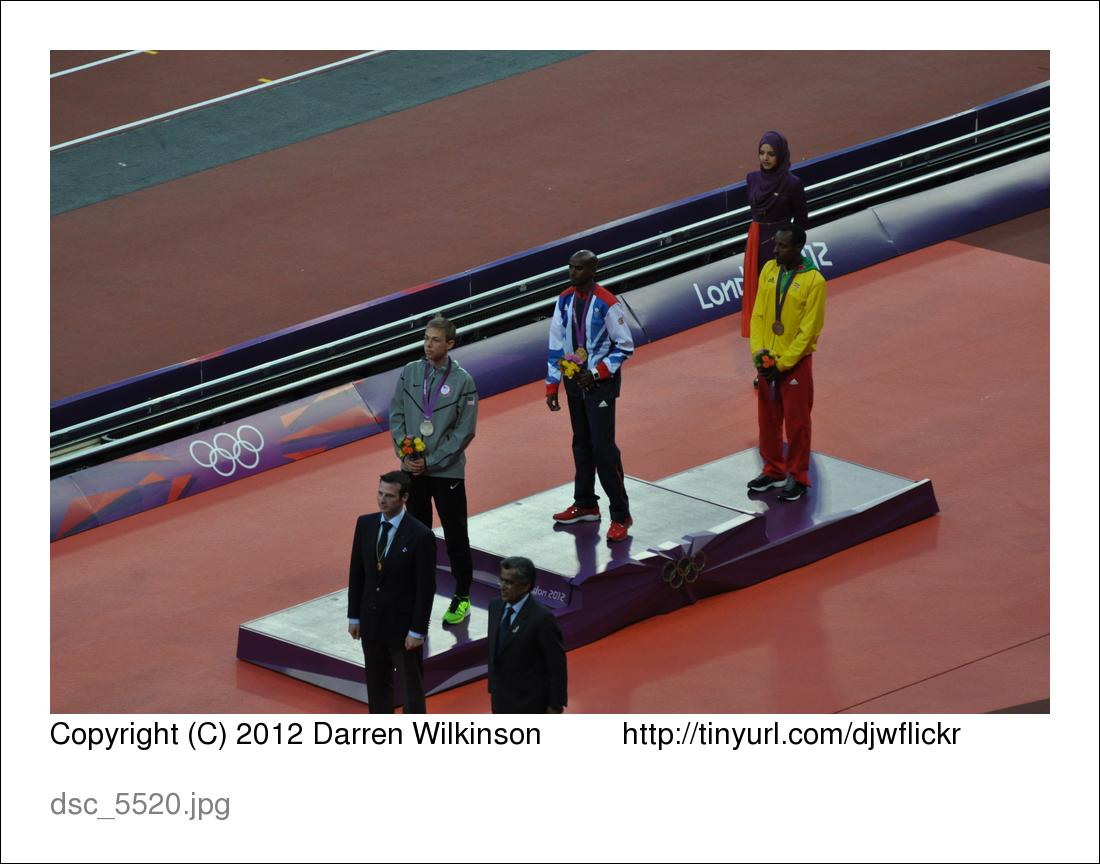
Siegerehrung (v. l. n. r.):
Silber: Galen Rupp/Gold: Mo Farah/Bronze: Tariku Bekele

| Platz | Athlet                    | Land | Zeit (min) |
| ----- | ------------------------- | ---- | ---------- |
| 1     | Mo Farah                  | GBR  | 27:30,42   |
| 2     | Galen Rupp                | USA  | 27:30,90   |
| 3     | Tariku Bekele             | ETH  | 27:31,43   |
| 4     | Kenenisa Bekele           | ETH  | 27:32,44   |
| 5     | Bedan Karoki              | KEN  | 27:32,94   |
| 6     | Zersenay Tadese           | ERI  | 27:33,51   |
| 7     | Teklemariam Medhin        | ERI  | 27:34,76   |
| 8     | Gebregziabher Gebremariam | ETH  | 27:36,34   |

4. August 2012, 22:15 Uhr (MESZ)

### Marathon
| Platz | Athlet              | Land | Zeit (h) |
| ----- | ------------------- | ---- | -------- |
| 1     | Stephen Kiprotich   | UGA  | 2:08:01  |
| 2     | Abel Kirui          | KEN  | 2:08:27  |
| 3     | Wilson Kipsang      | KEN  | 2:09:37  |
| 4     | Meb Keflezighi      | USA  | 2:11:06  |
| 5     | Marílson dos Santos | BRA  | 2:11:10  |
| 6     | Kentarō Nakamoto    | JPN  | 2:11:16  |
| 7     | Cuthbert Nyasango   | ZIM  | 2:12:08  |
| 8     | Paulo Roberto Paula | BRA  | 2:12:17  |

12. August 2012, 12:00 Uhr (MESZ)
Schweizer Teilnehmer:

Viktor Röthlin  SUI (2:12:48 h/11.)
Liechtensteinischer Teilnehmer:

Marcel Tschopp  LIE (2:28:54 h/75.)

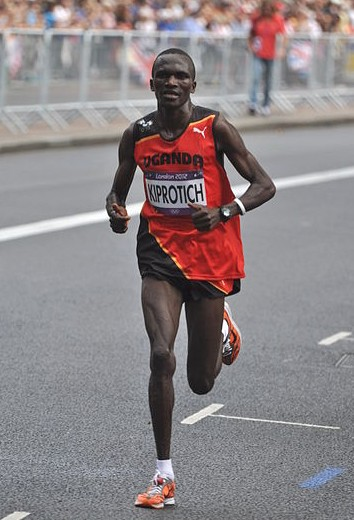
Marathon-Olympiasieger Stephen Kiprotich

Österreichischer Teilnehmer:
Günther Weidlinger  AUT (DNF)
Die Goldmedaille für Stephen Kiprotich war erst der zweite Olympiasieg für Uganda, den ersten hatte vierzig Jahre zuvor John Akii-Bua im 400-Meter-Hürdenlauf errungen.
Doping:

Der Marokkaner Abderrahime Bouramdane hatte gegen die Antidopingregeln verstoßen, was ihm durch Irregularitäten in seinem Biologischen Pass nachgewiesen wurde. Er erhielt eine zweijährige Sperre. die am 1. Oktober 2017 begann. Alle seine seit dem 14. April 2011 erzielten Resultate wurden annulliert.

### 110 m Hürden
| Platz | Athlet           | Land | Zeit (s) |
| ----- | ---------------- | ---- | -------- |
| 1     | Aries Merritt    | USA  | 12,92000 |
| 2     | Jason Richardson | USA  | 13,04000 |
| 3     | Hansle Parchment | JAM  | 13,12 NR |
| 4     | Lawrence Clarke  | GBR  | 13,39000 |
| 5     | Ryan Brathwaite  | BAR  | 13,40000 |
| 6     | Orlando Ortega   | CUB  | 13,43000 |
| 7     | Lehann Fourie    | RSA  | 13,53000 |
| DSQ   | Dayron Robles    | CUB  |          |

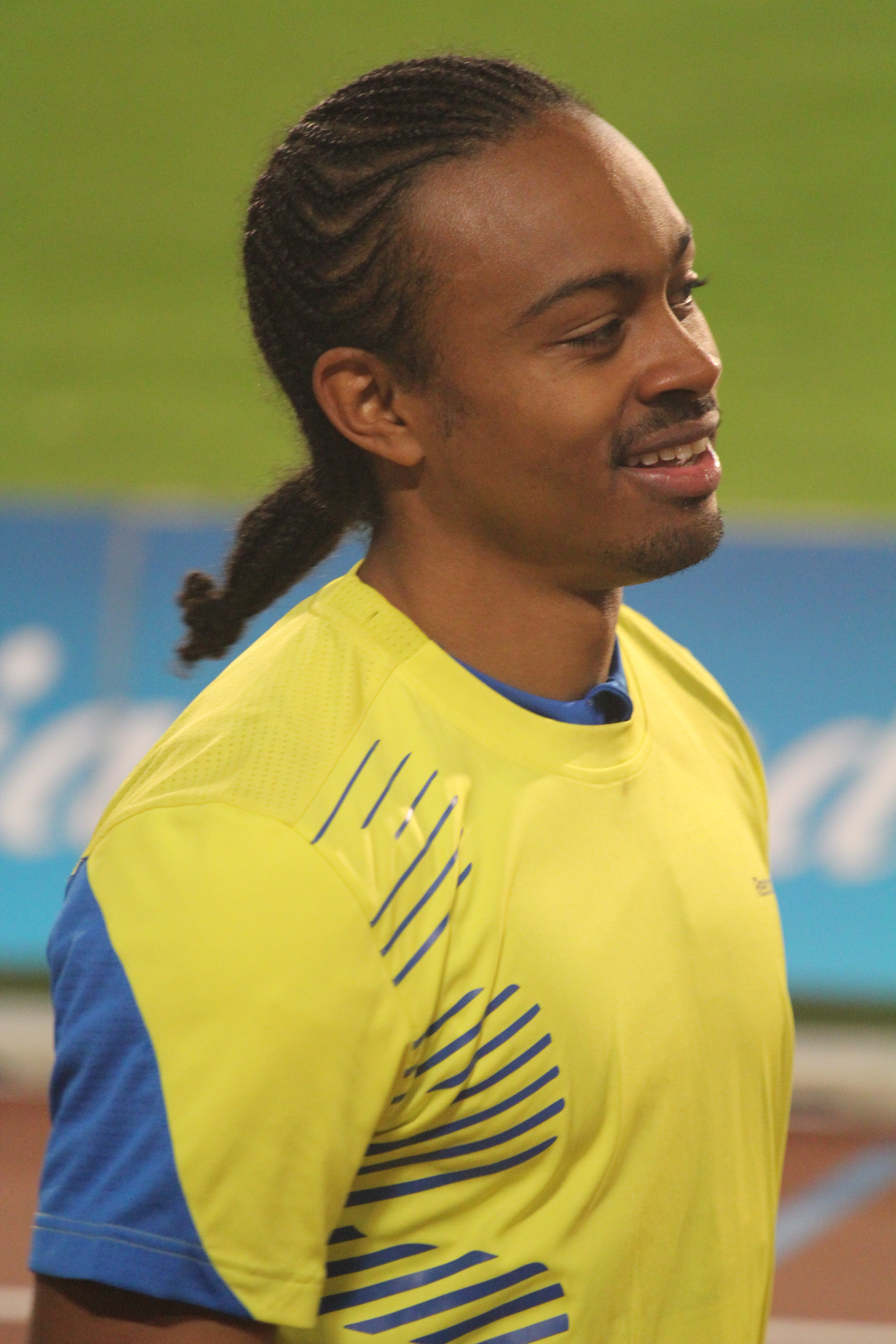
Olympiasieger Aries Merritt

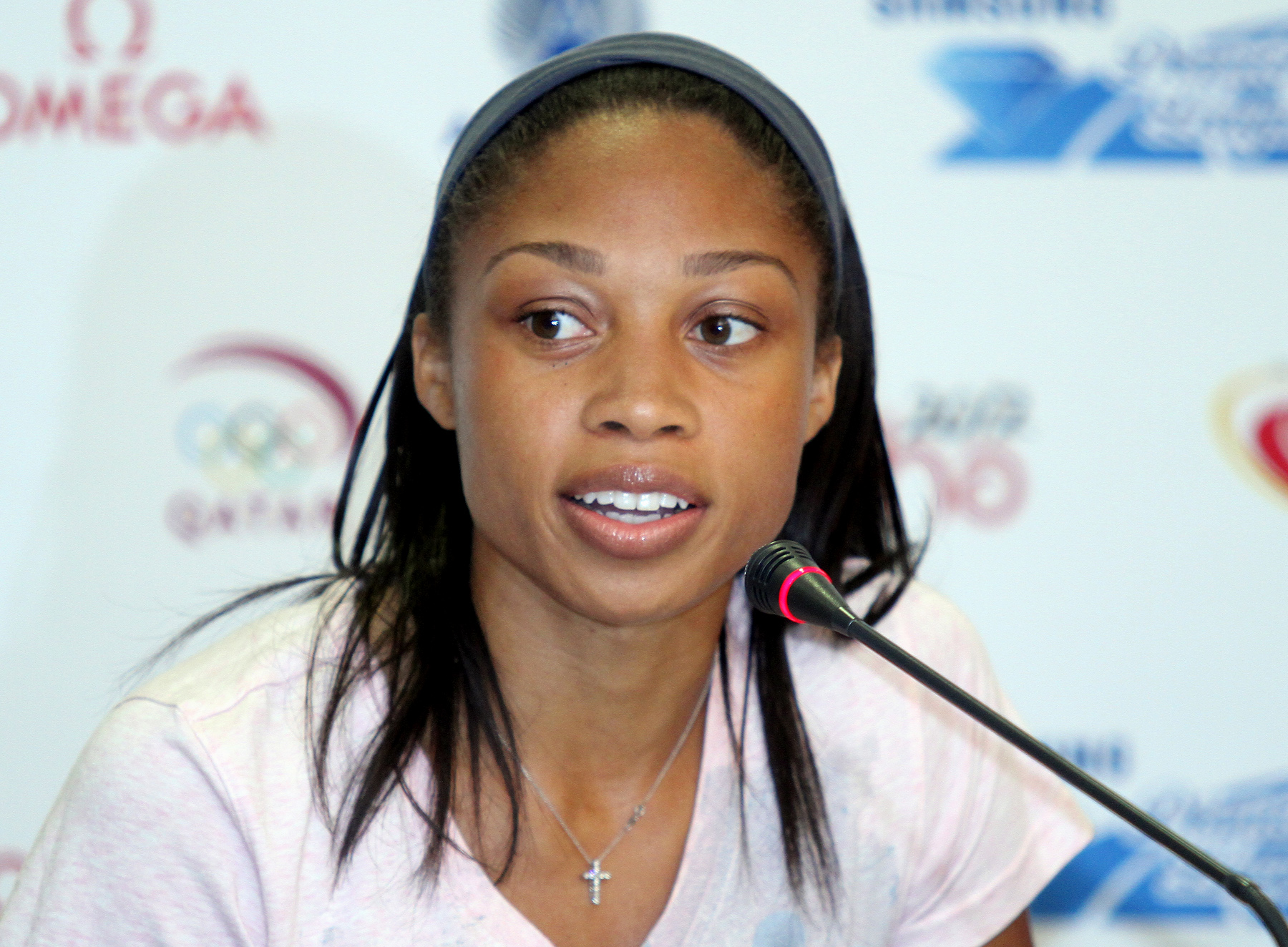
Über 200 Meter ging das Duell USA gegen Jamaika umgekehrt aus: Die US-Amerikanerin Allyson Felix siegte mit klarem Vorsprung

Finale: 8. August 2012, 22:15 Uhr (MESZ)
Wind: −0,3 m/s
Deutsche Teilnehmer:
- Alexander John  GER (13,67 s/als 6. seines Vorlaufs ausgeschieden)
- Matthias Bühler  GER (13,68 s/als 6. seines Vorlaufs ausgeschieden)
- Erik Balnuweit  GER (13,77 s/als 6. seines Vorlaufs ausgeschieden)

### 400 m Hürden
| Platz | Athlet          | Land | Zeit (s) |
| ----- | --------------- | ---- | -------- |
| 1     | Félix Sánchez   | DOM  | 47,63    |
| 2     | Michael Tinsley | USA  | 47,91    |
| 3     | Javier Culson   | PUR  | 48,10    |
| 4     | David Greene    | GBR  | 48,24    |
| 5     | Angelo Taylor   | USA  | 48,25    |
| 6     | Jehue Gordon    | TTO  | 48,86    |
| 7     | Leford Green    | JAM  | 49,12    |
| 8     | Kerron Clement  | USA  | 49,15    |

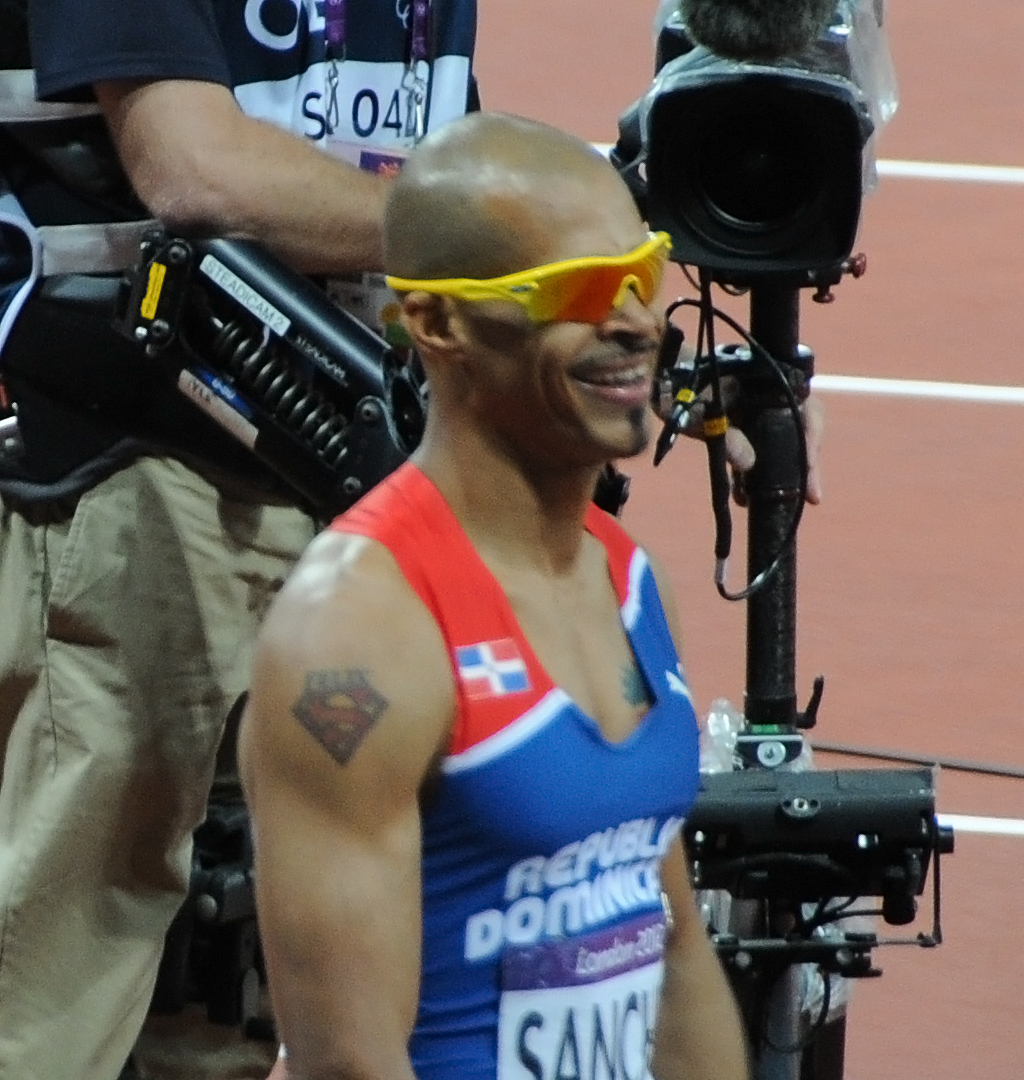
Nach acht Jahren wurde Félix Sánchez zum zweiten Mal Olympiasieger

Finale: 6. August 2012, 21:45 Uhr (MESZ)
Deutscher Teilnehmer:

Silvio Schirrmeister  GER (50,21 s/als 4. seines Vorlaufs ausgeschieden)
Félix Sánchez erzielte die gleiche Zeit wie bei seinem Olympiasieg 2004 in Athen.

### 3000 m Hindernis
| Platz | Athlet                | Land | Zeit (min) |
| ----- | --------------------- | ---- | ---------- |
| 1     | Ezekiel Kemboi        | KEN  | 8:18,56    |
| 2     | Mahiedine Mekhissi    | FRA  | 8:19,08    |
| 3     | Abel Kiprop Mutai     | KEN  | 8:19,73    |
| 4     | Roba Gari             | ETH  | 8:20,00    |
| 5     | Brimin Kiprop Kipruto | KEN  | 8:23,03    |
| 6     | Evan Jager            | USA  | 8:23,87    |
| 7     | Hamid Ezzine          | MAR  | 8:24,90    |
| 8     | Donald Cabral         | USA  | 8:25,91    |

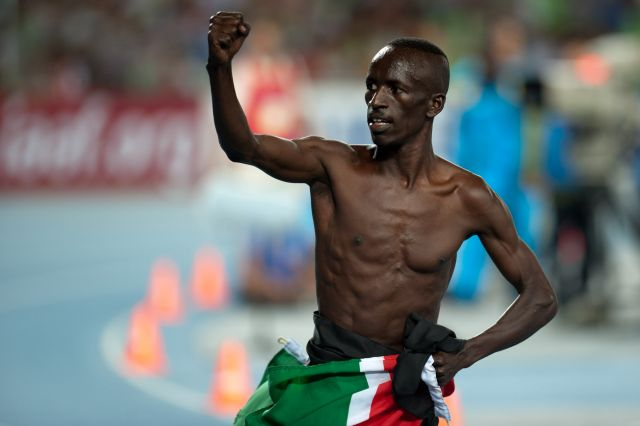
Ezekiel Kemboi wiederholte seinen Olympiasieg von 2004

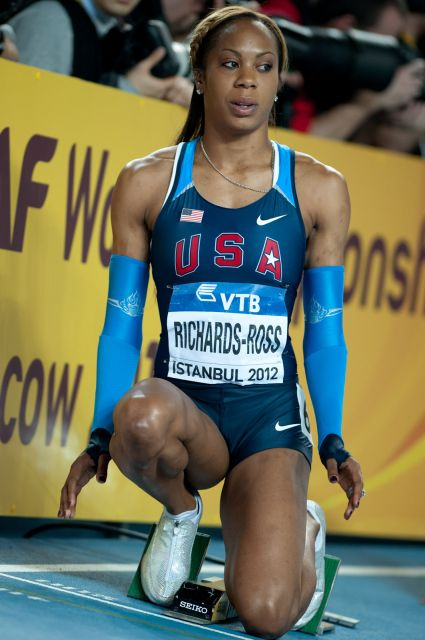
Favoritensieg für Sanya Richards-Ross

Finale: 5. August 2012, 22:25 Uhr (MESZ)
Deutscher Teilnehmer:
Steffen Uliczka  GER (8:41,08 min/als 13. seines Vorlaufs ausgeschieden)

### 4 × 100 m Staffel
| Platz | Land                | Athleten | Zeit (s)                                              |
| ----- | ------------------- | --- | ----------------------------------------------------- |
| 1     | Jamaika             | Nesta Carter Michael Frater Yohan Blake Usain Bolt (Finale) im Vorlauf außerdem: Kemar Bailey-Cole                       | 36,84 WR                                              |
| 2     | Trinidad und Tobago | Keston Bledman Marc Burns Emmanuel Callender Richard Thompson                                                            | 38,12000                                              |
| 3     | Frankreich          | Jimmy Vicaut Christophe Lemaitre Pierre-Alexis Pessonneaux Ronald Pognon                                                 | 38,16000                                              |
| 4     | Japan               | Ryōta Yamagata Masashi Eriguchi Shinji Takahira Shōta Iizuka                                                             | 38,35000                                              |
| 5     | Niederlande         | Brian Mariano Churandy Martina Giovanni Codrington Patrick van Luijk                                                     | 38,39000                                              |
| 6     | Australien          | Anthony Alozie Isaac Ntiamoah Andrew McCabe Joshua Ross                                                                  | 38,43000                                              |
| DSQ   | Kanada              | Gavin Smellie Oluseyi Smith Jared Connaughton Justyn Warner                                                              | Weltleichtathletikverband Regel 163.3a Bahnübertreten |
| DSQ   | USA                 | Trell Kimmons Justin Gatlin Tyson Gay (DSQ/Finale) Ryan Bailey (Finale) im Vorlauf außerdem: Jeffery Demps Darvis Patton |                                                       |

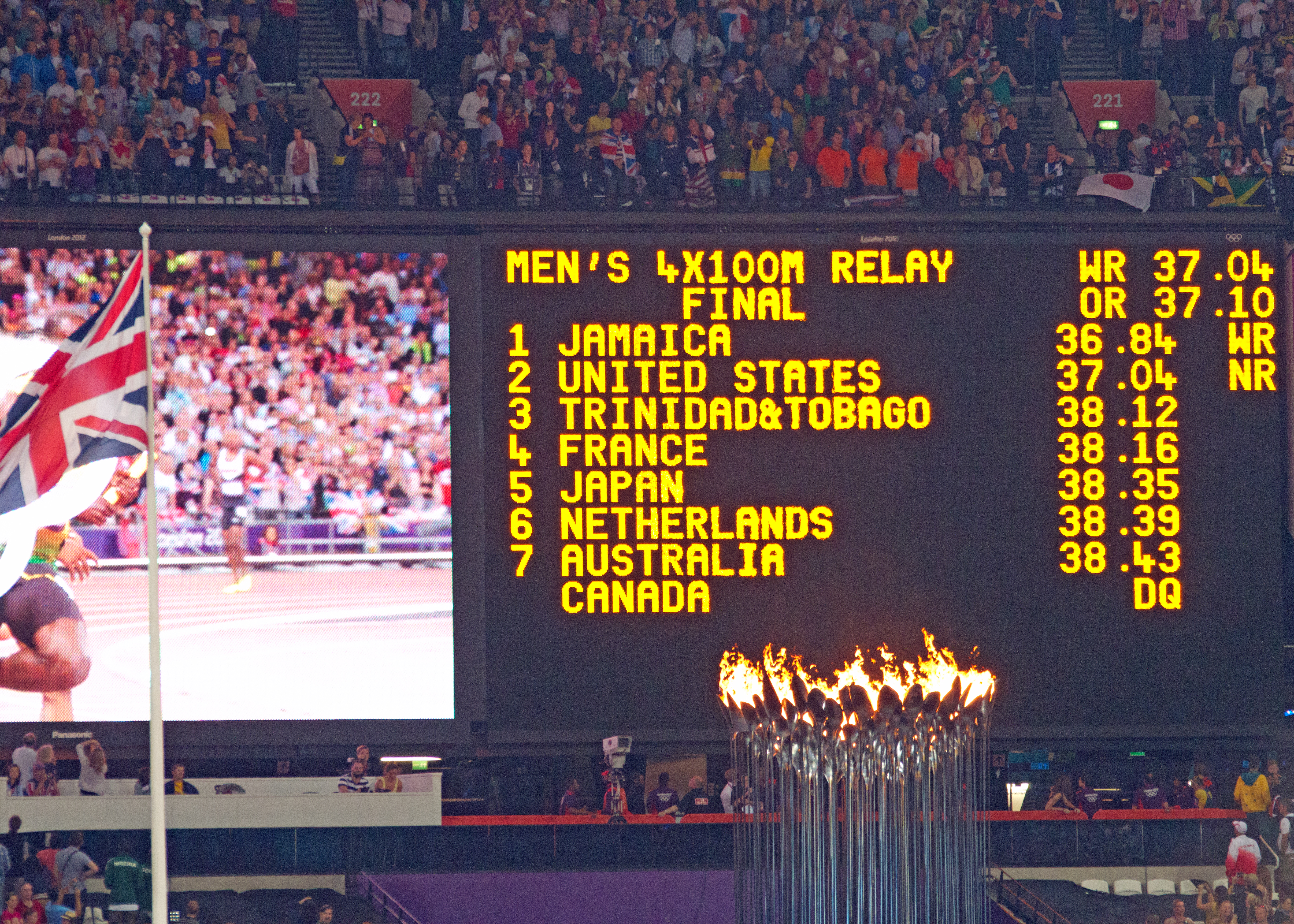
Ergebnistafel mit dem Staffelresultat

Finale: 11. August 2012, 22:00 Uhr (MESZ)
 Deutschland (38,37 s/als 6. ihres Vorlaufs ausgeschieden)
Die kanadische Stafette lief auf dem dritten Platz ein, wurde aber wegen Betretens der Bahnbegrenzung disqualifiziert.
Doping:

Der US-Amerikaner Tyson Gay musste seine Medaille wegen eines Dopingfalles abgeben.
Im Mai 2015 wurde der gesamten US-amerikanischen Staffel die Silbermedaille aberkannt.

### 4 × 400 m Staffel
| Platz | Land                | Athleten | Zeit (min) |
| ----- | ------------------- | --- | ---------- |
| 1     | Bahamas             | Chris Brown Demetrius Pinder Michael Mathieu Ramon Miller                                                          | 2:56,72 NR |
| 2     | USA                 | Bryshon Nellum Joshua Mance Tony McQuay Angelo Taylor (Finale) im Vorlauf außerdem: Manteo Mitchell                | 2:57,05000 |
| 3     | Trinidad und Tobago | Lalonde Gordon Jarrin Solomon Ade Alleyne-Forte Deon Lendore                                                       | 2:59,40 NR |
| 4     | Großbritannien      | Conrad Williams Jack Green David Greene Martyn Rooney                                                              | 2:59,53000 |
| 5     | Belgien             | Kevin Borlée Antoine Gillet Jonathan Borlée Michaël Bultheel (Finale) im Vorlauf außerdem: Nils Duerinck           | 3:01,83000 |
| 6     | Venezuela           | Arturo Ramírez Alberto Aguilar Albert Bravo Omar Longart (Finale) im Vorlauf außerdem: José Melendez               | 3:02,18000 |
| 7     | Südafrika           | Shaun de Jager Willem de Beer Louis Jacobus van Zyl (Finale) Oscar Pistorius im Vorlauf außerdem: Ofentse Mogawane | 3:03,46000 |
| DNF   | Kuba                | William Collazo Raidel Acea Noel Ruíz (Finale) Omar Cisneros im Vorlauf außerdem: Orestes Rodríguez                |            |
| DOP   | Russland            | Maxim Dyldin Denis Alexejew Wladimir Krasnow Pawel Trenichin                                                       | 3:00,09000 |

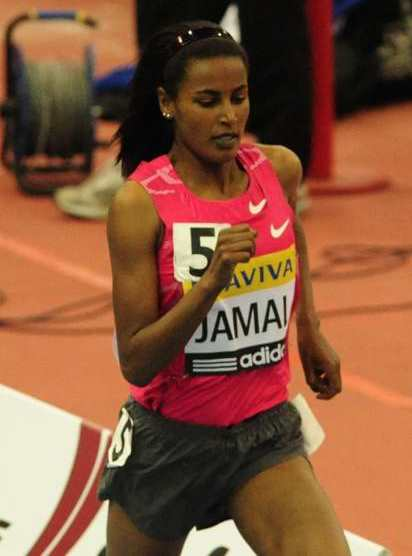
Maryam Yusuf Jamal gewann Gold in einem Spurtrennen

Finale: 10. August 2012, 22:20 Uhr (MESZ)
 Deutschland (3:03,50 min/als 6. ihres Vorlaufs ausgeschieden)
Es gab zwei Besonderheiten in diesem Wettbewerb:
- Der Endlauf wurde mit neun Stafetten gestartet, da im Vorlauf der Südafrikaner Ofentse Mogawane durch den Kenianer Vincent Mumo behindert worden war und deshalb seine Mannschaft das Rennen nicht beenden konnte.
- Manteo Mitchell (USA) hatte im Vorlauf trotz eines Beinbruchs das Ziel erreicht, den er sich drei Tage zuvor bei einem Sturz im olympischen Dorf zugezogen hatte und der zunächst nicht als solcher diagnostiziert worden war.

Doping:

Maxim Dyldin, Russland wurde vom Internationalen Sportgerichtshofs CAS wegen eines verpassten Dopingtests vom 6. Januar 2017 an für vier Jahre gesperrt. Unter anderem seine hier in London erzielten Resultate wurden annulliert. Davon betroffen waren sein mit der russischen 4-mal-400-Meter-Staffel erzielter fünfter Platz und sein Ergebnis im 400-Meter-Einzellauf, in dem er im Halbfinale ausgeschieden war.

### 20 km Gehen
| Platz | Athlet             | Land | Zeit (h)   |
| ----- | ------------------ | ---- | ---------- |
| 1     | Chen Ding          | CHN  | 1:18:46 OR |
| 2     | Erick Barrondo     | GUA  | 1:18:57000 |
| 3     | Wang Zhen          | CHN  | 1:19:25000 |
| 4     | Cai Zelin          | CHN  | 1:19:44000 |
| 5     | Miguel Ángel López | ESP  | 1:19:49000 |
| 6     | Eder Sánchez       | MEX  | 1:19:52000 |
| 7     | Jared Tallent      | AUS  | 1:20:02000 |
| 8     | Bertrand Moulinet  | FRA  | 1:20:12000 |

4. August 2012, 18:00 Uhr (MESZ)
Deutscher Teilnehmer:

André Höhne  GER (1:22:02 h/21.)
Doping:

Vier Athleten aus diesem Wettbewerbs wurden ihre unter anderem hier erzielten Resultate nachträglich aberkannt.
- Sämtliche russische Geher wurden wie auch im 50-km-Gehen in diesem Wettbewerb wegen Dopingvergehens disqualifiziert. Dies waren:
  - Waleri Bortschin, der den Wettkampf wenige Kilometer vor dem Ziel aufgab[17]
  - Wladimir Kanaikin, der zunächst Rang 37 belegt hatte[18]
  - Andrei Kriwow, der wegen Verstoßes gegen die Gehregeln disqualifiziert worden war[19]
- Betroffen war auch ein Teilnehmer aus der Ukraine:
  - Nasar Kowalenko, der zunächst Rang 26 belegt hatte, wurden wegen Einsatzes einer unerlaubten Substanz seine zwischen 11. Mai 2012 und 17. Mai 2015 erzielten Resultate aberkannt.[20]

### 50 km Gehen
| Platz | Athlet           | Land | Zeit (h)   |
| ----- | ---------------- | ---- | ---------- |
| 1     | Jared Tallent    | AUS  | 3:36:53 OR |
| 2     | Si Tianfeng      | CHN  | 3:37:16000 |
| 3     | Robert Heffernan | IRL  | 3:37:54 NR |
| 4     | Li Jianbo        | CHN  | 3:39:01000 |
| 5     | Matej Tóth       | SVK  | 3:41:24000 |
| 6     | Łukasz Nowak     | POL  | 3:42:47000 |
| 7     | Koichiro Morioka | JPN  | 3:43:14000 |
| 8     | André Höhne      | GER  | 3:46:26000 |

11. August 2012, 10:00 Uhr (MESZ)
Deutsche Teilnehmer:
- André Höhne  GER (3:44:26 h/8.)
- Christopher Linke  GER (3:49:19 h/21.)

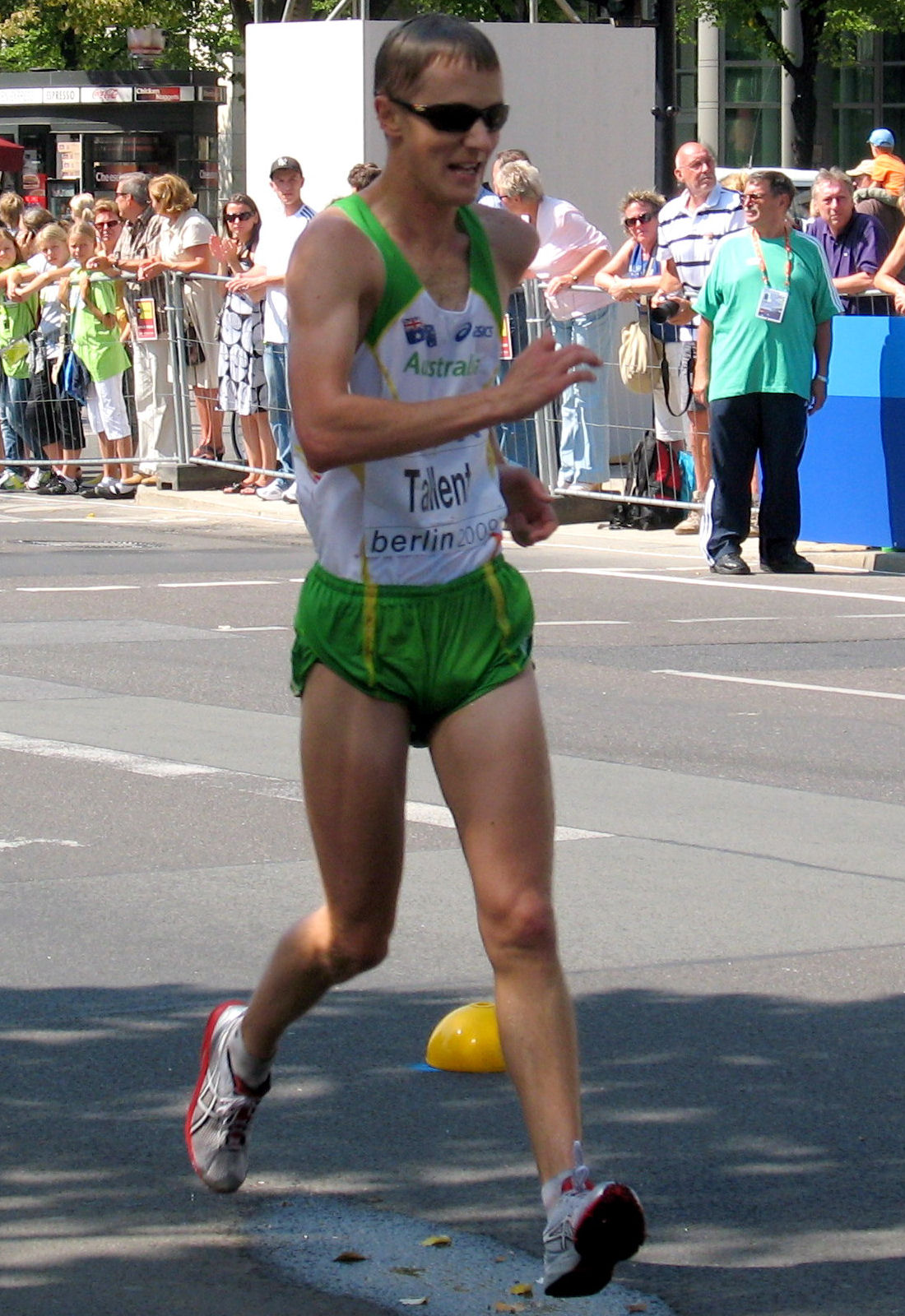
Jared Tallent gewann das 50-km-Gehen

Sämtlichen Russen wurden wie schon im 20-km-Gehen in diesem Wettbewerb wegen Dopingvergehens ihre Medaillen und Platzierungen aberkannt. Dies waren
- Sergei Kirdjapkin, der zunächst als Erster im Ziel war[21]
- Igor Jerochin (zunächst Rang fünf)[22]
- Sergei Bakulin (zunächst Rang sechs)[23]

### Hochsprung
| Platz | Athlet             | Land    | Höhe (m) |
| ----- | ------------------ | ------- | -------- |
| 1     | Erik Kynard        | USA     | 2,33     |
| 2     | Robert Grabarz     | GBR     | 2,29     |
| 2     | Mutaz Essa Barshim | QAT     | 2,29     |
| 2     | Derek Drouin       | CAN     | 2,29     |
| 5     | Jamie Nieto        | USA     | 2,29     |
| 6     | Bohdan Bondarenko  | UKR     | 2,29     |
| 7     | Michael Mason      | CAN     | 2,29     |
| 8     | Wanner Miller      | COL     | 2,25     |
| 8     | Jesse Williams     | USA     | 2,25     |
| 8     | Andrij Prozenko    | Ukraine | 2,25     |

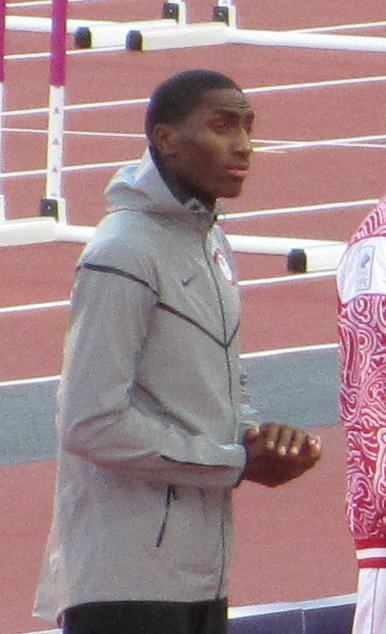
Erik Kynard – Goldmedaillengewinner mit 2,33 m

Finale: 7. August 2012, 20:00 Uhr (MESZ)
Doping;

Der Russe Iwan Uchow gewann zunächst die Goldmedaille, wurde aber im Februar 2019 nachträglich des Dopings überführt und für vier Jahre gesperrt. Seine Ergebnisse zwischen dem 16. Juli 2012 und dem 31. Dezember 2015 wurden annulliert.

### Stabhochsprung
| Platz | Athlet                  | Land | Höhe (m) |
| ----- | ----------------------- | ---- | -------- |
| 1     | Renaud Lavillenie       | FRA  | 5,97 OR  |
| 2     | Björn Otto              | GER  | 5,91000  |
| 3     | Raphael Holzdeppe       | GER  | 5,91000  |
| 4     | Steven Lewis            | GBR  | 5,75000  |
| 4     | Jewgeni Lukjanenko      | RUS  | 5,75000  |
| 6     | Konstandinos Filippidis | GRE  | 5,65000  |
| 7     | Jan Kudlička            | CZE  | 5,65000  |
| 8     | Malte Mohr              | GER  | 5,50000  |

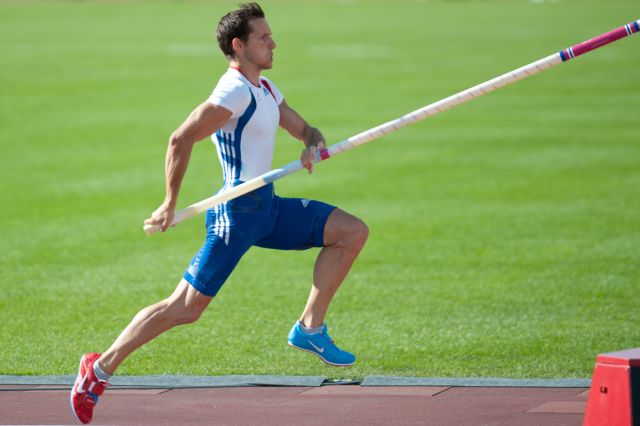
Renaud Lavillenie – verdienter Sieger in einem bis zum Schluss spannenden Wettbewerb

Finale: 10. August 2012, 20:00 Uhr (MESZ)
Doping:

In diesem Wettbewerb gab es drei Athleten, die aufgrund von Verstößen gegen die Antidopingbestimmungen nachträglich disqualifiziert wurden:
- Dmitri Starodubzew, Russland (zunächst auf Rang vier) – Er wurde im Oktober 2016 disqualifiziert, nachdem ihm bei einem Nachtest im Jahr 2012 der Einsatz von Dehydrochlormethyltestosteron (Turinabol) nachgewiesen worden war.[25]
- Maksym Masuryk, Ukraine (in der Qualifikation ausgeschieden) – Auch er wurde 2016 nachträglich disqualifiziert, nachdem bei der Überprüfung seiner Dopingprobe im Jahr 2012 Dehydrochlormethyltestosteron festgestellt worden war.[26]
- Stanislau Ziwontschik, Belarus (in der Qualifikation ausgeschieden) – Im Februar 2019 wurde bekanntgegeben, dass ein Nachtest seiner Dopingprobe ebenfalls den Einsatz von Dehydrochlormethyltestosteron ergeben hatte. So wurde auch er nachträglich disqualifiziert.[27]

### Weitsprung
| Platz | Athlet                  | Land | Weite (m) |
| ----- | ----------------------- | ---- | --------- |
| 1     | Greg Rutherford         | GBR  | 8,31      |
| 2     | Mitchell Watt           | AUS  | 8,16      |
| 3     | Will Claye              | USA  | 8,12      |
| 4     | Michel Tornéus          | SWE  | 8,11      |
| 5     | Sebastian Bayer         | GER  | 8,10      |
| 6     | Christopher Tomlinson   | GBR  | 8,07      |
| 7     | Mauro Vinícius da Silva | BRA  | 8,01      |
| 8     | Godfrey Khotso Mokoena  | RSA  | 7,93      |

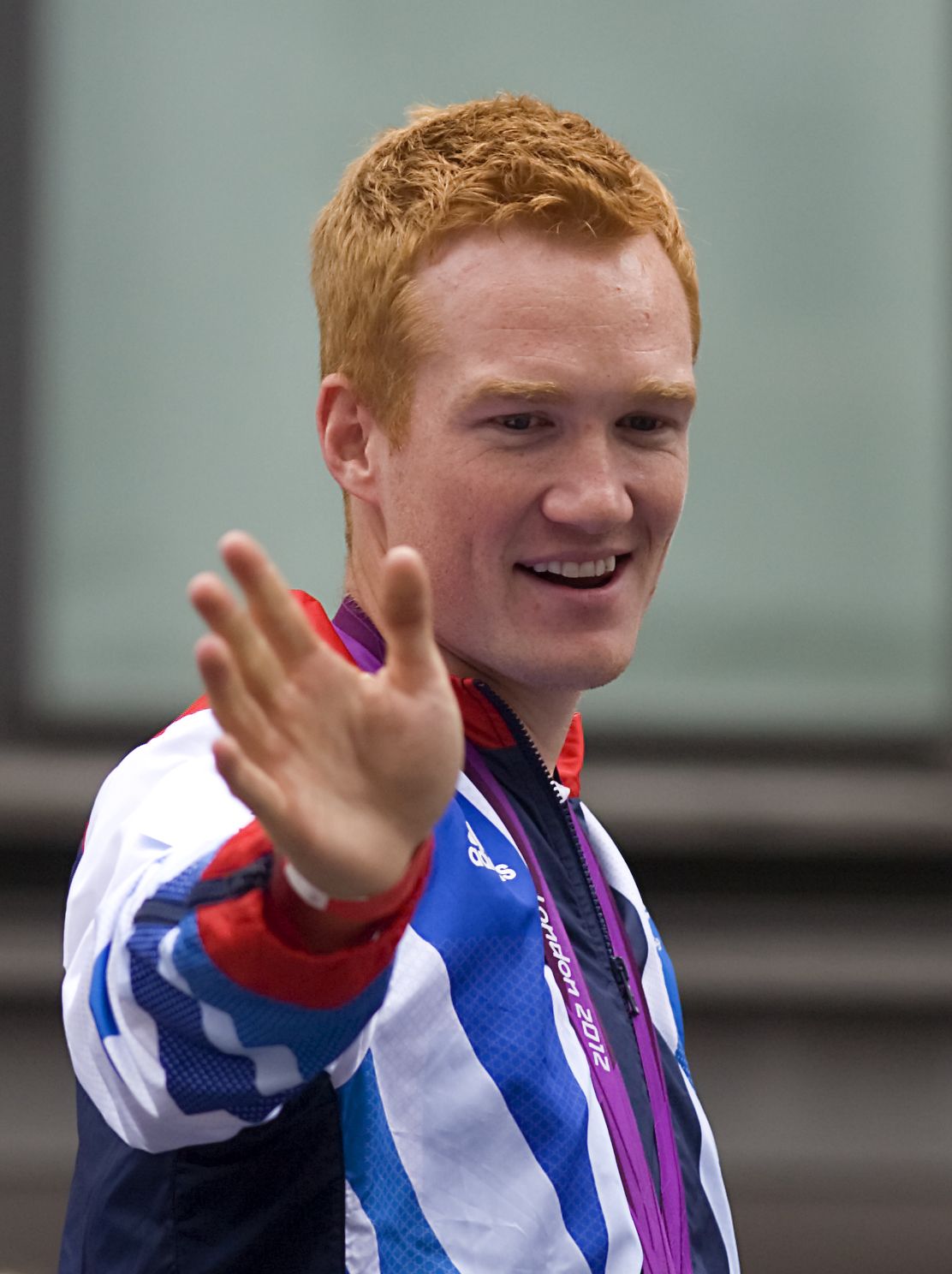
Olympiasieger Greg Rutherford errang seinen ersten großen internationalen Titel

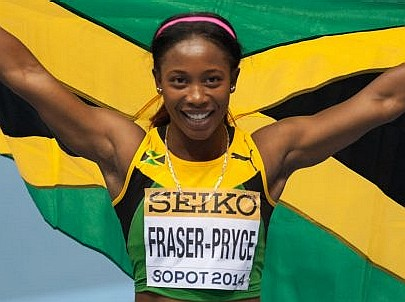
Sieg mir drei Hundertstelsekunden Vorsprung für Shelly-Ann Fraser-Pryce

Finale: 4. August 2012, 20:55 Uhr (MESZ)
Weitere deutsche Teilnehmer:
- Christian Reif  GER (7,92 m/als 9. seiner Qualifikationsgruppe ausgeschieden)
- Alyn Camara  GER (7,72 m/als 13. seiner Qualifikationsgruppe ausgeschieden)

### Dreisprung
| Platz | Athlet            | Land | Weite (m) |
| ----- | ----------------- | ---- | --------- |
| 1     | Christian Taylor  | USA  | 17,81     |
| 2     | Will Claye        | USA  | 17,62     |
| 3     | Fabrizio Donato   | ITA  | 17,48     |
| 4     | Daniele Greco     | ITA  | 17,34     |
| 5     | Leevan Sands      | BAH  | 17,19     |
| 6     | Benjamin Compaoré | FRA  | 17,08     |
| 7     | Tosin Oke         | NGR  | 16,95     |
| 8     | Alexis Copello    | CUB  | 16,92     |

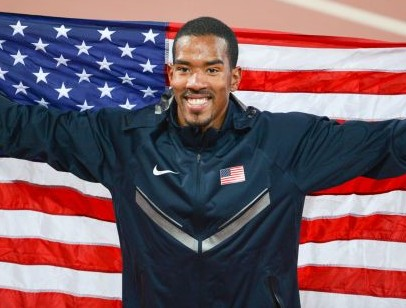
Christian Taylor gewann den Dreisprung mit starker Leistung

Finale: 9. August 2012, 20:20 Uhr (MESZ)
Doping:

Der zunächst neuntplatzierte Russe Ljukman Adams wurde vom Internationalen Sportgerichtshof (CAS) im Februar 2019 wegen Verstoßes gegen die Antidopingbestimmungen für vier Jahre gesperrt. Außerdem wurden seine vom 16. Juli 2012 bis 14. September 2014 erzielten Resultate annulliert. Der Einspruch gegen diesen Entscheid wurde am 7. April 2021 zurückgewiesen.

### Kugelstoßen
| Platz | Athlet             | Land | Weite (m) |
| ----- | ------------------ | ---- | --------- |
| 1     | Tomasz Majewski    | POL  | 21,89000  |
| 2     | David Storl        | GER  | 21,86000  |
| 3     | Reese Hoffa        | USA  | 21,23000  |
| 4     | Christian Cantwell | USA  | 21,19000  |
| 5     | Dylan Armstrong    | CAN  | 20,93000  |
| 6     | Germán Lauro       | ARG  | 20,84 NR  |
| 7     | Asmir Kolašinac    | SRB  | 20,71000  |
| 8     | Pawel Lyschyn      | BLR  | 20,69000  |

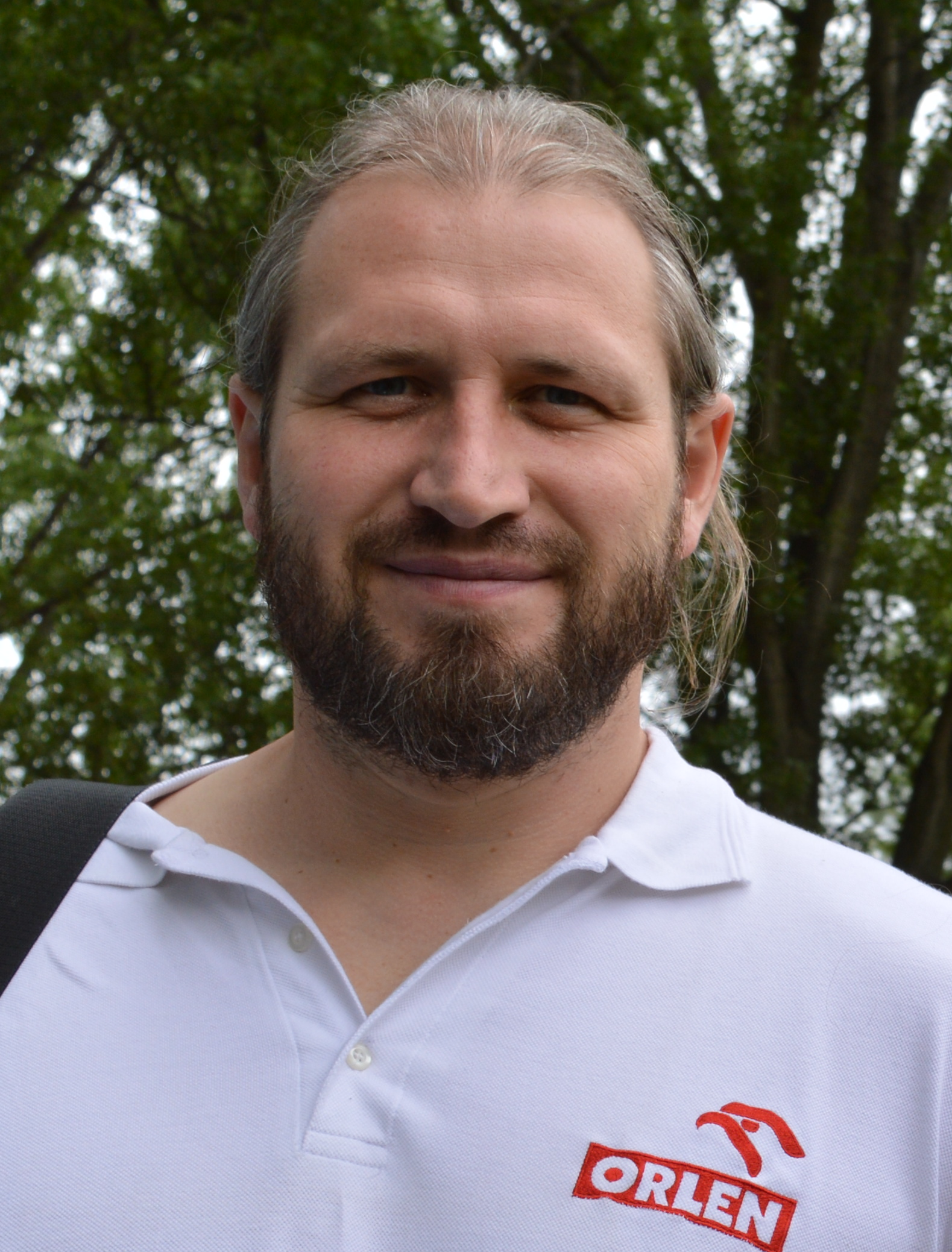
Der Sieg ging an Tomasz Majewski

Finale: 3. August 2012, 21:30 Uhr (MESZ)
Weiterer deutscher Teilnehmer:

Ralf Bartels  GER (20,00 m/als 7. seiner Qualifikationsgruppe ausgeschieden)
Doping:

Der Belarusse Andrej Michnewitsch, Bronzemedaillengewinner von 2008, belegte in der Qualifikation mit 19,89 m Platz acht und war damit ausgeschieden. Anfang März 2013 wurden bei einem nachträglichen Dopingtest in einer Probe von den Weltmeisterschaften 2005 Spuren von verbotenen Substanzen gefunden. Die daraufhin von der Disziplinar-Kommission der belarussischen Anti-Doping-Agentur verhängte lebenslange Sperre wurde vom Weltleichtathletikverband im Juli 2013 bestätigt, seine Leistungen, die er in dem Zeitraum erzielte, für den er gesperrt war, wurden annulliert.

### Diskuswurf
| Platz | Athlet            | Land | Weite (m) |
| ----- | ----------------- | ---- | --------- |
| 1     | Robert Harting    | GER  | 68,27     |
| 2     | Ehsan Hadadi      | IRI  | 68,18     |
| 3     | Gerd Kanter       | EST  | 68,03     |
| 4     | Virgilijus Alekna | LTU  | 67,38     |
| 5     | Piotr Małachowski | POL  | 67,19     |
| 6     | Martin Wierig     | GER  | 65,85     |
| 7     | Frank Casañas     | ESP  | 65,56     |
| 8     | Vikas Gowda       | IND  | 64,79     |

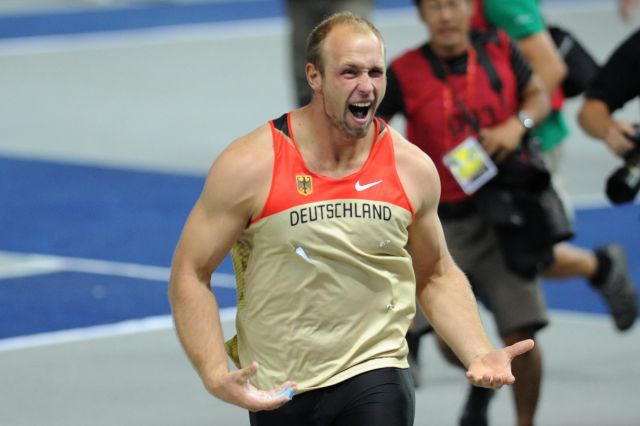
Robert Harting – nach Weltmeister- und Europameister-Titel jetzt auch der Olympiasieg

Finale: 7. August 2012, 20:45 Uhr (MESZ)
Weiterer deutscher Teilnehmer:

Markus Münch  GER (59,95 m/als 14. seiner Qualifikationsgruppe ausgeschieden)
Österreichischer Teilnehmer:

Gerhard Mayer  AUT (60,81 m/als 14. seiner Qualifikationsgruppe ausgeschieden)

### Hammerwurf
| Platz | Athlet            | Land | Weite (m) |
| ----- | ----------------- | ---- | --------- |
| 1     | Krisztián Pars    | HUN  | 80,59     |
| 2     | Primož Kozmus     | SLO  | 79,36     |
| 3     | Kōji Murofushi    | JPN  | 78,71     |
| 4     | Oleksij Sokyrskyj | UKR  | 78,25     |
| 5     | Lukáš Melich      | CZE  | 77,17     |
| 6     | Szymon Ziółkowski | POL  | 77,10     |
| 7     | Nicola Vizzoni    | ITA  | 76,07     |
| 8     | Kibwe Johnson     | USA  | 74,95     |

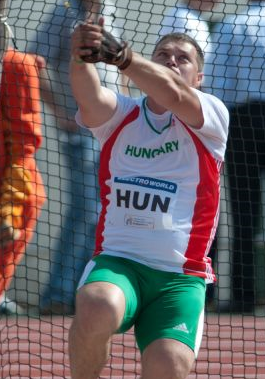
Olympiasieger Krisztián Pars übertraf als einziger Werfer die 80-Meter-Marke

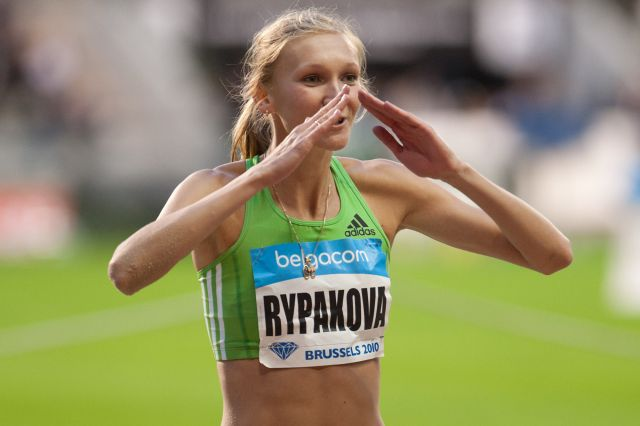
Den Dreisprung gewann Olga Rypakowa

Finale: 5. August 2012, 21:20 Uhr (MESZ)
In dieser Disziplin gab es drei Dopingfälle:
- Der Belarusse Iwan Zichan, der bereits mehrfach von dopingbedingten Aberkennungen seiner unrechtmäßig gewonnenen Medaillen betroffen war, durfte nach positiven Dopingtests gar nicht erst zu den Spielen anreisen.[30]
- Der im Finale zunächst fünftplatzierte Russe Kirill Ikonnikow wurde vom IOC nachträglich wegen Dopingmissbrauchs disqualifiziert. Bei Nachuntersuchungen seiner Dopingprobe wurde die verbotene Substanz Dehydrochlormethyltestosteron nachgewiesen.[31]
- Auch bei dem im Finale zunächst zehntplatzierten Tadschiken Dilschod Nasarow wurde die verbotene Substanz Dehydrochlormethyltestosteron gefunden. Er wurde für zwei Jahre gesperrt, beginnend mit dem 24. September 2019. Darüber hinaus wurden alle seine im Zeitraum vom 29. August 2011 bis zum 29. August 2013 erbrachten Leistungen annulliert.[32]
- Der in der Qualifikation ausgeschiedene Belarusse Pavel Kryvitski wurde ebenfalls vom IOC nachträglich disqualifiziert. Bei Nachuntersuchungen seiner Dopingprobe wurde die verbotene Substanz Dehydrochlormethyltestosteron gefunden.[33]
- Der ebenfalls in der Qualifikation ausgeschiedene Ukrainer Oleksandr Dryhol hatte wie die vier anderen in diesem Wettbewerb gedopten Athleten Dehydrochlormethyltestosteron zu seiner Leistungssteigerung eingesetzt. Die Disziplinarkommission des IOC entschied im November 2016, dass ihm sein hier erzieltes Resultat aberkannt wird.[34]

### Speerwurf
| Platz | Athlet              | Land | Weite (m) |
| ----- | ------------------- | ---- | --------- |
| 1     | Keshorn Walcott     | TTO  | 84,58 NR  |
| 2     | Antti Ruuskanen     | FIN  | 84,12000  |
| 3     | Vítězslav Veselý    | CZE  | 83,34000  |
| 4     | Tero Pitkämäki      | FIN  | 82,80000  |
| 5     | Andreas Thorkildsen | NOR  | 82,63000  |
| 6     | Spiridon Lebesis    | GRE  | 81,91000  |
| 7     | Tino Häber          | GER  | 81,21000  |
| 8     | Stuart Farquhar     | NZL  | 80,22000  |

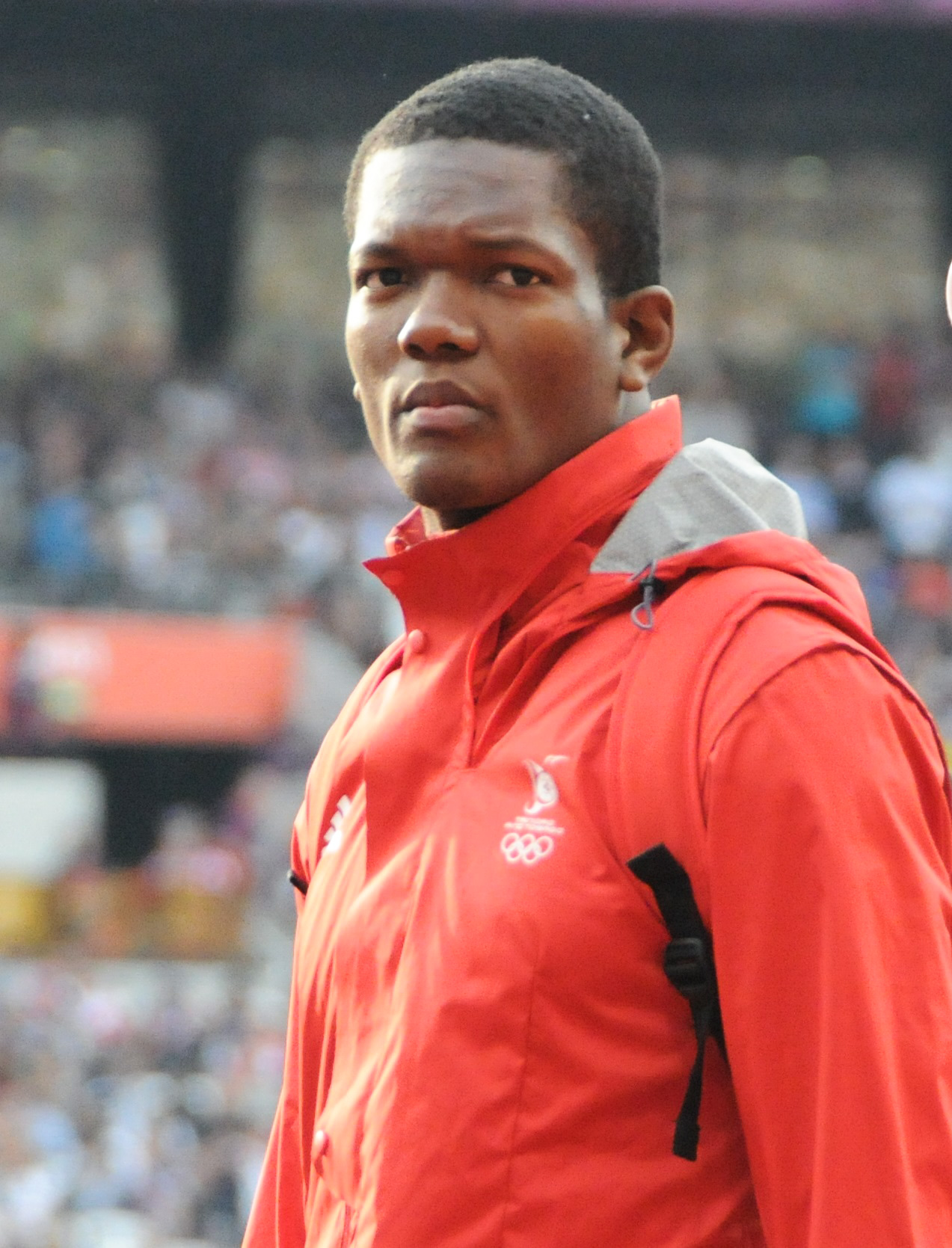
Überraschungsolympiasieger Keshorn Walcott

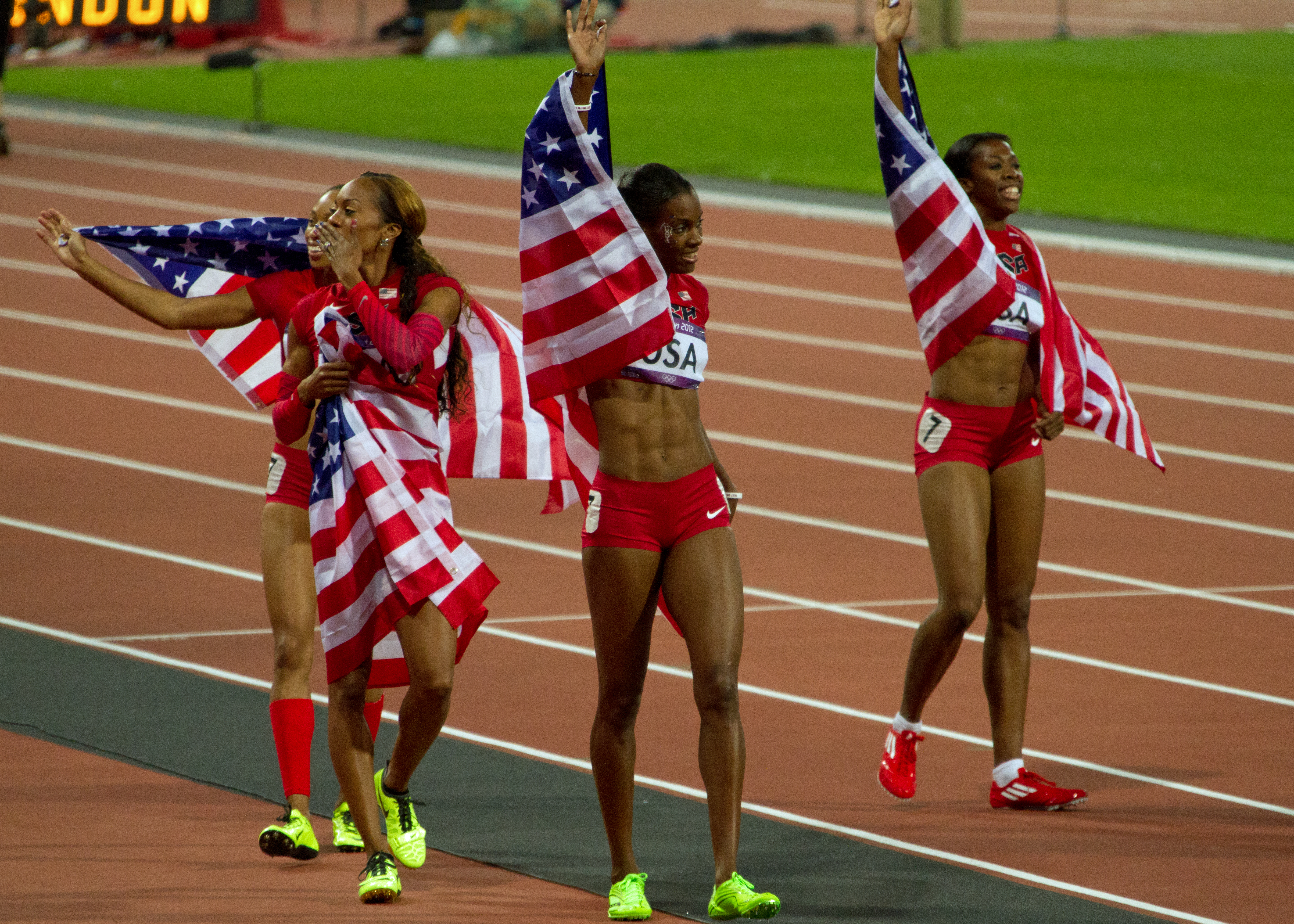
Die Olympiasiegerinnen aus den USA (v. l. n. r.):
Allyson Felix (verdeckt):, Sanya Richards-Ross, DeeDee Trotter, Francena McCorory

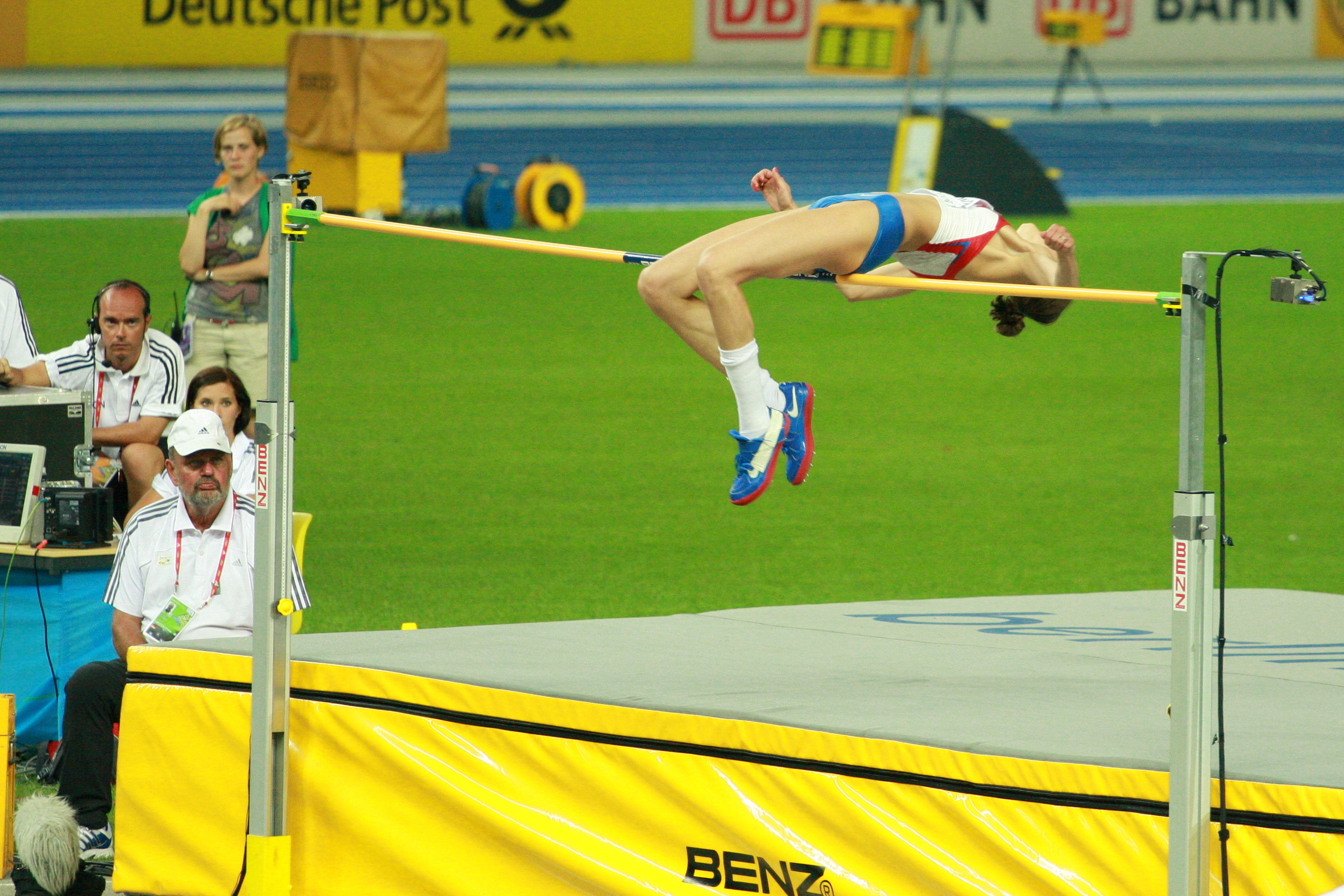
Anna Tschitscherowa gewann die Hochsprung-Goldmedaille

Finale: 11. August 2012, 20:20 Uhr (MESZ)
Weiterer deutscher Teilnehmer:

Matthias de Zordo  GER (kein gültiger Versuch in der Qualifikation)
Doping:

Der zunächst zweitplatzierte Ukrainer Oleksandr Pjatnyzja wurde 2016 als Dopingsünder entlarvt und nachträglich disqualifiziert. Bei Nachuntersuchungen seiner Dopingprobe wurde die verbotene Substanz Dehydrochlormethyltestosteron nachgewiesen.

### Zehnkampf

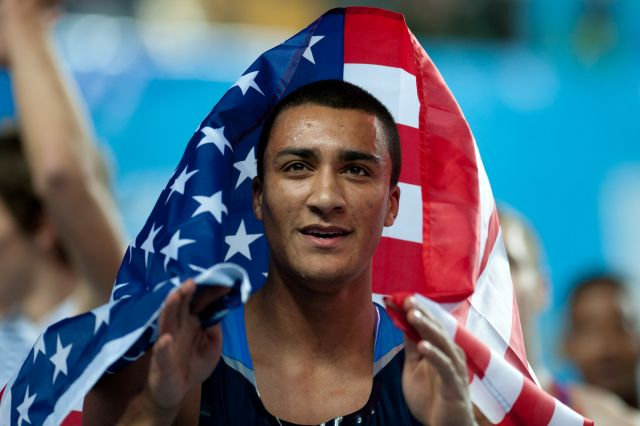
Ashton Eaton krönte sich zum König der Athleten

| Platz | Athlet           | Land | Punkte |
| ----- | ---------------- | ---- | ------ |
| 1     | Ashton Eaton     | USA  | 8869   |
| 2     | Trey Hardee      | USA  | 8671   |
| 3     | Leonel Suárez    | CUB  | 8523   |
| 4     | Hans Van Alphen  | BEL  | 8447   |
| 5     | Damian Warner    | CAN  | 8442   |
| 6     | Rico Freimuth    | GER  | 8320   |
| 7     | Oleksij Kasjanow | UKR  | 8283   |
| 8     | Sergei Swiridow  | RUS  | 8219   |

8./9. August 2012, 10:00 Uhr (MESZ)
Weitere deutsche Teilnehmer:
- Pascal Behrenbruch  GER (8126 Punkte/10.)
- Jan Felix Knobel  GER (verletzt abgebrochen)

## Resultate Frauen

### 100 m
| Platz | Athletin                | Land | Zeit (s) |
| ----- | ----------------------- | ---- | -------- |
| 1     | Shelly-Ann Fraser-Pryce | JAM  | 10,75    |
| 2     | Carmelita Jeter         | USA  | 10,78    |
| 3     | Veronica Campbell-Brown | JAM  | 10,81    |
| 4     | Tianna Madison          | USA  | 10,85    |
| 5     | Allyson Felix           | USA  | 10,89    |
| 6     | Kelly-Ann Baptiste      | TTO  | 10,94    |
| 7     | Murielle Ahouré         | CIV  | 11,00    |
| 8     | Blessing Okagbare       | NGR  | 11,01    |

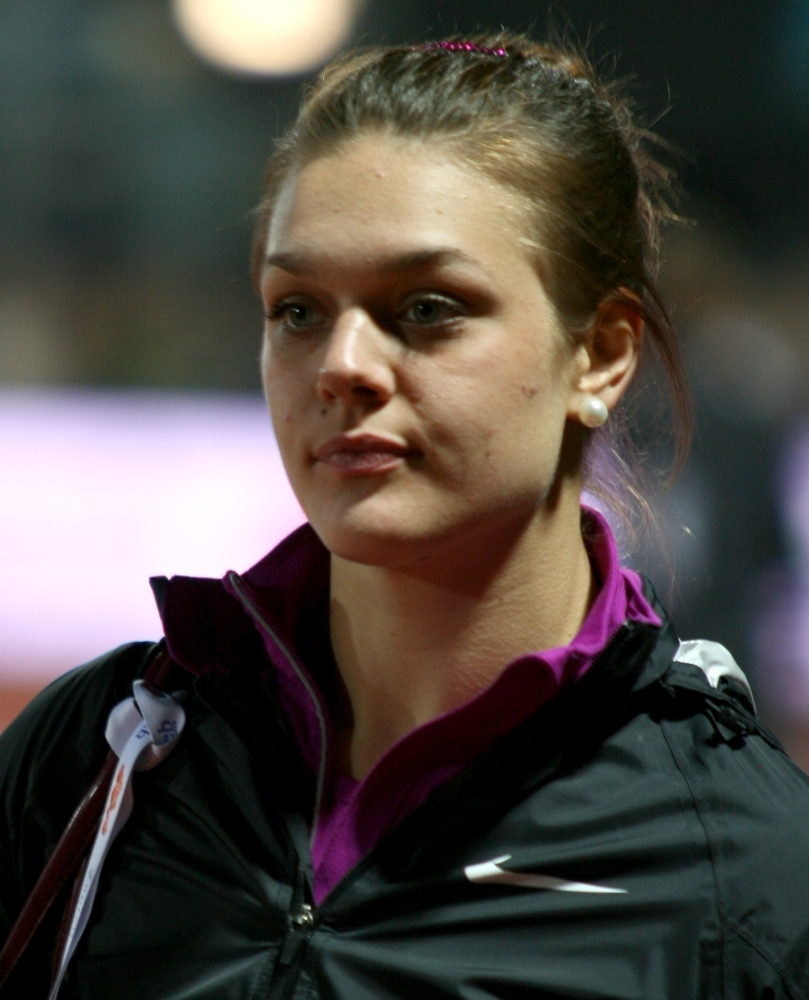
Sandra Perković siegte mit kroatischem Landesrekord

Finale: 4. August 2012, 22:55 Uhr (MESZ)
Wind: +1,5 m/s
Deutsche Teilnehmerinnen:
- Verena Sailer  GER (11,25 s/als 6. ihres Halbfinales ausgeschieden)
- Tatjana Pinto  GER (11,39 s/als 4. ihres Vorlaufs ausgeschieden)

In diesem Wettbewerb gab es zwei Dopingfälle:
- Die Sprinterin Tameka Williams aus St. Kitts und Nevis gab die Einnahme verbotener Mittel nach einem positiven Test zu und musste das olympische Dorf vor Beginn der Wettkämpfe verlassen.[36]
- Die im Halbfinale ausgeschiedene Semoy Hackett aus Trinidad und Tobago wurde zusammen mit einer Landsfrau am 9. Juni 2012 positiv getestet. Ihre hier in London erzielten Resultate wurden annulliert. Davon waren auch das Rennen über 200 Meter, in dem sie Achte geworden war, sowie die 4-mal-100-Meter-Staffel, mit der sie im Finale das Ziel nicht erreicht hatte, betroffen. Darüber hinaus erhielt sie eine Sperre über zwei Jahre und vier Monate vom 1. Januar 2013 bis 30. April 2015.[37]

### 200 m
| Platz | Athletin                | Land | Zeit (s) |
| ----- | ----------------------- | ---- | -------- |
| 1     | Allyson Felix           | USA  | 21,88    |
| 2     | Shelly-Ann Fraser-Pryce | JAM  | 22,09    |
| 3     | Carmelita Jeter         | USA  | 22,14    |
| 4     | Veronica Campbell-Brown | JAM  | 22,38    |
| 5     | Sanya Richards-Ross     | USA  | 22,39    |
| 6     | Murielle Ahouré         | CIV  | 22,57    |
| 7     | Myriam Soumaré          | FRA  | 22,63    |
| 8     | Semoy Hackett           | TTO  | 22,87    |

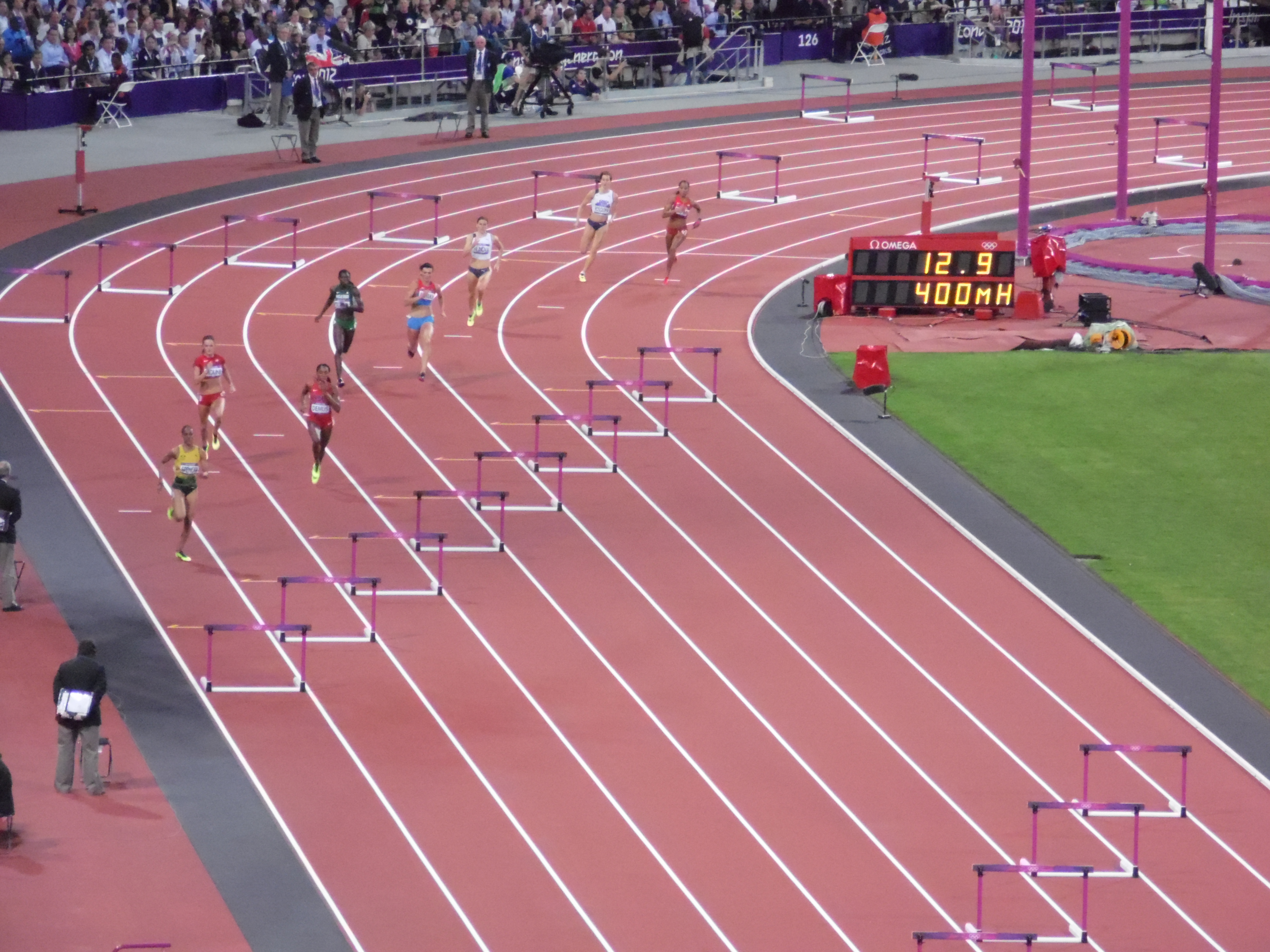
Im 400-Meter-Hürdenlauf war am Ende der Startkurve noch alles offen

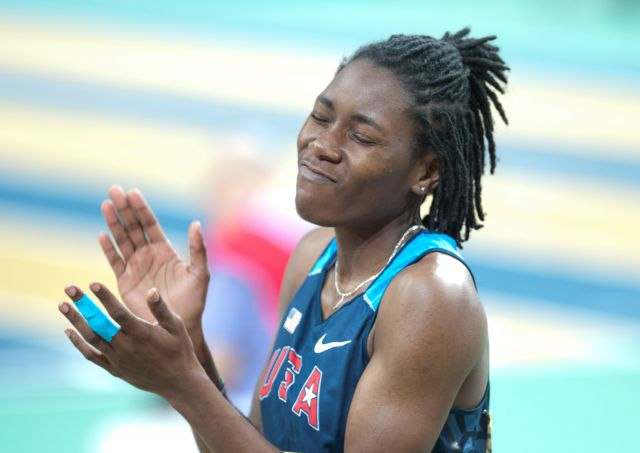
Weitsprung-Siegerin Brittney Reese

Finale: 8. August 2012, 22:00 Uhr (MESZ)
Wind: −0,2 m/s
Schweizer Teilnehmerin:

Léa Sprunger  SUI (23,27 s/als 4. ihres Vorlaufs ausgeschieden)
Hier gab es dieselben beiden Dopingfälle wie auch über 100 Meter:
- Die Sprinterin Tameka Williams aus St. Kitts und Nevis gab die Einnahme verbotener Mittel nach einem positiven Test zu und musste das olympische Dorf vor Beginn der Wettkämpfe verlassen.[36]
- Die im Halbfinale ausgeschiedene Semoy Hackett aus Trinidad und Tobago wurde zusammen mit einer Landsfrau am 9. Juni 2012 positiv getestet. Ihre hier in London erzielten Resultate wurden annulliert. Davon waren auch das Rennen über 100 Meter, in dem sie im Halbfinale ausgeschieden war, sowie die 4-mal-100-Meter-Staffel, mit der sie im Finale das Ziel nicht erreicht hatte, betroffen. Darüber hinaus erhielt sie eine Sperre über zwei Jahre und vier Monate vom 1. Januar 2013 bis 30. April 2015.[37]

### 400 m
| Platz | Athletin               | Land | Zeit (s) |
| ----- | ---------------------- | ---- | -------- |
| 1     | Sanya Richards-Ross    | USA  | 49,55    |
| 2     | Christine Ohuruogu     | GBR  | 49,70    |
| 3     | DeeDee Trotter         | USA  | 49,72    |
| 4     | Amantle Montsho        | BOT  | 49,75    |
| 5     | Novlene Williams-Mills | JAM  | 50,11    |
| 6     | Francena McCorory      | USA  | 50,33    |
| 7     | Rosemarie Whyte        | JAM  | 50,79    |
| DOP   | Antonina Kriwoschapka  | RUS  | 50,17    |

Finale: 5. August 2012, 22:10 Uhr (MESZ)
Doping:

In diesem Wettbewerb gab es drei Dopingfälle.
- Antonina Kriwoschapka, Russland (zunächst auf Rang sechs platziert). Sie wurde bei Nachtests von Dopingproben der Olympischen Spiele 2012 des Einsatzes von Turinabol, einem verbotenen Steroid überführt. Ihre Resultate im 400-Meter-Einzellauf und auch in der 4-mal-400-Meter-Staffel – hier hatte es zunächst Silber gegeben – wurden allesamt annulliert.[38]
- Julija Guschtschina, Russland (im Halbfinale ausgeschieden). Ihr wurde bei Nachtests von Dopingproben der Olympischen Spiele 2012 der Gebrauch der verbotenen Mittel Dehydrochlormethyltestosteron und Stanozolol nachgewiesen. Alle bei diesen Spielen von ihr erzielten Resultate wurden ihr aberkannt. Auch sie war Mitglied in der disqualifizierten russischen 4-mal-400-Meter-Staffel.[39]
- Pınar Saka, Türkei (im Vorlauf ausgeschieden). Ihr wurde aufgrund von Veränderungen der Blutwerte in ihrem biologischen Pass Dopingmissbrauch nachgewiesen und sie wurde disqualifiziert.[40]

### 800 m
| Platz | Athletin                  | Land | Zeit (min) |
| ----- | ------------------------- | ---- | ---------- |
| 1     | Caster Semenya            | RSA  | 1:57,23    |
| 2     | Jekaterina Poistogowa     | RUS  | 1:57,53    |
| 3     | Pamela Jelimo             | KEN  | 1:57,59    |
| 4     | Alysia Montaño            | USA  | 1:57,93    |
| 5     | Francine Niyonsaba        | BDI  | 1:59,63    |
| 5     | Janeth Jepkosgei Busienei | KEN  | 2:00,19    |
| DOP   | Jelena Arschakowa         | RUS  | 1:56,19    |
| DOP   | Marija Sawinowa           | RUS  | 1:59,21    |

Finale: 11. August 2012, 21:00 Uhr (MESZ)
In diesem Wettbewerb gab es zwei gedopte Finalistinnen, beide aus Russland.
- 2013 wurde Jelena Arschakowa, die ursprünglich den sechsten Platz erreicht hatte, wegen anomaler Werte in ihrem biologischen Pass gesperrt. Ihr Ergebnis wurde nachträglich annulliert.[42]
- Im Februar 2017 wurde auch Marija Sawinowa Ihre ursprünglich gewonnene Goldmedaille vom CAS wegen Dopingmissbrauchs aberkannt.[41] Silber erhielt daraufhin die später selbst wegen Dopingmissbrauchs für zwei Jahre gesperrte Russin Jekaterina Poistogowa.[106]

### 1500 m
| Platz | Athletin           | Land | Zeit (min) |
| ----- | ------------------ | ---- | ---------- |
| 1     | Maryam Yusuf Jamal | BRN  | 4:10,74    |
| 2     | Abeba Aregawi      | ETH  | 4:11,03    |
| 3     | Shannon Rowbury    | USA  | 4:11,26    |
| 4     | Lucia Klocová      | SVK  | 4:12,64    |
| 5     | Lisa Dobriskey     | USA  | 4:13,02    |
| 6     | Laura Weightman    | GBR  | 4:15,60    |
| 7     | Hellen Obiri       | KEN  | 4:16,57    |

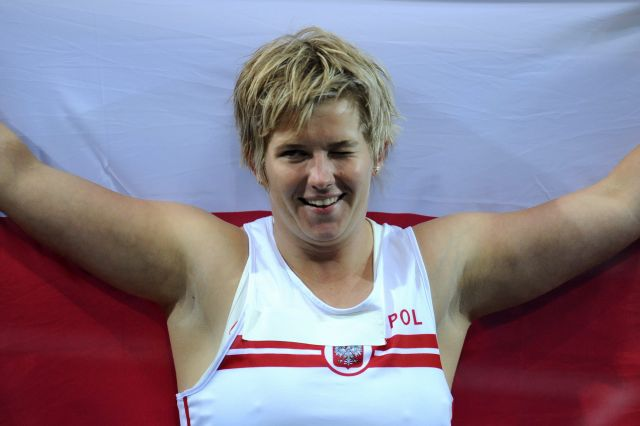
Anita Wlodarczyk gewann ihren nächsten Titel

Finale: 10. August 2012, 21:55 Uhr (MESZ)
Deutsche Teilnehmerin:

Corinna Harrer  GER (4:05,70 min/als 5. ihres Halbfinales ausgeschieden)
Es gab insgesamt acht Dopingfälle für diese Disziplin, vier davon betrafen Finalteilnehmerinnen:
- Die Marokkanerin Mariem Alaoui Selsouli war wegen Dopings kurz vor den Spielen gesperrt worden.[43]
- Im Mai 2013 wurde öffentlich, dass bei Aslı Çakır Alptekin aus der Türkei, die mit 4:10,23 min als Erste ins Ziel gekommen war, Blutwerte gefunden wurden, die auf Doping hinweisen.[44] Da der türkische Verband keine Sperre verhängte, klagte der Weltleichtathletikverband vor dem Internationalen Sportgerichtshof CAS. So wurde die Athletin im August 2015 für acht Jahre gesperrt, ihre Ergebnisse ab dem 29. Juli 2010 wurden annulliert.[45]
- Die Belarussin Natallja Karejwa wurde nach Manipulation ihres Biologischen Passes nachträglich disqualifiziert – Sperre bis August 2016, Streichung ihrer Resultate seit 2010
- Für die Russin Jekaterina Kostezkaja, die im August 2011 auffällig wurde, gab es ebenfalls nachträgliche Konsequenzen: Sperre bis Januar 2015, Streichung ihrer Resultate seit 2011.[46]
- Ende März 2017 wurde auch die zunächst als Siegerin nachgerückte Gamze Bulut aus der Türkei wegen Blutunregelmäßigkeiten in ihrem Blutpass vom Weltleichtathletikverband gesperrt, der Olympiasieg wurde ihr aberkannt.[47]
- Die im Vorlauf ausgeschiedene Ukrainerin Anschelika Schewtschenko wurde nach Entscheidung des Weltleichtathletikverbands wegen Verstoßes gegen die Antidopingbestimmungen vom 17. Februar 2015 an für zwei Jahre gesperrt. Ihre seit dem 2. Juli 2011 bis einschließlich 2013 erzielten Resultate wurden annulliert.[48] Dazu gehörten auch ihre Ergebnisse, die sie hier in London über 800 Meter erreicht hatte.
- Eine weitere im Vorlauf ausgeschiedene Ukrainerin, die gegen die Antidopingbestimmungen verstoßen hatte, war Hanna Mischtschenko, Ihre von Juni 2012 bis 2016 erzielten Resultate wurden wegen Irregularitäten in ihrem Biologischen Pass annulliert.[49]
- Der im Vorlauf ausgeschiedenen Russin Jekaterina Myrnowa wurden ebenfalls Irregularitäten in ihrem Biologischer Pass nachgewiesen. Alle ihre von 2011 bis 2015 erzielten Resultate wurden ihr aberkannt.[51]
- 2024 wurde Tatjana Tomaschowa die Silbermedaille wegen Doping-Vergehen aberkannt, Tomaschowa wurde wegen mehrerer Dopingvergehen für zehn Jahre gesperrt.

### 5000 m

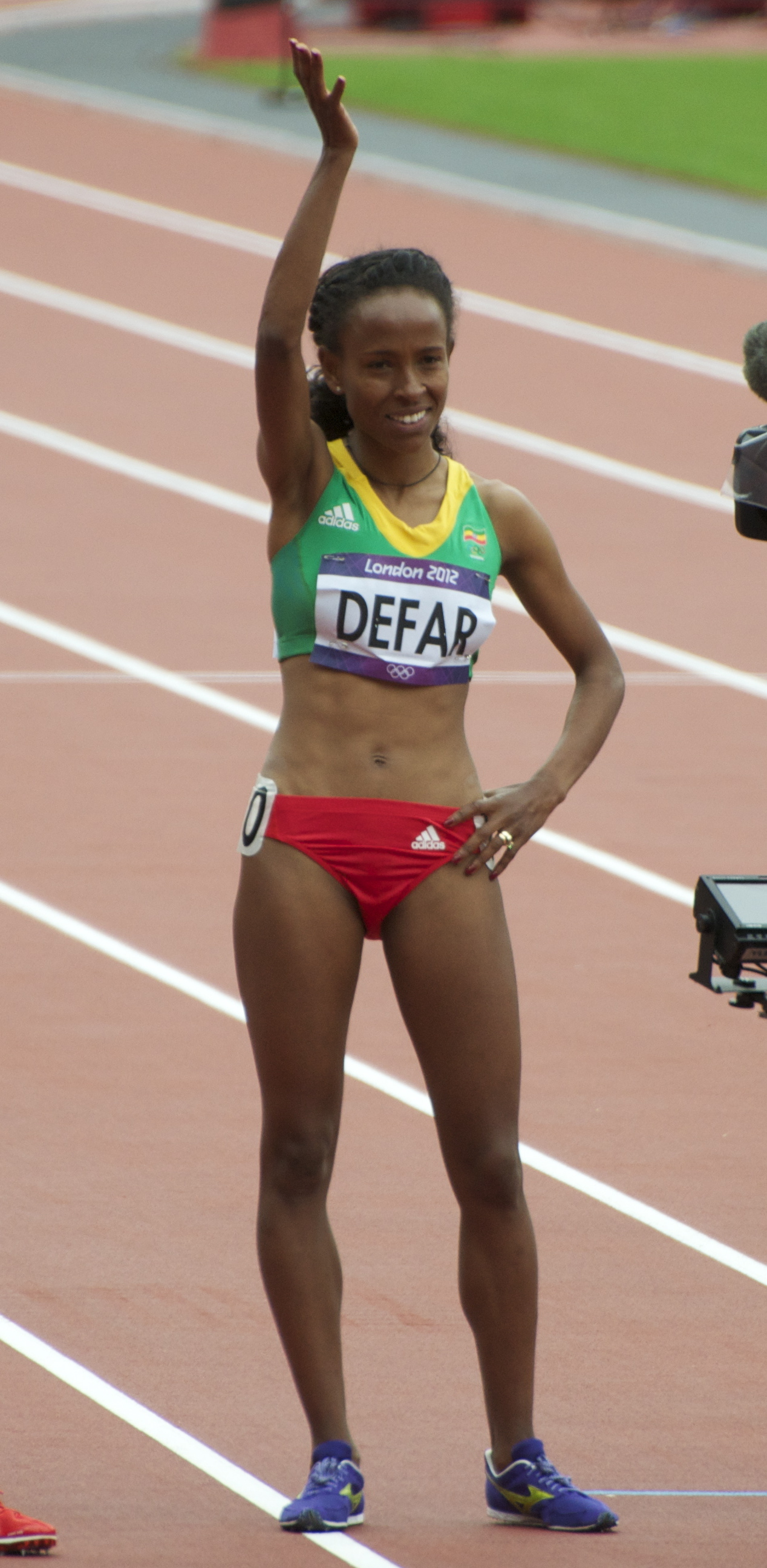
Meseret Defar gewann nach Gold 2004 und Silber 2008 ihre zweite olympische Goldmedaille

| Platz | Athletin              | Land | Zeit (min) |
| ----- | --------------------- | ---- | ---------- |
| 1     | Meseret Defar         | ETH  | 15:04,25   |
| 2     | Vivian Cheruiyot      | KEN  | 15:04,73   |
| 3     | Tirunesh Dibaba       | ETH  | 15:05,15   |
| 4     | Sally Kipyego         | KEN  | 15:05,79   |
| 5     | Gelete Burka          | ETH  | 15:10,66   |
| 6     | Viola Jelagat Kibiwot | KEN  | 15:11,59   |
| 7     | Joanne Pavey          | GBR  | 15:12,72   |
| 8     | Julia Bleasdale       | GBR  | 15:14,55   |

Finale: 10. August 2012, 21:05 Uhr (MESZ)
Die im Vorlauf ausgeschiedene Ukrainerin Ljudmyla Kowalenko wurde nach Entscheidung des Weltleichtathletikverbands wegen Verstoßes gegen die Antidopingbestimmungen vom 31. Oktober 2017 an für zwei Jahre gesperrt. Ihre seit dem 27. Juni 2012 bis einschließlich April 2016 erzielten Resultate wurden annulliert.

### 10.000 m

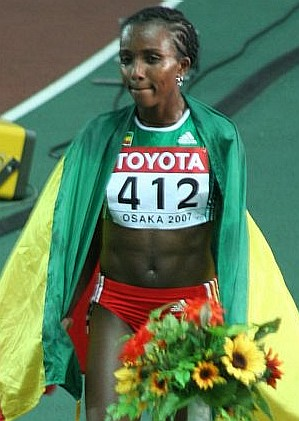
Die Doppelolympiasiegerin von 2008 (5000/10.000 Meter) Tirunesh Dibaba gewann ihr drittes olympisches Gold

| Platz | Athletin         | Land | Zeit (min)  |
| ----- | ---------------- | ---- | ----------- |
| 1     | Tirunesh Dibaba  | ETH  | 30:20,75000 |
| 2     | Sally Kipyego    | KEN  | 30:26,37000 |
| 3     | Vivian Cheruiyot | KEN  | 30:30,44000 |
| 4     | Werknesh Kidane  | ETH  | 30:39,38000 |
| 5     | Belaynesh Oljira | ETH  | 30:45,56000 |
| 6     | Shitaye Eshete   | BRN  | 30:47,25 NR |
| 7     | Joanne Pavey     | GBR  | 30:53,20000 |
| 8     | Julia Bleasdale  | GBR  | 30:55,63000 |

3. August 2012, 22:25 Uhr (MESZ)
Deutsche Teilnehmerin:

Sabrina Mockenhaupt  GER (31:50,35 min/17. im Finale)
Doping:

Die zunächst auf Platz neunzehn eingelaufene Russin Jelisaweta Gretschischnikowa wurde 2013 des Dopings überführt und bis August 2015 gesperrt, alle ihre Ergebnisse seit August 2009 wurden annulliert.

### Marathon
| Platz | Athletin                | Land | Zeit (h)   |
| ----- | ----------------------- | ---- | ---------- |
| 1     | Tiki Gelana             | ETH  | 2:23:07 OR |
| 2     | Priscah Jeptoo          | KEN  | 2:23:12000 |
| 3     | Tatjana Petrowa         | RUS  | 2:23:29000 |
| 4     | Mary Keitany            | KEN  | 2:23:56000 |
| 5     | Tetjana Hamera-Schmyrko | UKR  | 2:24:32 NR |
| 6     | Zhu Xiaolin             | CHN  | 2:24:48000 |
| 7     | Jéssica Augusto         | POR  | 2:25:11000 |
| 8     | Valeria Straneo         | ITA  | 2:25:27000 |

5. August 2012, 12:00 Uhr (MESZ)
Deutsche Teilnehmerinnen:
- Irina Mikitenko  GER (2:26:44 h/14.)
- Susanne Hahn  GER (2:30:22 h/32.)

Schweizer Teilnehmerin:
- Maja Neuenschwander  SUI (2:34:50 h/53.)

Österreichische Teilnehmerin:
- Andrea Mayr  AUT (2:34:51 h/54.)

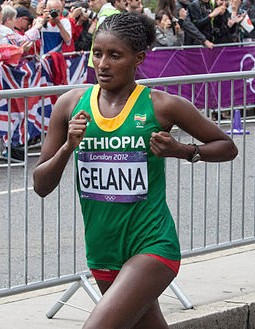
Marathon-Olympiasiegerin Tiki Gelana

Dieser Wettbewerb wurde von sechs Deopingfällen belastet:
- Die zunächst fünftplatzierte Ukrainerin Tetjana Hamera-Schmyrko wurde vom ukrainischen Leichtathletikverband vom 30. September 2015 bis zum 29. September 2019 wegen Verstoßes gegen die Antidopingregeln gesperrt, ihre vom 26. August 2011 bis zum 30. September 2015 erzielten Resultate wurden ihr aberkannt. Der Weltleichtathletikverband bestätigte diese Sanktionen im Jahr 2015.[53]
- Die zunächst auf Rang 58 platzierte Chinesin Wang Jiali erhielt wegen Manipulationen ihres Biologischen Passes zwischen Mai 2012 und Januar 2013 eine zweijährige Sperre, unter anderem hier in London erzieltes Resultat wurde ihr aberkannt. Für das Jahr 2017 wurde ihr ein zweites Mal Dopingmissbrauch nachgewiesen und sie erhielt eine Sperre für die Dauer von acht Jahren.[54]
- Die Türkin Bahar Doğan rangierte zunächst auf Platz 63. Beginnend mit dem 3. Juni 2011 wurden bei ihr Unregelmäßigkeiten in ihrem Biologischen Pass nachgewiesen. Ihre seitdem bis 2013 erzielten Resultate wurden annulliert und sie erhielt eine Startsperre vom 31. März 2015 bis 30. September 2017.[55]
- Die zunächst auf Platz 89 eingelaufene Türkin Ümmü Kiraz wurde für zwei Jahre und sechs Monate suspendiert, weil ihr der Einsatz einer verbotenen Substanz nachgewiesen wurde. Ihre zwischen 2011 und 2013 erzielten Resultate wurden gestrichen.[56]
- Die Kolumbianerin Yolanda Caballero hatte ihr Rennen vorzeitig beendet. Wegen Irregularitäten in ihrem Biologischen Pass wurden ihre zwischen 2011 und 2015 erzielten Resultate annulliert.[57]
- Die Russin Lilija Schobuchowa, die ihr Rennen vorzeitig beendet hatte, wurde wegen Verstoßes gegen die Antidopingbestimmungen vom russischen Leichtathletikverband für zwei Jahre gesperrt. Alle ihr vom 9. Oktober 2009 bis 2013 erzielten Resultate wurden ihr aberkannt.[58]

### 100 m Hürden
| Platz | Athletin        | Land | Zeit (s) |
| ----- | --------------- | ---- | -------- |
| 1     | Sally Pearson   | AUS  | 12,35 OR |
| 2     | Dawn Harper     | USA  | 12,37000 |
| 3     | Kellie Wells    | USA  | 12,48000 |
| 4     | Lolo Jones      | USA  | 12,58000 |
| 5     | Phylicia George | CAN  | 12,65000 |
| 6     | Jessica Zelinka | CAN  | 12,69000 |
| 7     | Beate Schrott   | AUT  | 13,07000 |
| DSQ   | Nevin Yanıt     | TUR  |          |

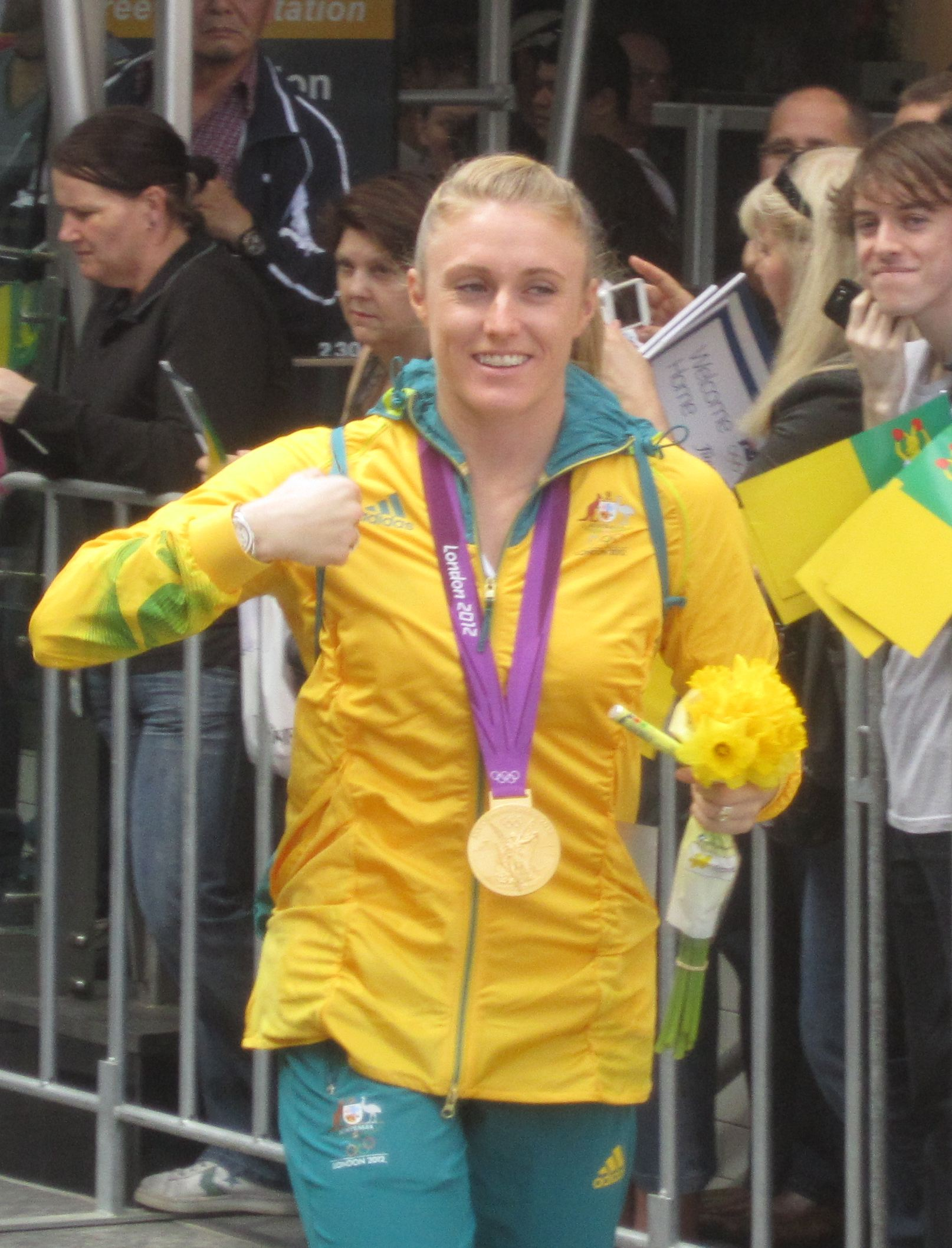
Sally Pearson – Siegerin mit neuem olympischen Rekord

Finale: 7. August 2012, 22:10 Uhr (MESZ)
Wind: −0,2 m/s
Deutsche Teilnehmerinnen:
- Cindy Roleder  GER (13,02 s/7. ihres Halbfinales)
- Carolin Nytra  GER (13,31 s/7. ihres Halbfinales)

Schweizer Teilnehmerin:
- Noemi Zbären  SUI (13,33 s/6. ihres Vorlaufs)

In diesem Wettbewerb gab es nach und nach insgesamt vier Dopingfälle:
- Die zunächst auf Platz fünf ins Ziel gekommene Türkin Nevin Yanıt wurde im August 2013 des Dopings mit Stanozolol und Testosteron überführt und für drei Jahre gesperrt.[59]
- Die im Halbfinale ausgeschiedene Russin Jekaterina Galizkaja, Russland wurde zusammen mit elf weiteren russischen Leichtathleten im Jahr 2018 wegen Verstoßes gegen die Antidopingbestimmungen von den Spielen in London disqualifiziert.[60]
- Die Russin Julija Kondakowa war ebenfalls im Halbfinale ausgeschieden. Sie wurde wie Jekaterina Galitskaja zusammen mit elf weiteren russischen Leichtathleten im Jahr 2018 wegen Verstoßes gegen die Antidopingbestimmungen von den Spielen in London disqualifiziert.[60]
- Die im Vorlauf ausgeschiedene Kasachin Natalja Iwoninskaja erhielt beginnend mit Oktober 2018 eine zweijährige Sperre für den Einsatz die verbotenen Subastanzen Turinabol and Stanozolol, nachdem ihr der Verstoß bei Nachtests der Dopingproben von den Spielen in London nachgewiesen worden war. Ihr hier erzieltes Resultat wurde gestrichen.[61]

### 400 m Hürden
| Platz | Athletin                    | Land | Zeit (s) |
| ----- | --------------------------- | ---- | -------- |
| 1     | Lashinda Demus              | USA  | 52,77    |
| 2     | Zuzana Hejnová              | CZE  | 53,38    |
| 3     | Kaliese Spencer             | JAM  | 53,66    |
| 4     | Georganne Moline            | USA  | 53,92    |
| 5     | T'erea Brown                | USA  | 55,07    |
| 6     | Denisa Rosolová             | CZE  | 55,27    |
| 7     | Muizat Ajoke Odumosu        | NGR  | 55,31    |
| DSQ   | Natalja Nikolajewna Antjuch | RUS  |          |

Finale: 8. August 2012, 20:45 Uhr (MESZ)
Dieser Wettbewerb war durch drei Dopingfälle belastet:
- Die im Vorlauf ausgeschiedene Syrerin Ghofrane Mohamed (oft auch als Ghfran Almouhamad benannt) wurde nach ihrem Rennen positiv auf Methylhexanamin getestet mit der Folge einer sechsmonatigen Sperre sowie der Aberkennung ihres hier erzielten Resultats.[62]
- Der im Halbfinale ausgeschiedenen Ukrainerin Hanna Titimez wurde der Einsatz verbotener Mittel nach Auswertung ihres Biologischen Passes nachgewiesen. Ihre vom 26. Juni 2012 bis 26. Juni 2014 erzielten Resultate wurden annulliert und sie erhielt ein zweijährige Sperre, die am 3. April 2017 begann.[63]
- Die Russin Irina Dawydowa war ebenfalls im Halbfinale ausgeschieden. Bei neuen Auswertungen von Nachtests ihrer Dopingproben wurde auch ihr der Einsatz verbotener Mittel nachgewiesen. Ihre vom 20. Juni 2012 bis 30. Juni 2015 erzielten Resultate wurden annulliert und sie erhielt darüber hinaus ein zweijährige Sperre beginnend mit dem 17. Januar 2022.[64]
- Der ursprünglichen Olympiasiegerin Natalja Antjuch wurde das olympische Gold im Oktober 2022 aberkannt, nachdem bei einem Nachtest von der damaligen Probe der olympischen 4 × 400-m-Staffel, bei der die russische Mannschaft Silber gewann, verbotene Substanzen gefunden wurden.

### 3000 m Hindernis
| Platz | Athletin              | Land | Zeit (min) |
| ----- | --------------------- | ---- | ---------- |
| 1     | Habiba Ghribi         | TUN  | 9:08,37 NR |
| 2     | Sofia Assefa          | ETH  | 9:09,84000 |
| 3     | Milcah Chemos Cheywa  | KEN  | 9:09,88000 |
| 4     | Hiwot Ayalew          | ETH  | 9:12,98000 |
| 5     | Etenesh Diro          | ETH  | 9:19,89000 |
| 6     | Antje Möldner-Schmidt | GER  | 9:21,78000 |
| 7     | Gesa Felicitas Krause | GER  | 9:23,52000 |
| 8     | Emma Coburn           | USA  | 9:23,54000 |

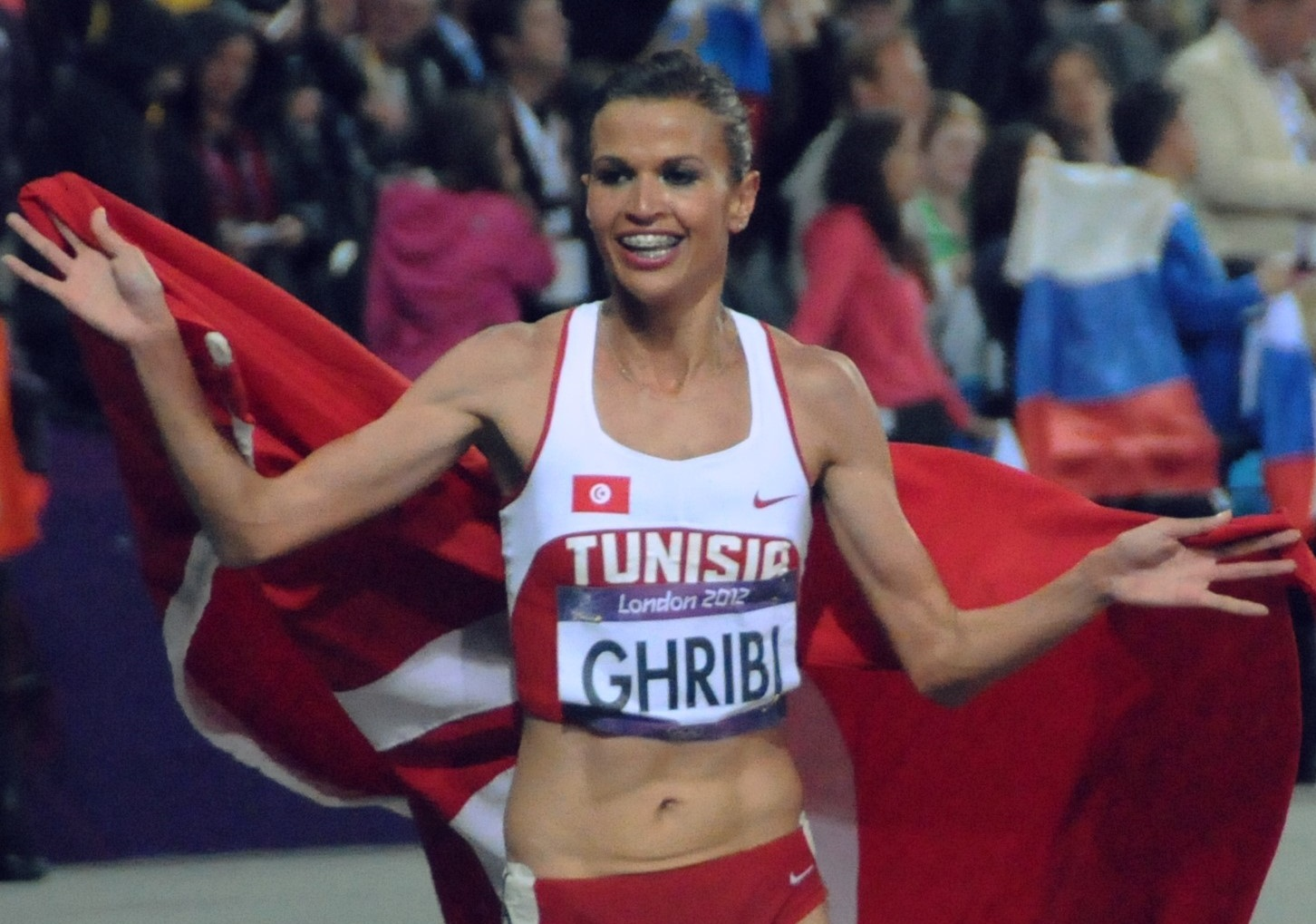
Hindernisolympiasiegerin Habiba Ghribi

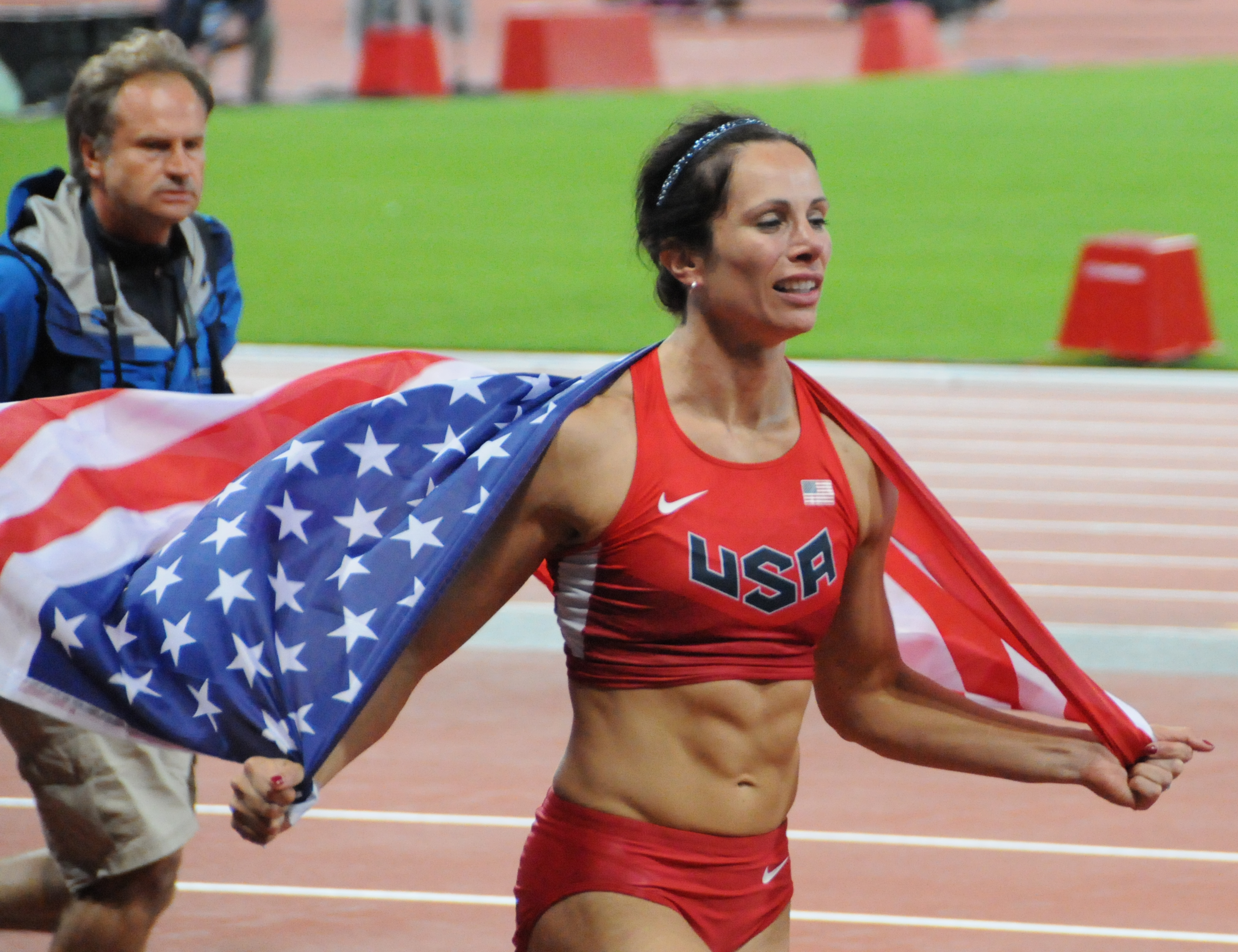
Überraschungslympiasiegerin Jennifer Suhr

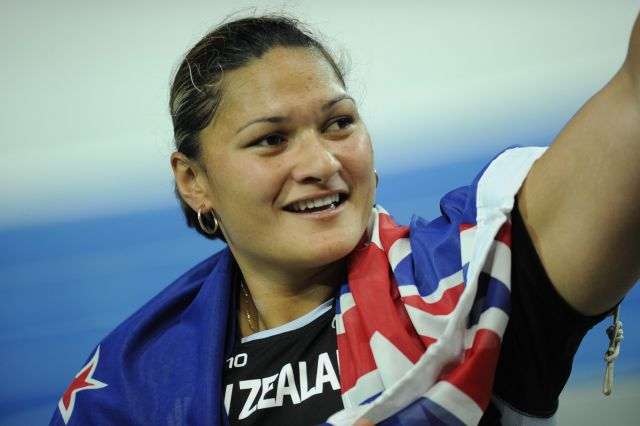
Valerie Adams setzte auch hier ihre Erfolgsserie fort

Finale: 6. August 2012, 22:05 Uhr (MESZ)
Hier kam es zu fünf dopingebdingten Disqualifikationen:
- Der ursprünglichen russischen erstplatzierten Julija Saripowa wurde 2016 rückwirkend die Goldmedaille wegen Dopingmissbrauchs aberkannt.[65]
- Die Wertung der auf Platz zwölf eingelaufenen Spanierin Marta Domínguez wurde gestrichen, da diese ebenfalls des Dopingmissbrauchs überführt worden war.[66]
- Im Mai 2015 wurde die Ukrainerin Switlana Schmidt – als Elfte des dritten Vorlaufs ausgeschieden – wegen Auffälligkeiten in ihrem Biologischem Pass nachträglich disqualifiziert.[67]
- Die Türkin Binnaz Uslu – im ersten Vorlauf als Letzte ins Ziel gekommen und damit ausgeschieden – erhielt 2014 eine lebenslange Sperre wegen wiederholter Dopingverstöße, die rückwirkend vom 30. August 2011 an wirksam wurde.[68]
- Die im zweiten Vorlauf ausgeschiedene Türkin Gülcan Mıngır wurde bei neuen Analysen der Dopingproben von den Spielen in London positiv auf die verbotene Substanz Dehydrochlormethyltestosteron getestet. Folgerichtig wurde sie disqualifiziert.[69]

### 4 × 100 m Staffel
| Platz | Land                | Athletinnen | Zeit (s) |
| ----- | ------------------- | --- | -------- |
| 1     | USA                 | Tianna Madison Allyson Felix (Finale) Bianca Knight Carmelita Jeter (Finale) im Vorlauf außerdem: Jeneba Tarmoh Lauryn Williams                                  | 40,82 WR |
| 2     | Jamaika             | Shelly-Ann Fraser-Pryce (Finale) Sherone Simpson Veronica Campbell-Brown (Finale) Kerron Stewart im Vorlauf außerdem: Samantha Henry-Robinson Schillonie Calvert | 41,41 NR |
| 3     | Ukraine             | Olessja Powch Chrystyna Stuj Marija Rjemjen Jelysaweta Bryshina                                                                                                  | 42,04 NR |
| 4     | Nigeria             | Christy Udoh Gloria Asumnu Oludamola Osayomi Blessing Okagbare                                                                                                   | 42,64000 |
| 5     | Deutschland         | Leena Günther Anne Cibis Tatjana Pinto Verena Sailer | 42,67000 |
| 6     | Niederlande         | Kadene Vassel Dafne Schippers Eva Lubbers Jamile Samuel | 42,70000 |
| 7     | Brasilien           | Ana Cláudia Silva Franciela Krasucki Evelyn Dos Santos Rosângela Santos                                                                                          | 42,91000 |
| DOP   | Trinidad und Tobago | Michelle-Lee Ahye Kelly-Ann Baptiste Kai Selvon Semoy Hackett | DNF000   |

Finale: 10. August 2012, 21:40 Uhr (MESZ)
 Schweiz (43,54 s/7. ihres Vorlaufs)
Doping:

Die Staffel aus Trinidad und Tobago, die im Finale nicht das Ziel erreicht hatte, wurde disqualifiziert, weil mit Semoy Hackett eine der Läuferinnen dieses Teams zusammen mit einer Landsfrau am 9. Juni 2012 positiv getestet worden war. Hacketts hier in London erzielten Resultate wurden annulliert. Davon waren auch das Rennen über 100 Meter, in dem sie im Halbfinale ausgeschieden war, sowie über 200 Meter, in dem sie zunächst Rang acht belegt hatte, betroffen. Darüber hinaus erhielt Hackett eine Sperre über zwei Jahre und vier Monate vom 1. Januar 2013 bis 30. April 2015.

### 4 × 400 m Staffel
| Platz | Land           | Athletinnen | Zeit (min) |
| ----- | -------------- | --- | ---------- |
| 1     | USA            | DeeDee Trotter Allyson Felix (Finale) Francena McCorory Sanya Richards-Ross (Finale) im Vorlauf außerdem: Keshia Baker Diamond Dixon                        | 3:16,87    |
| 2     | Jamaika        | Christine Day Rosemarie Whyte Shericka Williams Novlene Williams-Mills (Finale) im Vorlauf außerdem: Shereefa Lloyd                                         | 3:20,95    |
| 3     | Ukraine        | Alina Lohwynenko Olha Semljak Hanna Jaroschtschuk Natalija Pyhyda                                                                                           | 3:23,57    |
| 4     | Großbritannien | Shana Cox Lee McConnell Perri Shakes-Drayton (Finale) Christine Ohuruogu im Vorlauf außerdem: Eilidh Doyle                                                  | 3:24,76    |
| 5     | Frankreich     | Phara Anacharsis Muriel Hurtis Marie Gayot Floria Gueï | 3:25,92    |
| 6     | Tschechien     | Denisa Rosolová Zuzana Bergrová Jitka Bartoničková Zuzana Hejnová                                                                                           | 3:27,77    |
| DSQ   | Nigeria        | Omolara Omotosho Muizat Ajoke Odumosu (Finale) Regina George Bukola Abogunloko im Vorlauf außerdem: Idara Otu                                               |            |
| DOP   | Russland       | Julija Guschtschina Antonina Kriwoschapka (Finale) Tatjana Firowa Natalja Antjuch (Finale) im Vorlauf außerdem: Natalja Nasarowa Anastassja Kapatschinskaja | 3:20,23    |

Finale: 11. August 2012, 21:25 Uhr (MESZ)
 Deutschland (3:31,06 min/8. ihres Vorlaufs)
Doping:
- In diesem Wettbewerb war eine Staffel, die Mannschaft Russlands, von gleich fünf Dopingfällen betroffen, sodass ihr Resultat – zunächst Rang zwei – annulliert wurde:
  - Antonina Kriwoschapka wurde bei Nachkontrollen von Proben positiv auf das anabole Steroid Dehydrochlormethyltestosteron (Turinabol) getestet. Dies wurde vom IOC am 1. Februar 2017 bekanntgegeben. Ihre Resultate im 400-Meter-Einzellauf (zunächst Sechste) und in der 4-mal-400-Meter-Staffel wurden allesamt annulliert. Somit verloren die russischen Staffelläuferinnen ihre Medaillen, Jamaika rückte auf den Silberrang und die Ukraine auf den Bronzerang vor.[38]
  - Am 30. November 2017 gab der Weltleichtathletikverband dann bekannt, dass auch die im Vorlauf eingesetzte Natalja Nasarowa bei Nachtests der Einnahme von Dehydrochlormethyltestosteron überführt wurde.[70]
  - Mit Julija Guschtschina wurde bei Nachtests von Dopingproben der Olympischen Spiele 2012 eine dritte Läuferin der russischen Staffel des Verstoßes gegen die Antidopingbestimmungen überführt. Ihr wurde der Gebrauch der verbotenen Mittel Dehydrochlormethyltestosteron und Stanozolol nachgewiesen. Als 400-Meter-Einzelläuferin war sie im Halbfinale ausgeschieden, auch dieses Resultat wurde annulliert.[39]
  - Anastassja Kapatschinskaja wurde bei Nachtests früherer Dopingproben Dopingmissbrauchs überführt, auch sie hatte Dehydrochlormethyltestosteron und Stanozolol zur Leistungssteigerung eingesetzt. Alle ihre seit 2008 erzielten Resultate wurden gestrichen.[71]
  - Im Februar 2019 schließlich wurde Tatjana Firowa durch Auswertung früherer Dopingproben des Verstoßes gegen die Antidopingbestimmungen überführt.[72]
- In der ebenfalls disqualifizierten Staffel der Türkei gab es zwei Läuferinnen, die gegen die Antidopingbestimmungen verstoßen hatten:
  - Pınar Saka wurde aufgrund von Veränderungen der Blutwerte in ihrem Biologischen Pass Dopingmissbrauch nachgewiesen und so wurde das türkische Team disqualifiziert. Von der Disqualifikation ebenfalls betroffen war Sakas 400-Meter-Einzelresultat, auch dort war sie im Vorlauf ausgeschieden.[40]
  - Meliz Redif wurden ebenfalls aufgrund von Irregularitäten in ihrem Biologischen Pass, die am 26. Juni 2012 festgestellt wurden, ihre von 2011 bis 2013 erzielten Resultate aberkannt. Sie erhielt eine Sperre vom 31. März 2015 bis 30. März 2018.[73]
- Die dritte disqualifizierte Staffel war Belarus – im Vorlauf ausgeschieden. In diesem Team hatte eine Läuferin gegen die Antidopingbestimmungen verstoßen:
  - Swjatlana Ussowitsch wurde bei Nachtests früherer Dopingproben der Einsatz von Dehydrochlormethyltestosteron (Turinabol) nachgewiesen, was zur Disqualifikation der belarussischen Staffel führte.[74]

### 20 km Gehen
| Platz | Athletin        | Land | Zeit (h)      |
| ----- | --------------- | ---- | ------------- |
| 1     | Qoijing Gyi     | CHN  | 1:25:16 OR/AS |
| 2     | Liu Hong        | CHN  | 1:26:00000000 |
| 3     | Lü Xiuzhi       | CHN  | 1:27:10000000 |
| 4     | Elisa Rigaudo   | ITA  | 1:27:36000000 |
| 5     | Beatriz Pascual | ESP  | 1:27:56000000 |
| 6     | Ana Cabecinha   | POR  | 1:28:03000000 |
| 7     | María Vasco     | ESP  | 1:28:14000000 |
| 8     | Masumi Fuchise  | JPN  | 1:28:41000000 |

11. August 2012, 18:00 Uhr (MESZ)
Deutsche Teilnehmerinnen:
- Melanie Seeger  GER (1:30:44 h/19.)
- Sabine Krantz  GER (DNF)

Doping:

Diese Disziplin war durch fünf Dopingfälle belastet:
- Der ursprünglichen Siegerin Jelena Laschmanowa aus Russland wurden im März 2022 rückwirkend für den Zeitraum zwischen dem 18. Februar 2012 und dem 3. Januar 2014 sämtliche Ergebnisse aberkannt. Davon betroffen war auch ihr hier in London zunächst errungener Olympiasieg.[75] Diese Entscheidung ist aber noch nicht vom IOC offiziell geändert worden, also sind die Platzierungen noch nicht offiziell, hier hinkt das IOC noch hinterher.
- Die zunächst zweitplatzierte Russin Olga Kaniskina wurde im Januar 2015 rückwirkend zum Oktober 2012 für drei Jahre wegen Dopingmissbrauchs gesperrt. Ihr Biologischer Pass wies Auffälligkeiten auf. Am 24. März 2016 wurden ihr sämtliche Ergebnisse von August 2009 bis zum 15. Oktober 2012 aberkannt, somit auch die zunächst errungene Silbermedaille von London.[76]
- Der zunächst fünftplatzierten Russin Anissja Kirdjapkina wurden im Februar 2019 rückwirkend für den Zeitraum vom 25. Februar 2011 bis 11. Oktober 2013 alle Ergebnisse gestrichen. Dies betrifft damit auch ihr Resultat bei den Olympischen Spielen 2012.[77]
- Im Oktober 2015 wurde die zunächst auf Rang 45 platzierte Türkin Semiha Mutlu rückwirkend für den Zeitraum vom 3. März 2015 bis 2. September 2017 gesperrt, ihre Ergebnisse seit dem 20. August 2011 wurden gestrichen.[78]
- Die Ukrainerin Olena Schumkina (zunächst auf Platz fünfzig) wurde wegen der Werte in ihrem Biologischen Pass im Juni 2017 für dreieinhalb Jahre gesperrt. Sämtliche Resultate seit Mai 2011 wurden annulliert.[79]

### Hochsprung
| Platz | Athletin            | Land | Höhe (m) |
| ----- | ------------------- | ---- | -------- |
| 1     | Anna Tschitscherowa | RUS  | 2,05     |
| 2     | Brigetta Barrett    | USA  | 2,03     |
| 3     | Ruth Beitia         | ESP  | 2,00     |
| 4     | Tia Hellebaut       | BEL  | 1,97     |
| 5     | Chaunté Lowe        | USA  | 1,97     |
| 6     | Svetlana Radzivil   | UZB  | 1,97     |
| 7     | Emma Green          | SWE  | 1,93     |
| 8     | Melanie Melfort     | FRA  | 1,93     |

Finale: 11. August 2012, 20:00 Uhr (MESZ)
Deutsche Teilnehmerin:

Ariane Friedrich  GER (1,93 m/als 8. ihrer Qualifikationsgruppe ausgeschieden)
Doping:

Die Russin Swetlana Schkolina sprang ursprünglich auf Platz drei, wurde jedoch im Februar 2019 nachträglich des Dopings überführt. Ihre Bronzemedaille musste sie entsprechend zurückgeben.

### Stabhochsprung
| Platz | Athletin           | Land | Höhe (m) |
| ----- | ------------------ | ---- | -------- |
| 1     | Jennifer Suhr      | USA  | 4,750000 |
| 2     | Yarisley Silva     | CUB  | 4,75 NRe |
| 3     | Jelena Issinbajewa | RUS  | 4,700000 |
| 4     | Silke Spiegelburg  | GER  | 4,650000 |
| 5     | Martina Strutz     | GER  | 4,550000 |
| 6     | Lisa Ryzih         | GER  | 4,450000 |
| 6     | Jiřina Ptáčníková  | CZE  | 4,450000 |
| 6     | Holly Bleasdale    | GBR  | 4,450000 |

Finale: 6. August 2012, 20:00 Uhr (MESZ)
Schweizer Teilnehmerin:

Nicole Büchler  SUI (4,25 m/11. ihrer Qualifikationsgruppe)
Doping:

Die in der Qualifikation ausgeschiedene belarussische Athletin Anastassija Schwedawa wurde im November 2016 bei einem Nachtest der Dopingproben von den Londoner Spielen des Dopingmissbrauchs überführt. Eingesetzt hatte sie das verbotene Mittel Dehydroepiandrosteron (Turinabol), was zur Annullierung ihres Stabhochsprung-Resultats zur Folge hatte.

### Weitsprung
| Platz | Athletin              | Land | Weite (m) |
| ----- | --------------------- | ---- | --------- |
| 1     | Brittney Reese        | USA  | 7,12      |
| 2     | Jelena Sokolowa       | RUS  | 7,07      |
| 3     | Janay DeLoach         | USA  | 6,89      |
| 4     | Ljudmila Koltschanowa | RUS  | 6,76      |
| 5     | Éloyse Lesueur        | FRA  | 6,67      |
| 6     | Shara Proctor         | GBR  | 6,55      |
| 7     | Weranika Schutkowa    | BLR  | 6,54      |
| 8     | Ivana Španović        | SRB  | 6,35      |

Finale: 8. August 2012, 21:05 Uhr (MESZ)
Deutsche Teilnehmerin:

Sosthene Moguenara  GER (6,23 m/10. ihrer Qualifikationsgruppe)
Schweizer Teilnehmerin:

Irene Pusterla  SUI (6,20 m/12. ihrer Qualifikationsgruppe)
In dieser Disziplin kam es zu fünf Dopingfällen:
- Die zunächst viertplatzierte Lettin Ineta Radēviča wurde im November 2016 bei einem Nachtest ihrer Dopingproben des Einsatzes von Oxandrolon, eines anabolen Steroids, überführt, was zu ihrer nachträglichen Disqualifikation und einer zweijährigen Sperre bis November 2020 führte.[83]
- Die ursprünglich fünftplatzierte Russin Anna Nasarowa wurde des Dopingmissbrauchs mittels Dehydrochlormethyltestosterone (Oral-Turinabol) überführt, was ihre Disqualifikation zur Folge hatte.[84]
- Auch die Belarussin Nastassja Mirontschyk-Iwanowa, die ursprünglich Rang sieben belegt hatte, wurde nach positiver Dopingprobe disqualifiziert.[85]
- Die für das Finale qualifizierte Türkin Karin Mey Melis wurde wegen einer Dopingprobe, die bei den Europameisterschaften 2012 in Helsinki positiv getestet worden war, vom Finale ausgeschlossen. Der Weltleichtathletikverband hatte zu spät vom Dopingverstoß der Athletin erfahren, um die Teilnahme an der Weitsprung-Qualifikation in London zu verhindern.[86]
- Die in der Qualifikation ausgeschiedene Ukrainerin Marharyta Twerdochleb wurde ebenfalls durch einen Nachtest ihrer Dopingproben des Dopingmissbrauchs überführt. Sie hatte verbotenerweise Dehydrochlormethyltestosteron (Turinabol) und Stanozolol verwendet.[87]

Schon vor den Spielen war die Griechin Paraskevi Papachristou wegen eines rassistischen Kommentars auf Twitter vom griechischen NOK ausgeschlossen worden.

### Dreisprung
| Platz | Athletin          | Land | Weite (m) |
| ----- | ----------------- | ---- | --------- |
| 1     | Olga Rypakowa     | KAZ  | 14,98     |
| 2     | Caterine Ibargüen | COL  | 14,80     |
| 3     | Olha Saladucha    | UKR  | 14,79     |
| 4     | Hanna Knjasjewa   | UKR  | 14,56     |
| 5     | Yamilé Aldama     | GBR  | 14,48     |
| 6     | Kimberly Williams | JAM  | 14,48     |
| 7     | Trecia Smith      | JAM  | 14,35     |
| 8     | Yargelis Savigne  | Kuba | 14,12     |

Finale: 5. August 2012, 20:35 Uhr (MESZ)
Doping:

Im März 2017 wurde die Russin Wiktorija Waljukewitsch, die zunächst Rang acht belegt hatte, nachträglich wegen Dopingmissbrauchs disqualifiziert.

### Kugelstoßen
| Platz | Athletin        | Land | Weite (m) |
| ----- | --------------- | ---- | --------- |
| 1     | Valerie Adams   | NZL  | 20,70     |
| 2     | Gong Lijiao     | CHN  | 20,22     |
| 3     | Li Ling         | CHN  | 19,63     |
| 4     | Michelle Carter | USA  | 19,42     |
| 5     | Liu Xiangrong   | CHN  | 19,18     |
| 6     | Geisa Arcanjo   | BRA  | 19,02     |
| 7     | Irina Tarassowa | RUS  | 19,00     |
| 8     | Natalia Duco    | CHI  | 18,80     |

Finale: 6. August 2012, 20:15 Uhr (MESZ)
Deutsche Teilnehmerinnen:
- Christina Schwanitz  GER (18,47 m/9. im Finale)
- Nadine Kleinert  GER (18,36 m/als 7. ihrer Qualifikationsgruppe ausgeschieden)
- Josephine Terlecki  GER (17,78 m/als 8. ihrer Qualifikationsgruppe ausgeschieden)

Doping:
- Schon am Tag nach dem Finale wurde die Belarussin Nadseja Astaptschuk, die zunächst Platz eins belegt hatte, disqualifiziert. In ihren zwei Dopingproben wurde das anabole Steroid Methenolon nachgewiesen.[89]
- 2016 wurden bei Nachuntersuchungen auch in der Probe der Russin Jewgenija Kolodkos – zunächst Rang drei – verbotene Substanzen nachgewiesen. Bei ihr wurden das Anabolikum Dehydrochlormethyltestosteron (Turinabol) und das Wachstumshormon Ipamorelin festgestellt. Kolodko wurde nachträglich disqualifiziert.[90]

### Diskuswurf
| Platz | Athletin                | Land | Weite (m) |
| ----- | ----------------------- | ---- | --------- |
| 1     | Sandra Perković         | CRO  | 69,11 NR  |
| 2     | Li Yanfeng              | CHN  | 67,22000  |
| 3     | Yarelys Barrios         | CUB  | 66,38000  |
| 4     | Nadine Müller           | GER  | 65,94000  |
| 5     | Mélina Robert-Michon    | FRA  | 63,98000  |
| 6     | Krishna Poonia          | IND  | 63,62000  |
| 7     | Stephanie Brown Trafton | USA  | 63,01000  |
| 8     | Zinaida Sendriuté       | LTU  | 61,68000  |

Finale: 4. August 2012, 20:30 Uhr (MESZ)
Weitere deutsche Teilnehmerinnen:
- Anna Rüh  GER (61,36 m/9. im Finale)
- Julia Fischer  GER (60,23 m/als 8. ihrer Qualifikationsgruppe ausgeschieden)

In diesem Wettbewerb gab es zwei Dopingfälle:
- Für die zunächst zweitplatzierte Russin Darja Pischtschalnikowa ergaben Nachtests von im Mai 2012 abgegebenen Dopingproben positive Resultate auf verbotene Anabolika. Im Dezember 2012 hatte sich Darja Pischtschalnikowa als sogenannte Whistleblowerin vertraulich an die Welt-Anti-Doping-Agentur WADA gewandt, um zur Aufklärung des „Staatsdopings“ in Russland beizutragen. Die WADA benachrichtigte daraufhin die russische Anti-Doping-Agentur RUSADA, womit Pischtschalnikowas Whistleblower-Handeln auch in Russland offiziell wurde. Die Silbermedaille wurde ihr aberkannt, 2013 wurde sie als Wiederholungstäterin für zehn Jahre gesperrt.[91] Die nachfolgenden Athletinnen rückten in der Wertung um jeweils einen Platz nach vorne.
- Wera Karmischina-Ganejewa, eine weitere Russin, die in der Qualifikation ausgeschieden war, wurde mittels der Analyse ihrer Dopingproben von diesen Spielen bei einem Nachtest im Februar 2017 des Einsatzes von Dehydroepiandrosteron (Turinabol) überführt und nachträglich disqualifiziert. Außerdem erhielt sie eine zweijährige Wettkampfsperre.[92]

### Hammerwurf
| Platz | Athletin         | Land | Weite (m) |
| ----- | ---------------- | ---- | --------- |
| 1     | Anita Włodarczyk | POL  | 77,60 OR  |
| 2     | Betty Heidler    | GER  | 77,12000  |
| 3     | Zhang Wenxiu     | CHN  | 76,34000  |
| 4     | Kathrin Klaas    | GER  | 76,05000  |
| 5     | Yipsi Moreno     | CUB  | 74,60000  |
| 6     | Stéphanie Falzon | FRA  | 73,06000  |
| 7     | Joanna Fiodorow  | POL  | 72,37000  |
| 8     | Sophie Hitchon   | GBR  | 69,33000  |

Finale: 10. August 2012, 20:35 Uhr (MESZ)
Betty Heidlers Weite im fünften Versuch wurde aufgrund eines Softwarefehlers zunächst nicht berücksichtigt. Die Weite wurde vom elektronischen Messsystem nicht angenommen, da sie exakt mit der Weite der vor ihr werfenden Lyssenko übereinstimmte und deshalb als Fehler der Kampfrichter interpretiert wurde. Für Heidler wurde dann die Weite der nach ihr werfenden Athletin registriert. Erst durch Nachmessung per Hand konnte die Weite von 77,12 m bestätigt werden.
In diesem Wettbewerb kam es zu gleich sieben Dopingfällen. Betroffen davon waren vier der Finalistinnen sowie zwei in der Qualifikation ausgeschiedene Athletinnen. Darüber hinaus war eine Werferin dopingbedingt bereits vor dem Wettkampf aus ihrem Team gestrichen worden.
- Im Oktober 2016 wurde der ursprünglichen Goldmedaillengewinnerin Tatjana Lyssenko aus Russland ihre Medaille wegen Dopings aberkannt.[93]
- Die zunächst sechstplatzierte Belarussin Aksana Mjankowa wurde wegen Verstoßes gegen die Dopingbestimmungen wie schon 2008 disqualifiziert.[85]
- Auch der Moldawierin Zalina Petrivskaia wurde ihr zunächst siebter Platz wegen Dopingmissbrauchs aberkannt.[94]
- Marija Bespalowa, ebenfalls aus Russland, hatte sich zunächst auf Rang zehn platziert. Sie erhielt wegen Steroid-Dopings eine vierjährige Wettkampfsperre und ihr Resultat wurde annulliert.[95]
- Gulfija Chanafejewa, eine weitere Russin, war in der Qualifikation ausgeschieden. Ihr Ergebnis von den Spielen in London wurde nach einer positiven Dopingprobe annulliert.[96]
- Die Belarussin Alena Matoschka wurde im Dezember 2019 nach einem positiven Befund eines Nachtests disqualifiziert. Sie hatte mit Oxandrolon, einem anabolen Steroid gedopt.[97]
- Bereits vor Beginn der Spiele war Marina Marghieva aus der Republik Moldau, Schwester der oben genannten Zalina Petrivskaia, nach einer positiven Dopingprobe aus ihrem Olympiateam gestrichen worden.[98]

### Speerwurf
| Platz | Athletin            | Land | Weite (m) |
| ----- | ------------------- | ---- | --------- |
| 1     | Barbora Špotáková   | CZE  | 69,55     |
| 2     | Christina Obergföll | GER  | 65,16     |
| 3     | Linda Stahl         | GER  | 64,91     |
| 4     | Sunette Viljoen     | RSA  | 64,53     |
| 5     | Lü Huihui           | CHN  | 63,70     |
| 6     | Katharina Molitor   | GER  | 62,89     |
| 7     | Martina Ratej       | SLO  | 61,62     |
| 8     | Madara Palameika    | LAT  | 60,73     |

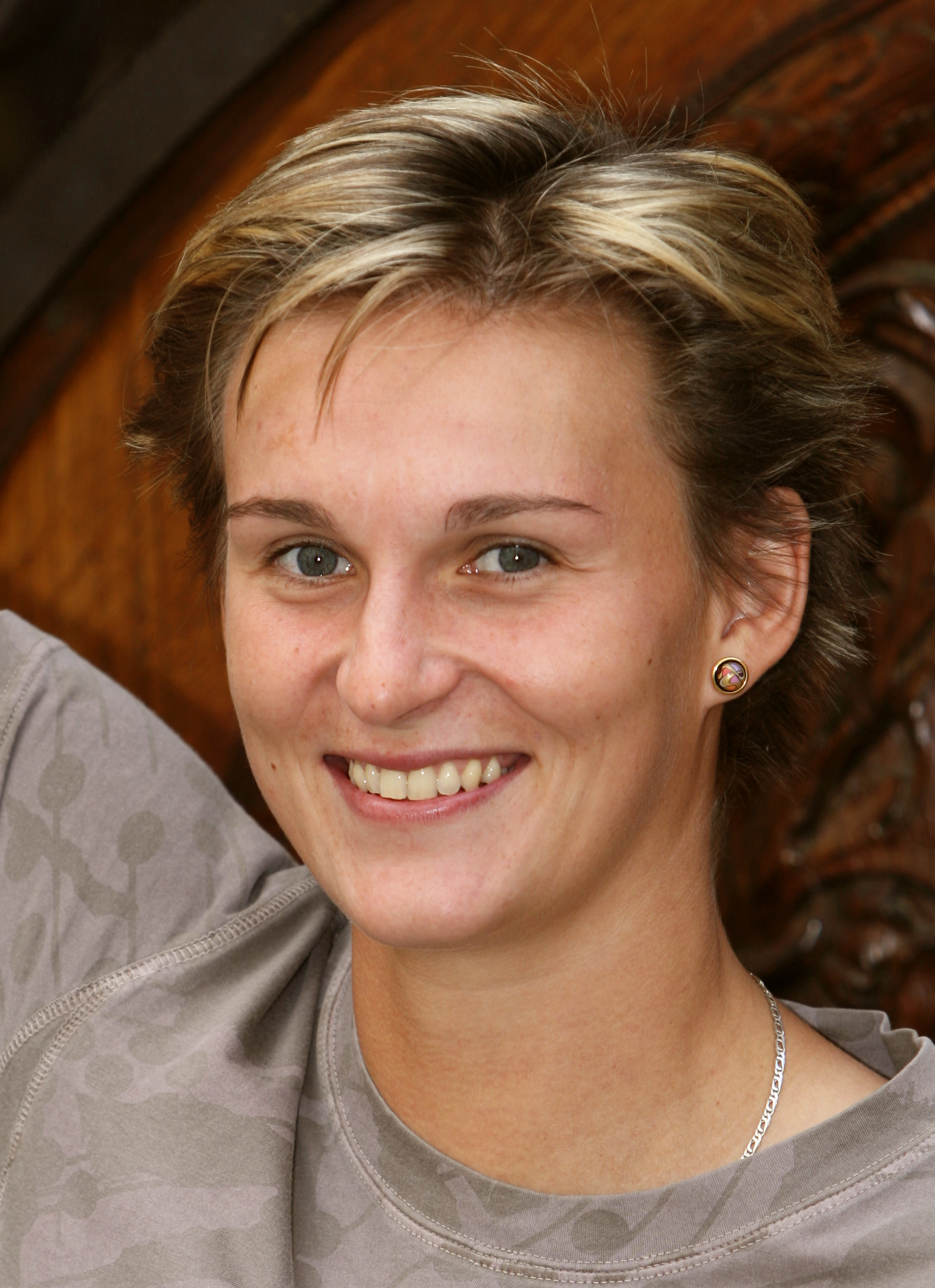
Barbora Špotáková wiederholte ihren Erfolg von den Spielen 2008

Finale: 9. August 2012, 22:00 Uhr (MESZ)
Österreichische Teilnehmerin:

Elisabeth Eberl  AUT (49,66 m/als 17. ihrer Qualifikationsgruppe ausgeschieden)
In diesem Wettbewerb gab es zwei nachträglich festgestellte Dopingfälle:
- Der zunächst siebtplatzierten Slowenin Martina Ratej wurde bei einem Nachtest früherer Dopingproben der Einsatz der verbotenen Substanz Clostebol, ein anaboles Steroid, nachgewiesen. Am 16. Juli 2020 wurde ihr unter anderem ihr Resultat von den Londoner Spielen aberkannt. Darüber hinaus erhielt sie eine zweijährige Wettkampfsperre.[99]
- Die ursprünglich zehntplatzierte Russin Marija Abakumowa wurde positiv auf das verbotene Mittel Turinabol getestet. Alle ihre Resultate, die sie von den Olympischen Spielen 2008 bis zu den Spielen 2012 erzielt hatte, wurden annulliert.[100]

### Siebenkampf
| Platz | Athletin                   | Land | Punkte  |
| ----- | -------------------------- | ---- | ------- |
| 1     | Jessica Ennis              | GBR  | 6955 NR |
| 2     | Lilli Schwarzkopf          | GER  | 6649000 |
| 3     | Austra Skujytė             | LTU  | 6599000 |
| 4     | Antoinette Nana Djimou Ida | FRA  | 6576000 |
| 5     | Jessica Zelinka            | CAN  | 6480000 |
| 6     | Kristina Sawizkaja         | RUS  | 6452000 |
| 7     | Laura Ikauniece            | LAT  | 6414000 |
| 8     | Hanna Kasjanowa            | UKR  | 6392000 |

3./4. August 2012
Weitere deutsche Teilnehmerinnen:
- Jennifer Oeser  GER (5455 Punkte/30.)
- Julia Mächtig  GER (5338 Punkte/31.)

Österreichische Teilnehmerin:
- Ivona Dadic  AUT (5935 Punkte/25.)

Schweizer Teilnehmerin:
- Ellen Sprunger  SUI (6107 Punkte/19.)

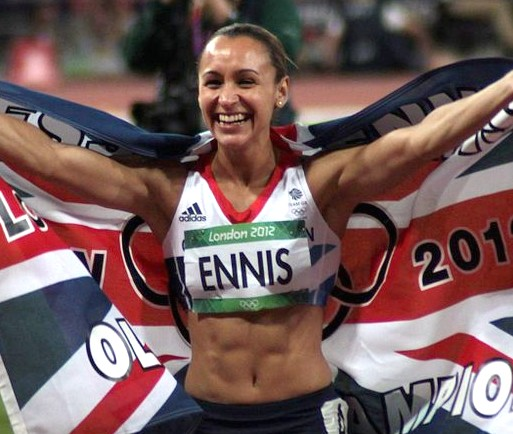
Heimsieg für Jessica Ennis als neue Königin der Athletinnen

Lilli Schwarzkopf wurde zunächst wegen einer angeblichen Berührung der Bahnmarkierung beim 800-Meter-Lauf disqualifiziert. Bei der Überprüfung der Videoaufzeichnung stellte sich jedoch heraus, dass ihr irrtümlich der Fuß einer anderen Athletin zugeordnet worden war.
Doping;
- Die zunächst viertplatzierte Ukrainerin Ljudmyla Jossypenko wurde im September 2013 durch ihren Blutpass des Dopings überführt und bis März 2017 von allen Wettkämpfen ausgeschlossen, zusätzlich wurden alle Ergebnisse von den Spielen 2012 an rückwirkend gestrichen.[102]
- Am 29. November 2016 verlor auch die ursprüngliche Bronzemedaillengewinnerin Tatjana Tschernowa aus Russland ihre Medaille aufgrund des Verstoßes gegen die Dopingbestimmungen. Der Sportgerichtshof bestätigte die Annullierung sämtlicher Ergebnisse Tschernowas zwischen dem 15. August 2011 und 22. Juli 2013. Dadurch bleiben auch der WM-Titel 2011 und Olympiabronze 2012 aberkannt.[101]

## Video
- Die Olympischen Spiele im Rückblick, leichtathletik.de 13. August 2012, abgerufen am 22. April 2022